# Arquitectura neoclásica

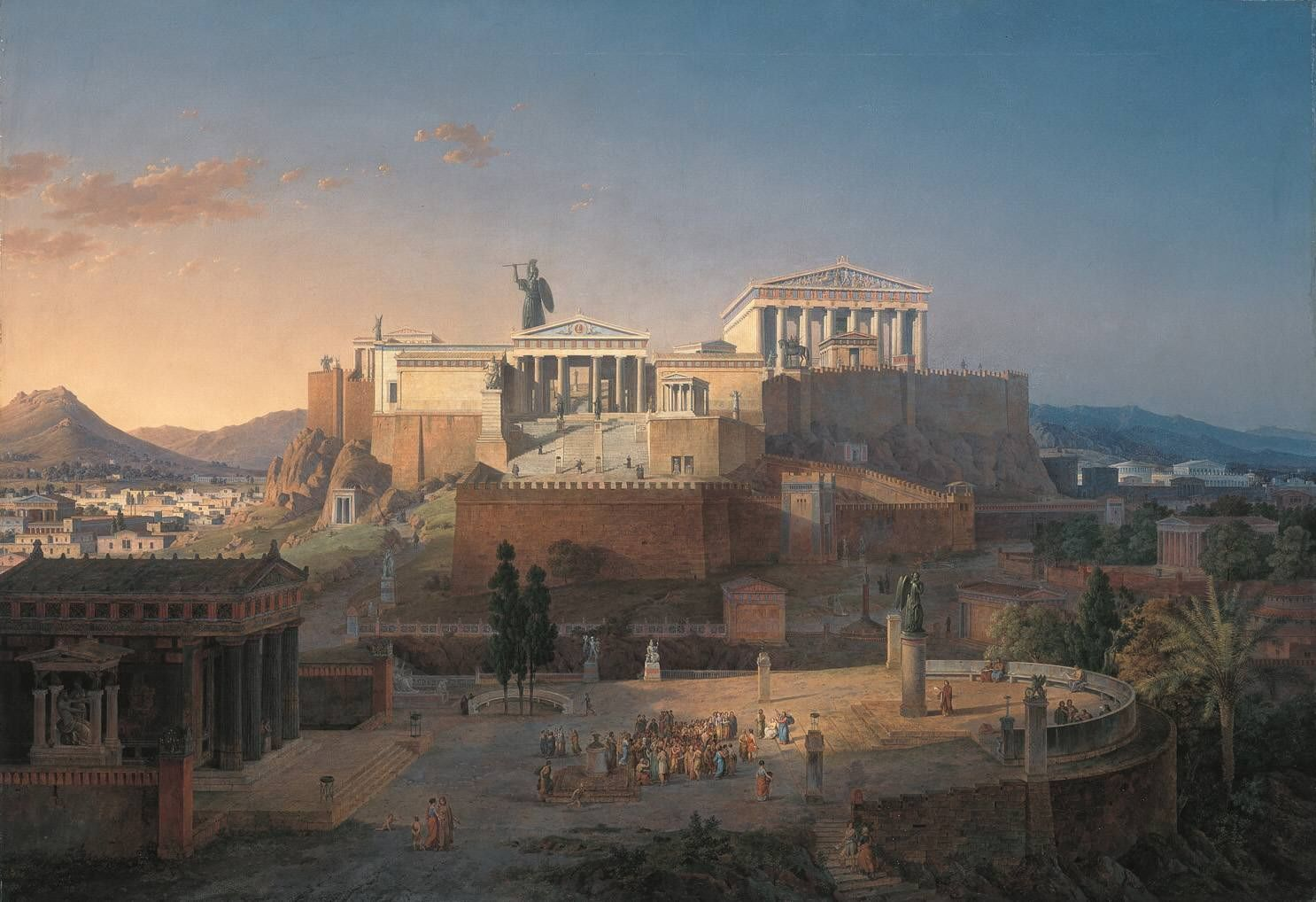
Representación de la Acrópolis de Atenas, obra de 1846 del arquitecto y pintor Leo von Klenze (Neue Pinakothek, Múnich).

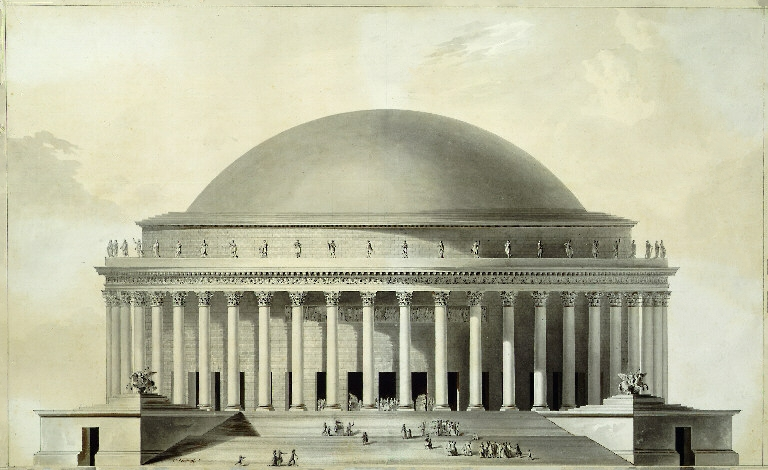
Proyecto de Ópera (1781), obra no realizada de Étienne-Louis Boullée.

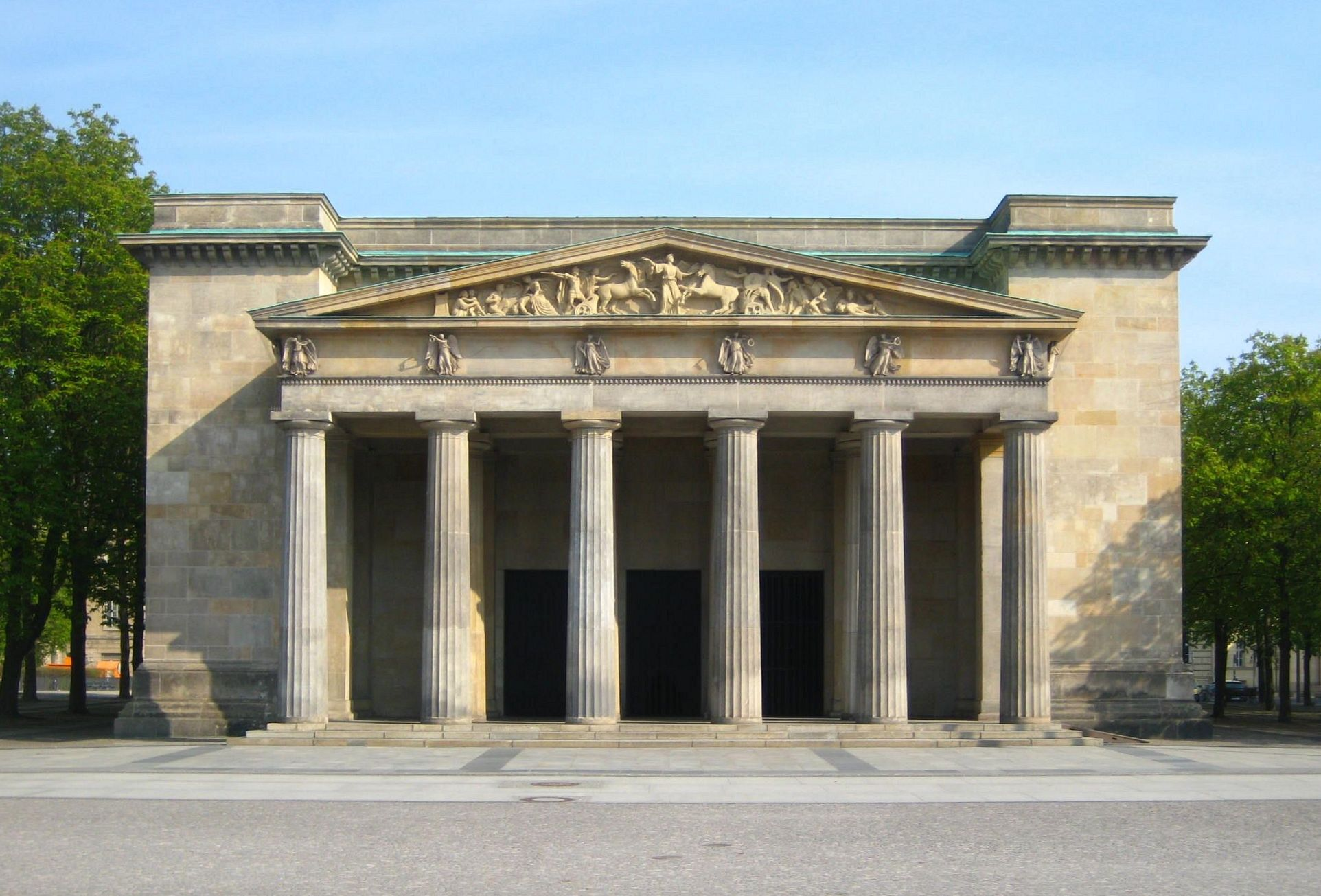
Neue Wache (1816-1818), obra de Karl Friedrich Schinkel, Berlín.

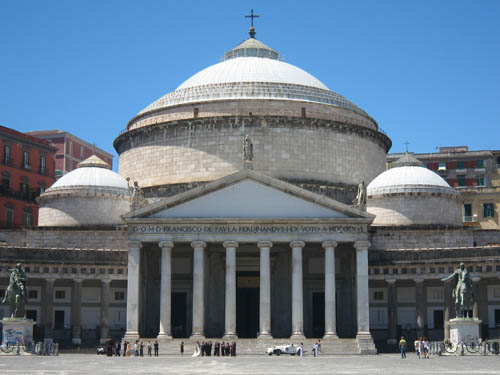
Basílica de San Francisco de Paula (1816-1846), en la piazza del Plebiscito, Nápoles.

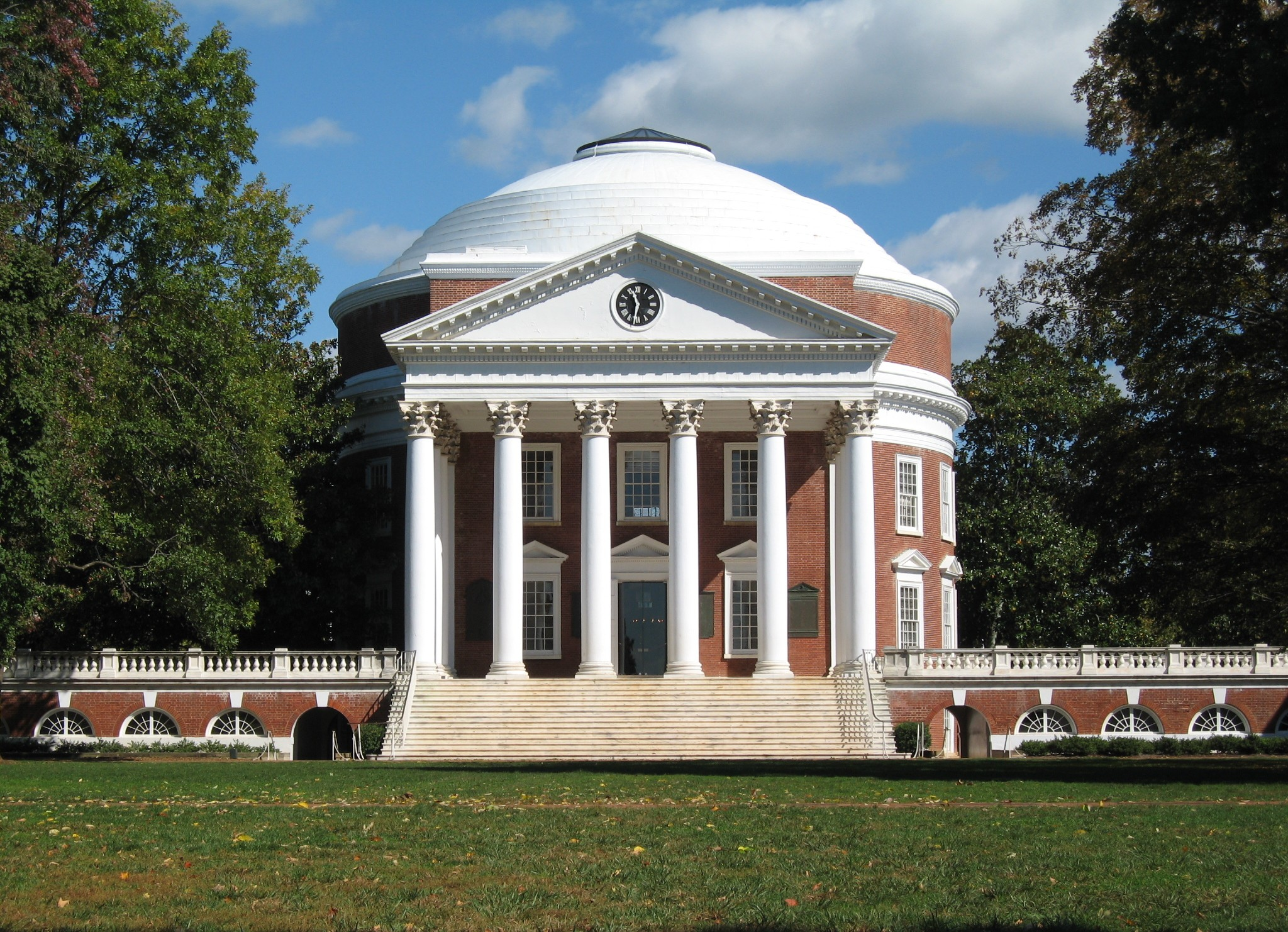
La Rotonda (1822-1826) de la Universidad de Virginia, de Thomas Jefferson y Stanford White.

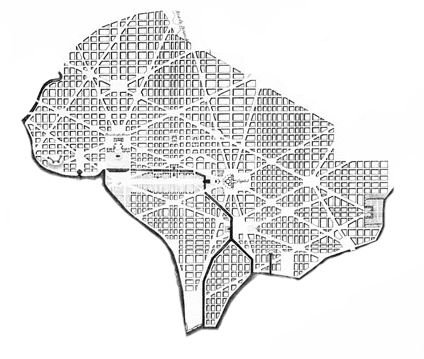
Urbanización en Washington, ejemplo de planificación urbana con principios neoclásicos.

La arquitectura neoclásica es un estilo arquitectónico desarrollado en Occidente a partir del movimiento neoclásico, surgido hacia mediados del siglo XVIII como reacción frente a la exuberancia decorativa del barroco y como evolución de ciertos rasgos clasicistas presentes en su fase tardía. Se prolongó a lo largo del siglo XIX, conviviendo con otras corrientes como la arquitectura historicista y el eclecticismo. Algunos historiadores emplean el término clasicismo romántico para referirse a la producción neoclásica de la primera mitad del siglo XIX, un aparente oxímoron que alude tanto a su coincidencia temporal con el romanticismo como a la incorporación de cierta expresividad y exaltación emocional a la sobriedad de la estética grecorromana.

## Contexto histórico y cultural
El auge del neoclasicismo arquitectónico respondió a factores políticos, sociales y económicos propios de la época, entre los que destacan la Revolución Industrial, la crisis del Antiguo Régimen, la Ilustración, el enciclopedismo, la fundación de Academias y el despotismo ilustrado.  
La Revolución Industrial transformó profundamente las ciudades, introduciendo nuevos ritmos de vida, avances técnicos y materiales innovadores. El espíritu ilustrado fomentó una concepción más científica de las artes: se esperaba que los arquitectos fueran técnicos rigurosos antes que creadores intuitivos, e imitadores de modelos universales más que inventores de formas arbitrarias.  
Bajo esta perspectiva, el arte clásico se interpretó como un arte progresista, caracterizado por la claridad estructural, la supresión de elementos superfluos y la aspiración a leyes compositivas inmutables. Esta visión motivó el rechazo del barroco final y el retorno a los modelos arquitectónicos de la Antigüedad grecorromana, considerados universales y atemporales.

## Teoría y crítica
A finales del siglo XVIII surgieron movimientos de crítica arquitectónica que defendían la funcionalidad y la eliminación del ornamento excesivo. Entre ellos destaca Francesco Milizia (1725-1798), cuya obra Principi di Architettura Civile (1781) difundió desde Italia concepciones arquitectónicas de carácter rigorista por toda Europa.  
En Francia, el abad Marc-Antoine Laugier (1713-1769) defendió en Essai sur l'Architecture (1752) y Observations sur l'Architecture (1765) que todo edificio debía componerse de partes esenciales y funcionales, y que los órdenes clásicos debían cumplir un papel estructural y no meramente decorativo. Su objetivo era formular una arquitectura «verdadera», construida con lógica y economía de medios.  
El concepto de economía aplicado a la arquitectura modificó tanto la organización espacial como la relación entre vanos y macizos, buscando equilibrio entre función, estabilidad y proporción.

La Ilustración sostenía que la infelicidad del hombre se debía a la ignorancia y a la irracionalidad y por eso el camino a la felicidad era llevar la luz de la razón por medio de la educación. Aunque las primeras Academias para el estudio de las artes habían surgido en Italia ya en el siglo XVI, las fundadas en el siglo XVIII ya eran ilustradas y sirvieron como transmisoras de ideas contrarias al barroco y a favor del neoclasicismo y los diversos tratados clásicos y renacentistas de las Tres nobles artes, así como de aquellas obras de carácter técnico y científico que racionalizaban su práctica y ejecución. En ese momento el arte comienza a sufrir las consecuencias de una crítica libre, fundada en los principios éticos. La arquitectura podía ser analizada como una rama del arte social y moral y L'Encyclopédie le atribuyó la capacidad de influir en el pensamiento y en las costumbres de los hombres. Proliferaron así las construcciones que mejoraban la vida humana como hospitales, bibliotecas, museos, teatros, parques, etc., eso sí, pensadas con carácter monumental. Los arquitectos del siglo XVIII pasaron a rechazar la religiosidad intensa de la estética anterior y la exageración lujuriante del barroco, buscando una síntesis espacial y formal más racional y objetiva, pero aún no tenían una idea clara de cómo aplicar las nuevas tecnologías constructivas y estructurales en una nueva arquitectura. El neoclasicismo no pretendió, de hecho, un estilo nuevo diferente del arte clásico renacentista y fue más una reinterpretación del repertorio formal clásico y menos una experimentación de esas formas, teniendo como gran diferencia la aplicación de las nuevas tecnologías: en este periodo, antiguos materiales como la piedra y la madera pasaron a ser sustituidos gradualmente por el hormigón, y más adelante por el hormigón armado y el metal.
El enciclopedismo, el espíritu precursor de la Revolución francesa, trajo también consigo una concepción romántica de la Grecia Antigua. En la arquitectura la formación requerida implicaba el conocimiento de las fuentes antiguas tales como Vitrubio, Palladio, Vignola; por lo que se hizo uso de los repertorios formales de las arquitecturas griega y romana (e incluso de Egipto y Asia Menor). Todos los arquitectos partían de unos supuestos comunes: la racionalidad en las construcciones y la vuelta al pasado. Aunque los enfoques diferían.
Los modelos greco-romanos dieron lugar a una arquitectura monumental que reproducía frecuentemente el templo clásico para darle un nuevo sentido en la sociedad civil. El perfil de los Propileos de Atenas  sirvió al alemán Carl Gotthard Langhans para diseñar su puerta de Brandeburgo en Berlín (1789-1791), un tipo muy repetido como atestigua la entrada al Downing College de Cambridge (1806) obra del inglés William Wilkins o la posterior Gliptoteca de Múnich de Leo von Klenze. También el inglés James Stuart (1713-1788), un arquitecto arqueólogo al que se ha llamado el Ateniense, en su monumento a Lisícrates en Staffordshire, reprodujo el monumento corágico de Lisícrates en Atenas. Los hermanos Adam difundieron por toda Inglaterra un modelo decorativo para interiores con temas sacados de la arqueología; una de sus obras más representativas es Osterley Park, con una notable estancia etrusca y un clásico hall de entrada (1775-1780). Italia prefirió recrear sus modelos antiguos ya bien avanzado el siglo XVIII y en los comienzos del siglo XIX. El modelo del Panteón de Agripa en Roma se repite en un gran número de templos, como el de la Gran Madre de Dio en Turín y San Francisco de Paula en Nápoles, ambos terminados en 1831, que reproducen el pórtico octóstilo y el volumen cilíndrico del Panteón.
Otros arquitectos, los llamados utópicos, revolucionarios o visionarios, plantearon edificios basados en las formas geométricas. No despreciaron la herencia del pasado clásico y, aunque respetaron las normas de simetría y la monumentalidad, sus edificios fueron a veces el resultado de la combinación caprichosa de las formas geométricas. Étienne-Louis Boullée (1728-1799) y Claude-Nicolas Ledoux (1736-1806) encabezaron esta postura; entre la gran cantidad de proyectos no construidos merece la pena mencionarse el cenotafio para Isaac Newton, concebido por Boullée como una esfera, representación del modelo ideal, levantada sobre una base circular que había de cobijar el sarcófago del científico. Ledoux dejó edificios construidos, entre ellos una parte de la utópica ciudad industrial de las Salinas de Arc-et-Senans, de planta circular en el Franco Condado o el conjunto de la Villette en París.
Entre ambos grupos aparece una tercera opción, la de la arquitectura pintoresca, a partir de la creación de jardines ingleses en el siglo XVIII, ordenados de forma natural lejos del geometrismo del jardín francés; se valora la combinación de la naturaleza con lo arquitectónico, la inclusión en el paisaje natural de edificios que remedan las construcciones chinas, indias o medievales. Ese juego de formas caprichosas y el aprovechamiento de la luz buscaban suscitar sensaciones en el espectador. Horace Walpole (1717-1797) construyó la Strawberry Hill House (1753-1756) en las afueras de Londres, una fantasía gótica de la que su autor dijo que le había inspirado para escribir El castillo de Otranto, una novela gótica, expresión del efecto inspirador de la arquitectura. También William Chambers (1723-1796) creó un conjunto pintoresco en los Jardines de Kew (Londres) (1757-1763) con la inclusión de una pagoda china que reflejaba su conocimiento de las arquitecturas orientales.
El neoclasicismo también fue muy importante en la planificación de la ciudad, los antiguos romanos habían planificado un esquema consolidado de dirección urbana para la defensa y la comodidad civil pero el origen de este esquema se remonta a civilizaciones aún más antiguas. En su aspecto más básico, el sistema de calles de la cuadrícula, un foro central con todos los servicios de la ciudad, dos bulevares principales ligeramente más anchos y la calle diagonal eran características del diseño romano muy claro y ordenado. Las fachadas antiguas y los diseños de edificios estaban enfocados hacia estos patrones de diseño de ciudades y pretendían funcionar en proporción con la importancia de los edificios públicos.
Muchos de estos patrones de planificación urbana encontraron su camino en las primeras ciudades planificadas modernas del siglo XVIII. Los clásicos ejemplos se ven reflejados en Karlsruhe y Washington D. C. Pero esto no quiere decir que todas las ciudades planificadas y los vecindarios están diseñados alrededor de los principios neoclásicos. Los modelos contrarios se pueden observar en los diseños modernistas ejemplificados por Brasilia, el movimiento de Garden City, levittowns y el nuevo urbanismo.

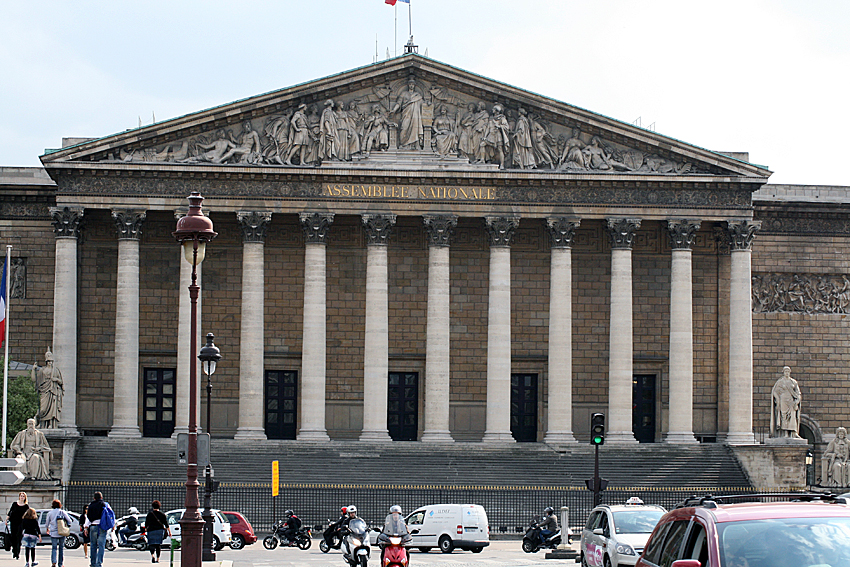
Fachada del Palacio Bourbon (1806) (hoy Asamblea Nacional), París
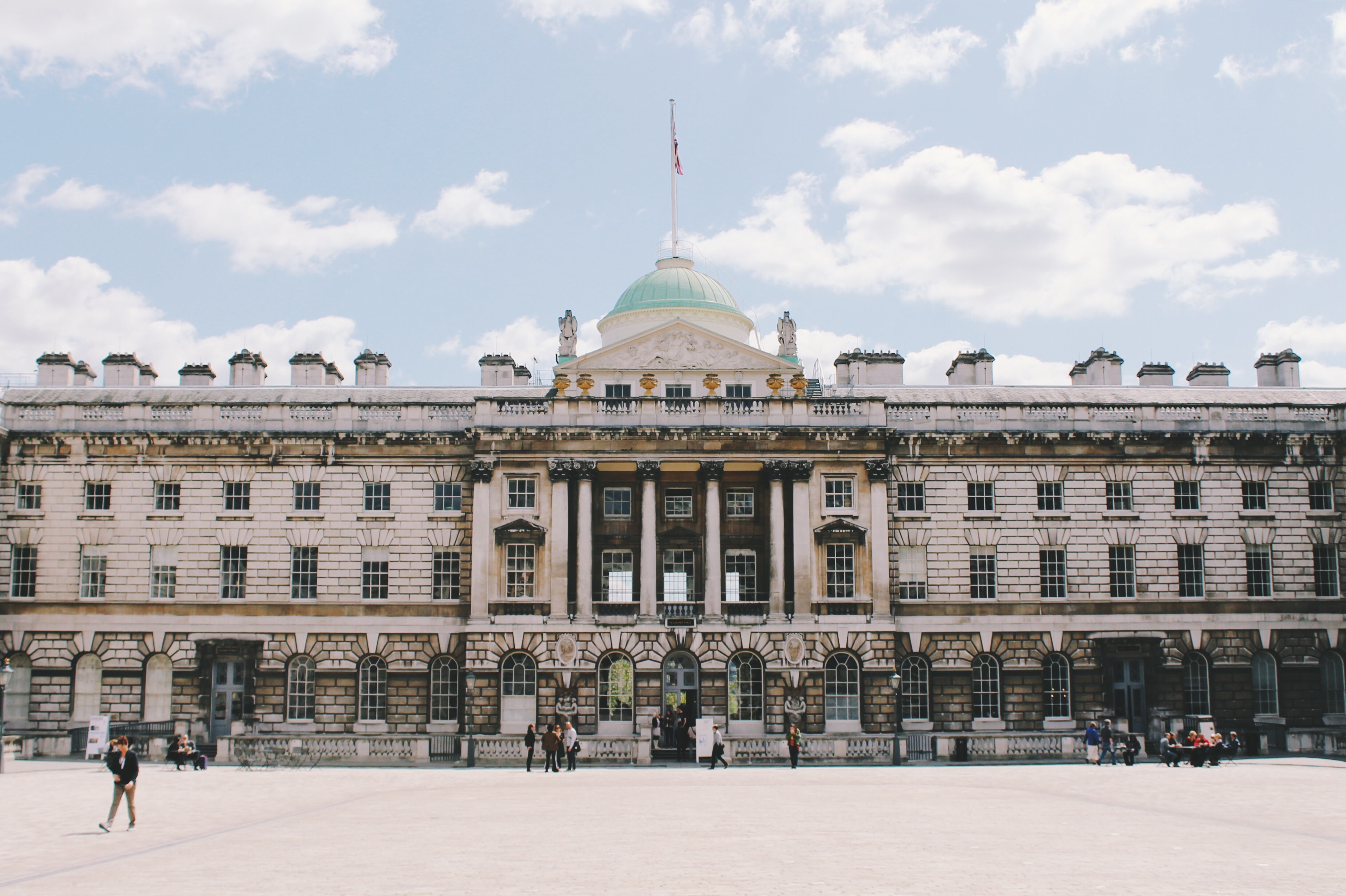
Fachada al patio de Somerset House (1776-1796), Londres
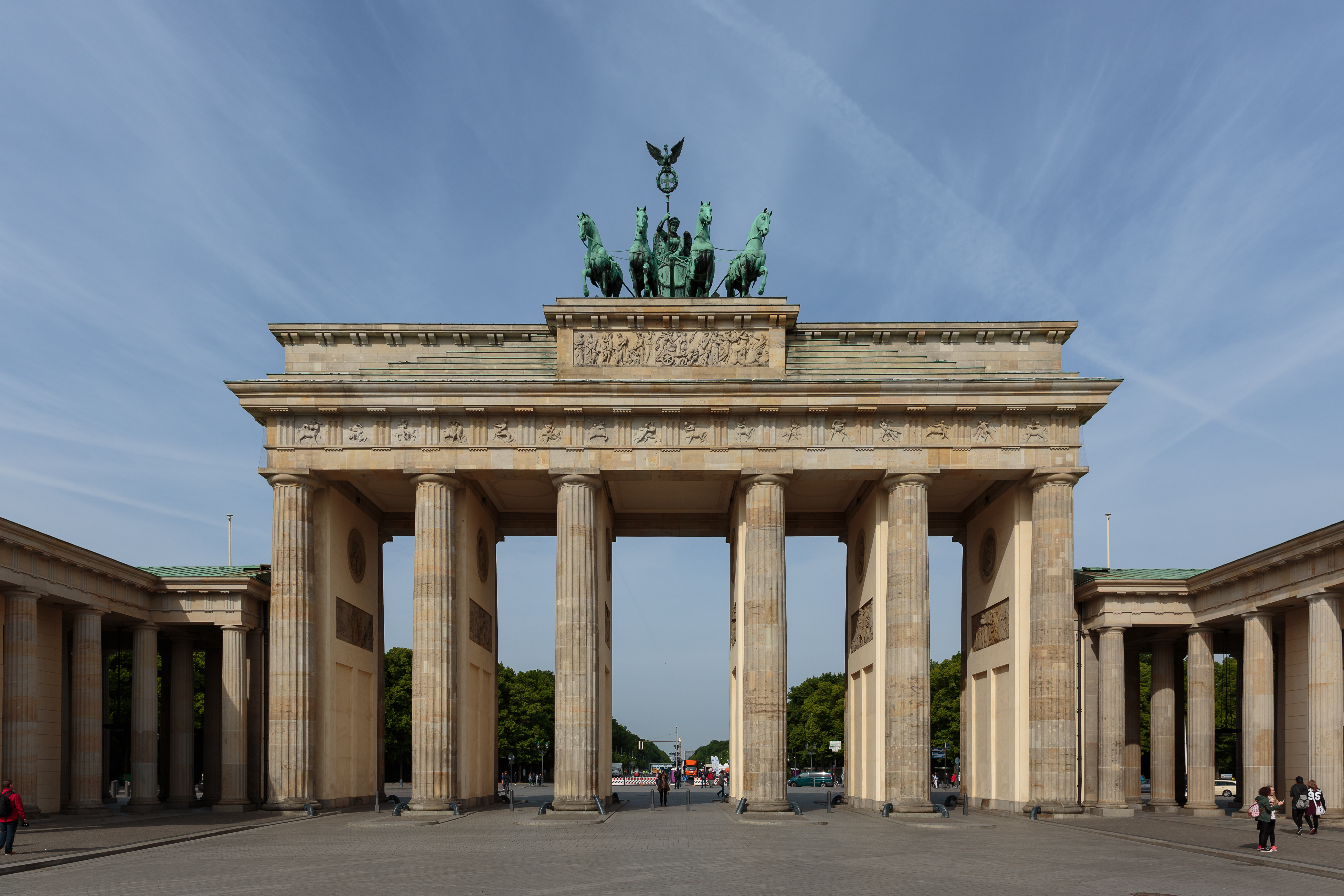
Puerta de Brandeburgo (1789-1791), de Carl Gotthard Langhans, Berlín
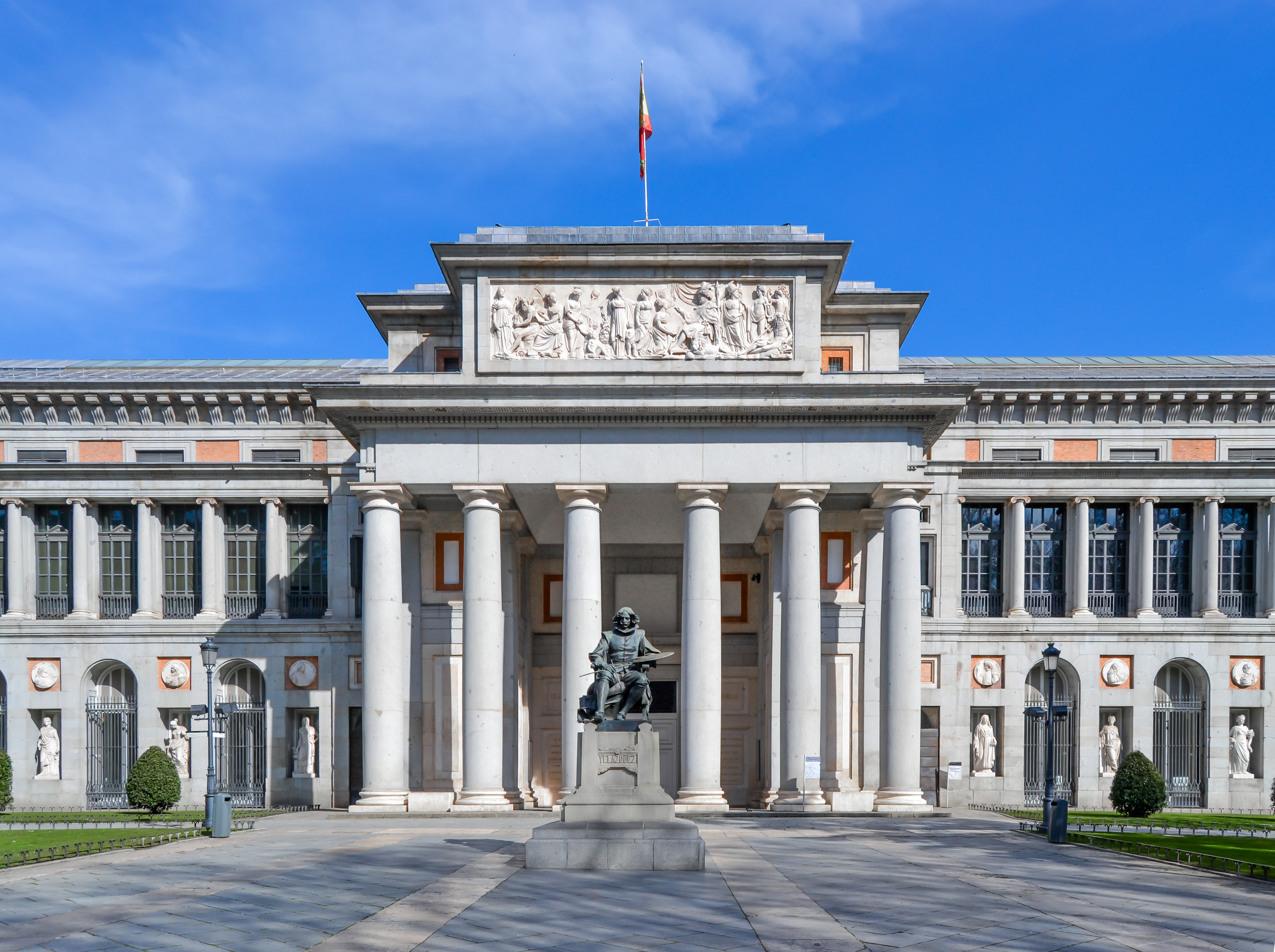
Museo del Prado (1785-1819) en Madrid, obra de Juan de Villanueva
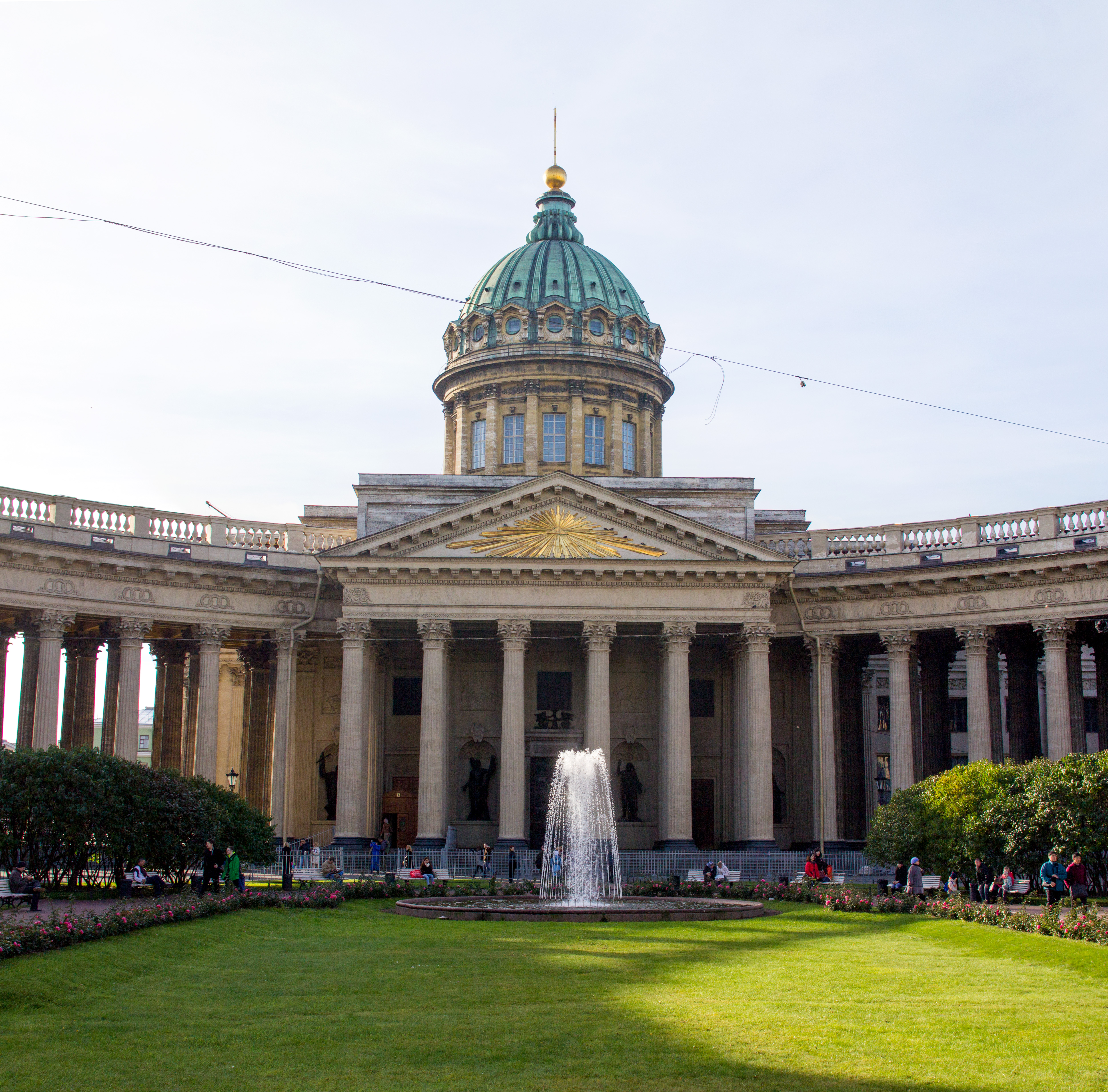
Catedral de Kazán (1801-1811), de Andréi Voronijin, San Petersburgo

## El origen del estilo
La arquitectura neoclásica se quiere heredera de la arquitectura clásica, teorizada por el arquitecto antiguo Vitruvio en su tratado que definió la teoría de los tres órdenes (dórico, jónico y corintio). Vitruvio será la gran referencia de los arquitectos para fundar la renovación de los recursos a las formas antiguas, desde la segunda mitad del siglo XVIII hasta 1850. Aunque en sus inicios en Francia en 1760, la arquitectura neoclásica pretendía haber recurrido a formas griegas más que a las italianas —al punto que llamada goût grec— intelectualmente, el neoclasicismo era un deseo de volver a la "pureza" percibida de las artes de Roma, a la percepción más vaga ("ideal") de las artes griegas antiguas y, en menor medida, al clasicismo renacentista del siglo XVI, que había sido también una fuente para la arquitectura barroca académica.
Se trata de un movimiento internacional que aparece con diferentes manifestaciones, desde América del Norte hasta Rusia. Declinó en varias corrientes y se pueden distinguir:
- la fase del palladianismo, la más antigua, que se desarrolla en las campiñas de Gran Bretaña bajo el impulso de Inigo Jones y de Christopher Wren. Se aplica más bien a edificios aislados, rurales y de forma compacta. Su influencia es más italiana que antigua.
- el neogriego (Greek Revival e en Inglaterra), cuyo arquitecto principal en Francia fue Ange-Jacques Gabriel, primer arquitecto del rey bajo Luis XV.
- el estilo neoclásico propiamente dicho, en arquitectura, que conocerá un éxito duradero en toda la primera mitad del siglo XIX, tanto para los edificios públicos como privados en Occidente. También se verá reflejado en las artes decorativas entre 1770 y 1830.
- el estilo Beaux Arts, que algunos quieren ver como una extensión de los cánones neoclásicos.

Muchos arquitectos neoclásicos de principios del siglo XIX estuvieron influenciados por los dibujos y proyectos de Étienne-Louis Boullée y Claude Nicolas Ledoux. Los muchos dibujos de grafito de Boullée y de sus alumnos representan una arquitectura geométrica que emula la eternidad del universo. Hay vínculos entre las ideas de Boullée y la concepción de lo sublime de Edmund Burke. Ledoux añadió el concepto del carácter arquitectónico, sosteniendo que un edificio debe comunicar inmediatamente su función al espectador: tomadas literalmente tales ideas dan lugar a la "arquitectura parlante".

## La crítica ilustrada
La arquitectura puede ser analizada como una rama de las artes social y moral; L'Encyclopédie le atribuyó la capacidad de influir en el pensamiento y en las costumbres de los hombres. Proliferan así las construcciones que pueden contribuir a mejorar la vida humana como hospitales, bibliotecas, museos, teatros, parques, etc., pensadas con carácter monumental. Esta nueva orientación hizo que se rechazara la última arquitectura barroca y se volvieran los ojos hacia el pasado a la búsqueda de un modelo arquitectónico de validez universal.
Nacen movimientos de crítica que propugnan la necesidad de la funcionalidad y la supresión del ornato en los edificios. Francesco Milizia (1725-1798) en Principi di Architettura Civile (1781) extendió desde Italia las concepciones rigoristas a toda Europa. Mientras, en Francia, el abate Marc-Antoine Laugier (1713-1769) propugna en sus obras Essai sur l'Architecture (1752) y Observations sur l'Architecture (1765) la necesidad de crear un edificio en el cual todas sus partes tuvieran una función esencial y práctica y en el que los órdenes arquitectónicos fueran elementos constructivos y no solo decorativos, todo ello para hacer una arquitectura verdadera: la construida con lógica.
Todos los arquitectos parten de unos supuestos comunes como son la racionalidad en las construcciones y la vuelta al pasado. Los modelos de los edificios de Grecia y Roma e incluso de Egipto y de Asia Menor, se convierten en referentes que todos emplean aunque desde puntos de vista distintos.

## Arquitectura visionaria
La arquitectura visionaria o arquitectura utópica hace alusión a un proyecto arquitectónico idealista, que solo existe sobre el papel, ya que su edificación es impracticable. Este movimiento nace en Francia en el contexto de la revolución francesa, alzamiento que no solo fue la explosión de una sociedad oprimida por la monarquía sino que asimismo fue la culminación material de muchos pensamientos e ideas revolucionarios que hicieron que las personas vieran el mundo que los rodeaba de una forma diferente. Todos esos pensamientos, de  igual modo tuvieron su reflejo en la arquitectura, basada en los mismos ideales revolucionarios. En efecto, se proyectó una arquitectura que se separaba de los órdenes clásicos y de la arquitectura de la Escuela de Bellas Artes de París. Ese movimiento, que en Francia tuvo una preponderancia marcada con pensadores como Montesquieu o Rousseau, se trasladó a una arquitectura utópica pero a la vez racional. Una arquitectura apenas construida que se basó casi totalmente en búsquedas proyectuales que nunca pudieron llevarse a la realidad.
Los arquitectos del periodo, llamados utópicos, revolucionarios o visionarios, plantearon edificios basados en las formas geométricas. No despreciaron la herencia del pasado clásico y, aunque respetaron las normas de simetría y la monumentalidad, sus edificios fueron el resultado de la combinación caprichosa de las formas geométricas. Étienne-Louis Boullée (1728-1799) y Claude-Nicolas Ledoux (1736-1806), ambos formados con Jacques-François Blondel, encabezaron esta postura; entre la gran cantidad de proyectos no construidos merece la pena mencionar el Cenotafio para Isaac Newton concebido por Boullée como una esfera, representación del modelo ideal, levantada sobre una base circular que había de cobijar el sarcófago del científico. Ledoux ha dejado edificios construidos, entre ellos una parte de la utópica ciudad industrial de las Salinas de Arc-et-Senans, de planta circular en el Franco Condado o el conjunto del parque de la Villette en París. En Italia, también se califica del mismo modo al italiano Giovanni Battista Piranesi.

## Arquitectura pintoresca

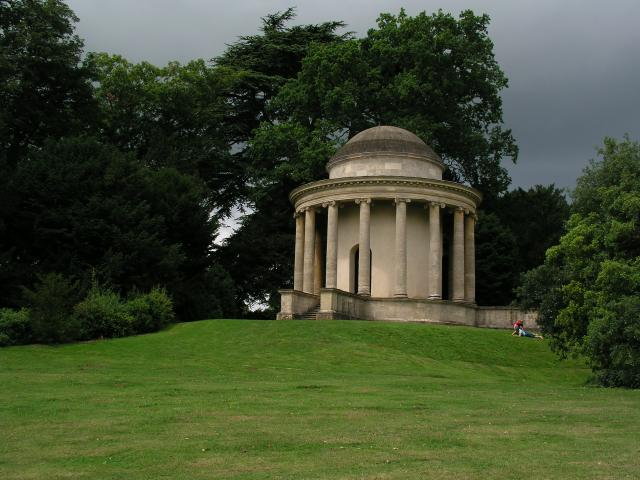
Templo de la Virtud Antigua, Stowe, Buckinghamshire, de William Kent.

Entre uno y otro grupos aparece una tercera categoría, la arquitectura pintoresca, a partir de la creación de los jardines ingleses en el siglo XVIII, ordenados de forma natural lejos del geometrismo del jardín francés. En esta arquitectura se valora la combinación de la naturaleza con lo arquitectónico, la inclusión en el paisaje natural de edificios que remedan las construcciones chinas, indias o medievales. Este juego de formas caprichosas y el aprovechamiento de la luz buscan suscitar sensaciones en el espectador. Horace Walpole (1717-1797) construyó en Strawberry Hill (Londres, 1753-1756) una fantasía gótica de la que su autor dijo que le había inspirado para escribir una novela gótica, una expresión del efecto inspirador de la arquitectura. También William Chambers (1723-1796) creó un conjunto pintoresco en los Jardines de Kew (Londres, 1757-1763) con la inclusión de una pagoda china que reflejaba su conocimiento de las arquitecturas orientales.

## Neorromano y neogriego

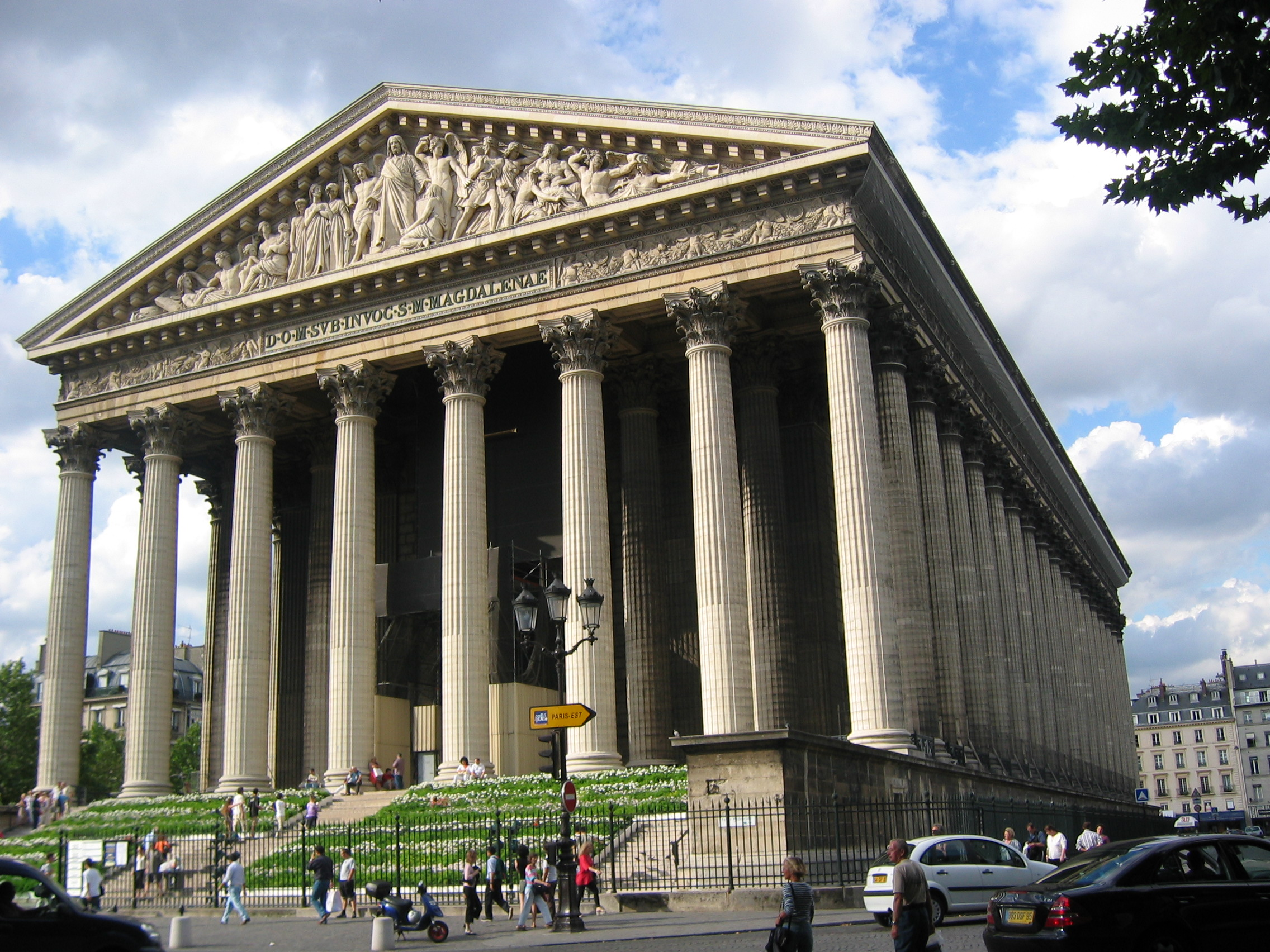
Templo a la Gloria de la Grande Armée, Pierre Alexandre Vignon, 1806.

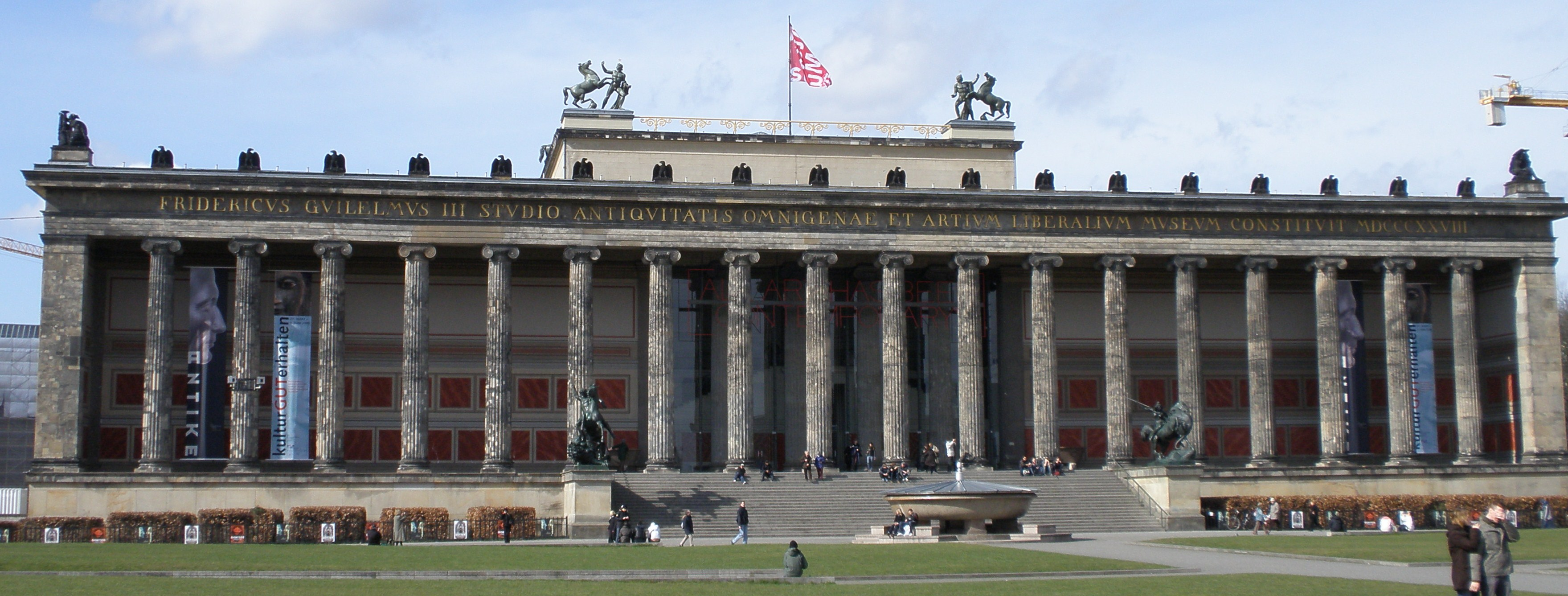
Altes Museum de Berlín, de Karl Friedrich Schinkel, 1825-1828.)

Marcadamente historicista en su búsqueda de las fuentes clásicas, el neoclasicismo arquitectónico se encontró con dos posibles vías, que fueron exploradas alternativamente en Francia y Alemania. En Francia, especialmente a partir del Imperio Napoleónico se encontró en el arte imperial romano el modelo idóneo para sus fines propagandísticos y de enaltecimiento personal de la figura del emperador (Templo a la Gloria de la Grande Armée (hoy iglesia de la Magdalena), de Pierre Alexandre Vignon, proyectado por el propio Napoleón. En el Reino Unido y en Alemania fueron los modelos griegos los que predominaron (Altes Museum de Berlín, de Karl Friedrich Schinkel, el primer edificio del mundo concebido como un museo desde su construcción).

## Neoclasicismo en Europa

### Francia
El neoclasicismo francés fue un movimiento que afectó a la arquitectura, el diseño y las artes y que fue dominante en Francia entre 1760 y 1830. Surgió como una reacción a la frivolidad y al excesivo ornamento de los estilos barroco y rococó. En arquitectura, presentaba sobriedad, líneas rectas y formas basadas en modelos griegos y romanos antiguos, como el frontón y la columnata. Comenzó tarde, en los últimos veinte años del reinado de Luis XV (r. 1715-1774). Se convirtió en dominante durante el reinado de Luis XVI (r. 1774-1792) —estilo Luis XVI— y continuó a través de la Revolución francesa, el Directorio, el reinado de Napoleón Bonaparte, y la Restauración borbónica hasta 1830, cuando fue reemplazado gradualmente como el estilo dominante por el romanticismo y el eclecticismo. Se vio favorecido por la concurrencia de varios factores:
- el desarrollo de las excavaciones arqueológicas en Italia con el descubrimiento de Pompeya y Herculano a finales de los años 1730, y luego, excavaciones en el sur de Francia.
- la profundización del conocimiento de la Antigüedad, gracias a publicaciones académicas, extranjeras o francesas (Recueil d'antiquités (1752-1765), del conde de Caylus, Ruins of Palmyra (1753), Ruins of Balbec (1757) de Robert Wood, Ruins of Paestum (1758) de Thomas Major, Ruines des plus beaux monuments de la Grèce (1758) de Julien-David Le Roy).
- el desarrollo de un gusto por lo pintoresco y por lo sublime (como el gusto por las ruinas, las pinturas de Giovanni Paolo Panini y de Hubert Robert, o los grabados de Giovanni Battista Piranesi adquiridos por los franceses o de los que informaban los viajeros).
- la práctica del viaje a Italia de los arquitectos, al contacto con las ruinas antiguas y con los edificios de la arquitectura renacentista de Palladio, Rafael o Vignola.

La primera fase del neoclasicismo francés se expresó en el diseño de mobiliario e interiores, el conocido como estilo Luis XV —inicialmente un estilo parisino, el Goût grec (estilo o gusto griego) no un estilo de corte; solo cuando el joven rey accedió al trono en 1774, María Antonieta, su reina, amante de la moda, llevó el estilo Luis XVI a la corte—, que luego evolucionó hacia los estilos de decoración Directorio e Imperio.
Los primeros edificios neoclásicos fueron construidos en tiempos de Luis XV (r. 1715-1774) por Ange-Jacques Gabriel y Jacques-Germain Soufflot, bajo el impulso del marqués de Marigny, director general de los edificios del rey, desde 1751 a 1773. Sus principales realizaciones fueron la Escuela Militar (1751-1756), el palacio de Compiègne, reconstruido a partir de 1751, la plaza Luis XV (1755-1775), el Petit Trianon (1762-1768), el proyecto de reconstrucción del château de Versalles entre 1772 y 1775, el Hôtel-Dieu de Lyon (1741-1764) y la iglesia de Santa Genoveva de París (1764-1790).
El gusto por lo antiguo y el retorno al clasicismo también se expresaron en la arquitectura religiosa, en la civil y en la privada —a menudo a través del modelo reinterpretado de la arquitectura privada de Palladio conocido a través de su tratado I quattro libri dell'architettura (Venecia, 1570)—, en la decoración de interiores y en el arte de los jardines. Además de los ejemplos de las iglesias de Saint-Sulpice y de Santa Genoveva, de sitios públicos y edificios como la Casa de la Moneda y la Escuela de Cirugía de París, del Gran Teatro de Burdeos, del Hôtel de Salm, de la Plaza de la Bolsa de Burdeos, fueron numerosos los edificios privados construidos en este estilo: los hôtels Alexandre, de Hallwyll, de Thelusson, de Bourbon-Condé, de Masseran, de Montesquiou, todos en París; las casas Carré de Baudouin, Huvé, Rousseau alrededor de la capital; muchos hôtels en Burdeos, La Rochelle, la casa del armador en Le Havre, sin incluir los desarrollos inmobiliarios, como el Palais-Royal de París o el barrio Graslin en Nantes.
Los principales representantes del neoclasicismo arquitectónico francés hasta la víspera de la Revolución fueron Ange-Jacques Gabriel (1698-1782), Jacques-Germain Soufflot, Étienne-Louis Boullée y Claude Nicolas Ledoux (1736-1806). Los edificios respectivos de los dos últimos, construidos o proyectados utópicamente (cenotafio de Newton de Boullée, proyecto de ciudad ideal en Arc-et-Senans de Ledoux), han influido a arquitectos y teóricos del siglo XX. Además de estos cuatro grandes nombres, Jacques Denis Antoine, Alexandre Brongniart, Jean-François-Thérèse Chalgrin (1739-1811), Louis-Jean Desprez, Charles De Wailly, Jacques Gondouin, Victor Louis, Richard Mique, Pierre-Adrien Pâris, Marie-Joseph Peyre, se cuentan entre los representantes de la vuelta a la antigüedad bajo el reinado de Luis XVI.
- Iglesias neoclásicas francesas
- Iglesia de San Sulpicio (1646-1870), París
- Iglesia de la Madeleine (1763-1842), París
- Santa Genoveva (1764-1790) (hoy Panteón), París
- Iglesia de Saint-Louis (1809-1859), La Roche-sur-Yon
- Iglesia de San Vicente de Paúl (1824-1844), París

La Revolución, entendida como el período que va entre 1789 y el golpe de Estado del 18 de brumario (1799), y el Primer Imperio Francés (1804-1814) marcó una etapa importante en la arquitectura neoclásica en Francia. Animaron la expresión de una sensibilidad grandiosa, el uso de un vocabulario ornamental aún más inspirado en la Antigüedad que bajo el reinado de Luis XVI, incluso yendo a buscar elementos de adorno llamados etruscos o pompeyanos, o al menos creídos como tales...
Durante la Revolución, el gusto por la antigüedad se expresaba principalmente en la arquitectura efímera (arquitectura de fiestas públicas y ceremonias, decoración de salas de espectáculos o de salas de reuniones públicas: Tribunado, Consejo de los Cinco Cientos, etc.), y en los concursos públicos convocados para construir monumentos conmemorativos: concurso del Año II, proyecto de columnas o de obeliscos departamentales a la gloria de los ejércitos revolucionarios, fuentes públicas, etc.
Napoléon I quiso hacer de París la Nueva Roma e hizo construir numerosos edificios que recordarían al Imperio romano en su apogeo con la ayuda de arquitectos como Charles Percier y Pierre-François-Léonard Fontaine: la rue de Rivoli, la columna Vendôme, el arco de Triunfo del Carrusel, el Arco de Triunfo de la Place de l'Étoile (encargado en 1806, terminada en 1836). (Ver también el estilo Imperio).
Desde alrededor de 1800 un nuevo flujo de ejemplos arquitectónicos griegos, vistos a través de aguafuertes y grabados, comenzó a dar un nuevo impulso al neoclasicismo que se conoce revival griego o neogriego. El neoclasicismo continuó siendo una fuerza importante en el arte académico a través del siglo XIX y más allá —una antítesis constante para el romanticismo o revival gótico— aunque desde finales del siglo XIX a menudo fuese considerado antimoderno, o incluso reaccionario, en los círculos críticos influyentes. A mediados del siglo XIX, varias ciudades europeas —en particular San Petersburgo, Atenas, Berlín y Múnich— se transformaron en verdaderos museos de arquitectura neoclásica. En comparación, el revival griego en Francia nunca fue popular, tanto para el Estado como para el público. Lo poco que se había iniciado eran la cripta de Charles De Wailly en la iglesia de San Leu-St Gilles (1773-1780), y las Barriere des Bonshommes (1785-1789), de Claude Nicolas Ledoux. La evidencia de primera mano de la arquitectura griega fue de muy poca importancia para los franceses, debido a la influencia de las doctrinas de Marc-Antoine Laugier que trató de discernir los principios de los griegos en lugar de sus meras prácticas. Tomaría hasta el neogriego de Laboustre del segundo Imperio para que el revival griego floreciese brevemente en Francia.
El gusto por la inspiración antigua y clásica continuó en la arquitectura francesa hasta finales del siglo XIX, cuando otras tendencias estéticas se consolidaron, el historicismo, el eclecticismo y el racionalismo arquitectónico, que a su vez se declinaron en neogótico, neorrománico, neorrenacentista, etc.
- Algunas obras neoclásicas parisinas
- Palais Bourbon (1722-1728) (hoy Asamblea Nacional)
- Plaza de la Concordia (1772) y, al fondo, iglesia de la Madeleine
- Palacio de la Bolsa (1807-1826)
- Arco del Triunfo (1808-1838), de Jean Chalgrin

### Alemania
El clasicismo llegó a Alemania en la segunda mitad del siglo XVIII. Se orientó, como su nombre indica, hacia la arquitectura clásica de la Antigüedad, como una reacción al barroco y al rococó. A partir de 1769, el entonces príncipe Leopoldo III encargó el diseño del parque de Wörlitz a Friedrich Franz von Anhalt-Dessau, en el estilo de un jardín paisajista inglés (forma parte del  reino de los jardines de Dessau-Wörlitz, patrimonio mundial de la UNESCO). Al mismo tiempo, comenzó la construcción del castillo de Wörlitz con la intención de representar la casa real, encomendado a Friedrich Wilhelm von Erdmannsdorff que demolió un pabellón de caza barroco anterior y se inspiró en edificios antiguos e ingleses y en la arquitectura de Andrea Palladio. La construcción se completó en 1773. Se considera la base del que se considera el edificio fundador del clasicismo alemán y es uno de los pocos ejemplos del paladianismo en el país. Otro de los edificios más importantes de la época fue palacio de Wilhelmshöhe (1786-1798), en Kassel, diseñado por Simon Louis du Ry y Heinrich Christoph Jussow para el landgrave Guillermo I de Hesse-Kassel. Su parque está formado por los jardines barrocos de Karlsberg y el jardín paisajístico construido en 1763.
Pero la obra que introdujo con fuerza el Neoclasicismo en Alemania fue la puerta de Brandeburgo (1789-1793), erigida en Berlín por Carl Gotthard Langhans: es un severo monumento dórico, el primero de su género basado en las reconstrucciones publicadas en la segunda mitad del siglo XVIII de los Propileos de Atenas. Al referirse al modelo ateniense, Langhans tomó una versión del dórico romano simplificada: a diferencia del dórico auténtico, las columnas presentan basamentos y están espaciadas de manera desigual en los pabellones laterales, mientras que aparecen medias metopas al final del friso (los griegos, en su lugar, terminaban el friso con un triglifo). La puerta de Brandeburgo ejerció una influencia considerable en sus contemporáneos: por ejemplo, en el proyecto para la entrada al Downing College de Cambridge (1806), obra del inglés William Wilkins, o en el propileo de Chester Castle, de Thomas Harrison, en el Reino Unido o en los Propyläen de la Königsplatz (que cierran el conjunto de la plaza junto con la Gliptoteca de Múnich y el Staatliche Antikensammlungen) de Leo von Klenze.
Otros trabajos que deben ser considerados son los estudios de Friedrich Gilly. El joven arquitecto construyó poco en su corta vida y nunca visitó Italia, pero después de 1790 preparó algunos proyectos importantes: el diseño para el Teatro Nacional de Berlín y el monumento a Federico el Grande. En particular, en el teatro se advierte el estrecho vínculo con la arquitectura francesa contemporánea de Ledoux: Gilly renunció a gran parte de las decoraciones y reforzó los volúmenes, definidos en su forma por la función específica que tendrían que cumplir. Al igual que Ledoux en Francia y Soane en Inglaterra, Gilly parecía anunciar una arquitectura totalmente nueva, pero no encontrará espacio en la sociedad decimonónica, dominada por los encargos de propietarios de industrias y de minas: hombres de gran riqueza, pero en general culturalmente pobres.
Alumno de Gilly fue Karl Friedrich Schinkel, quien después de un debut neogótico, se acercó al neoclasicismo de origen neogriego, estilo que tuvo mucha fortuna en Alemania. En general la obra de Schinkel, con sus elementos góticos, clásicos y pintorescos, esta más cerca de Inglaterra que de Francia o Italia, pero su interpretación funcional del clasicismo, que volverá una vez más a estar en boga entre 1910 y 1940, fue identificada como un estilo profundamente nacional. A principios del siglo XIX realizó la Neue Wache (1818) y otros edificios en Berlín, de formas claras y elegantes que incluso influyeron en la arquitectura de países lejanos, como Finlandia. Otras obras destacadas de Schinkel son el Palacio de Charlottenhof (desde 1826), el Berliner Schauspielhaus y el Altes Museum (1830)  de Berlín —con el que comenzó la historia de la isla de los Museos— que combina el tema del largo pórtico de la estoa de la antigua Grecia, con la rotonda del Panteón dispuesta en el interior: el resultado es una perspectiva muy dilatada, que confía la propia capacidad comunicativa a una columnata de dieciocho columnas jónicas.. En el teatro berlinés, el arquitecto exaltó la funcionalidad de las distintas partes, confiriendo al edificio y a sus marcados volúmenes, una extraordinaria tridimensionalidad: el elemento más próximo a la tradición es la columnata hexastila coronada por un frontón ricamente decorado.
Rival de Schinkel fue Leo von Klenze (1784-1864), quien comenzó a destacar en el Bayerischer Hof. Pero la fama le llegó ligada principalmente a las obras en la Königsplatz en Múnich (desde 1816), un complejo neogriegos con la Gliptoteca (1816-1834), los Propileos y la colección de antigüedades, construida por Georg Friedrich Ziebland. Su proyecto más grandioso fue sin duda otro monumento neogriego a orillas del Danubio cerca de Ratisbona, el Walhalla (1830-1842), el mitológico lugar en el que se reunían las almas de los héroes caídos en la batalla: se trata de un templo períptero en estilo dórico, dispuesto sobre un potente basamento al que se accede mediante amplias escalinatas. La construcción recuerda de una manera extraordinaria al mencionado monumento diseñado por Gilly para Federico el Grande, pero von Klenze confiere a la obra una impresión más romántica: el Walhalla repropone en su interior los bustos de las personalidades más importantes de Alemania, con un bajorrelieve que ilustra la historia de Alemania.
- Los edificios de Leo von Klenze
- Propilei (1854-1862)
- Gliptoteca de Múnich
- Leo von Klenze, Walhalla (1830-1842)

### Reino Unido

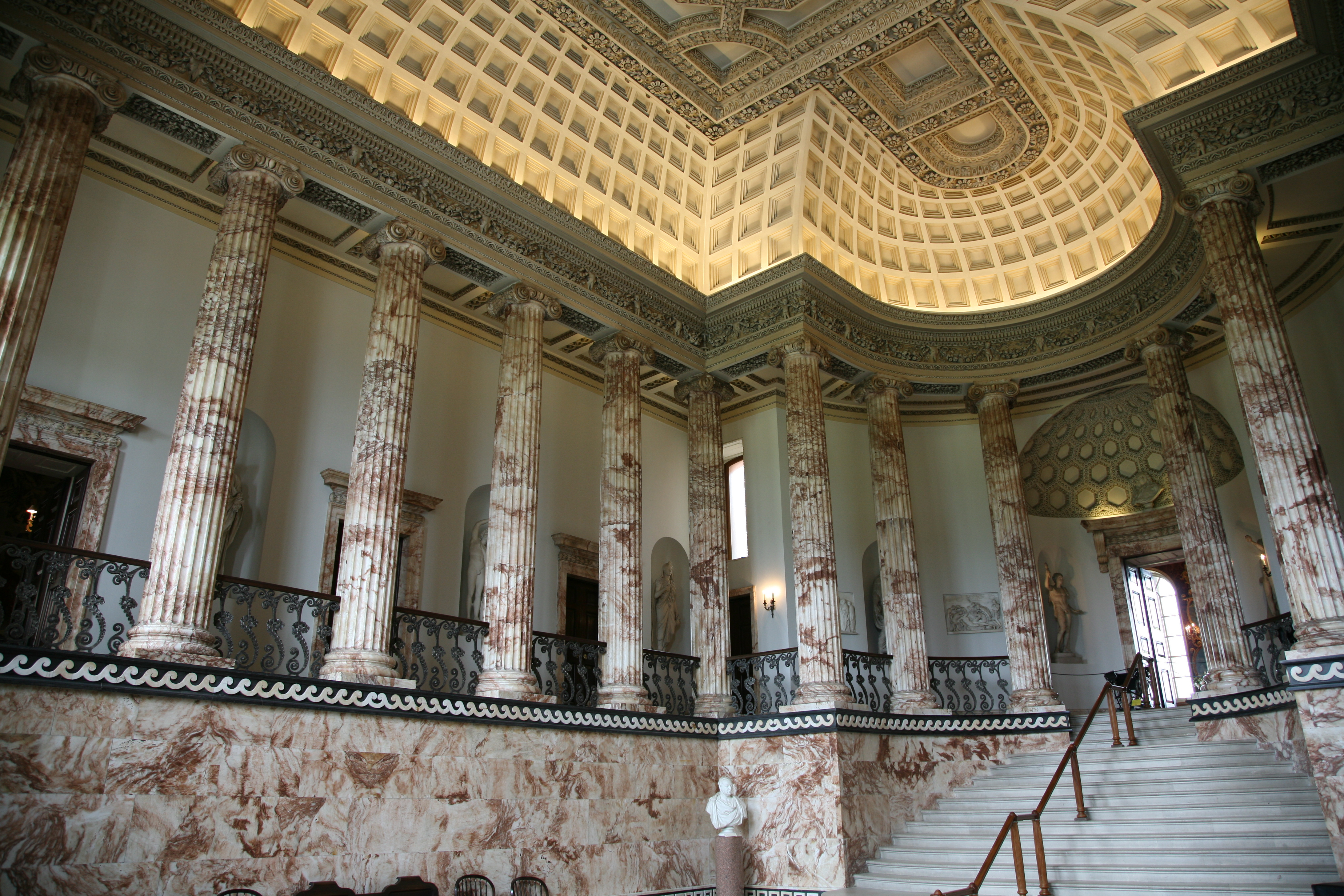
Holkham Hall (c. 1734), Norfolk

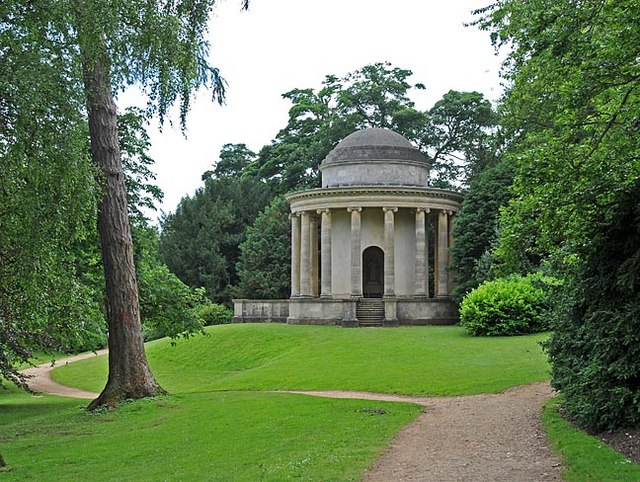
William Kent, Templo de la Virtud Antigua, Buckinghamshire

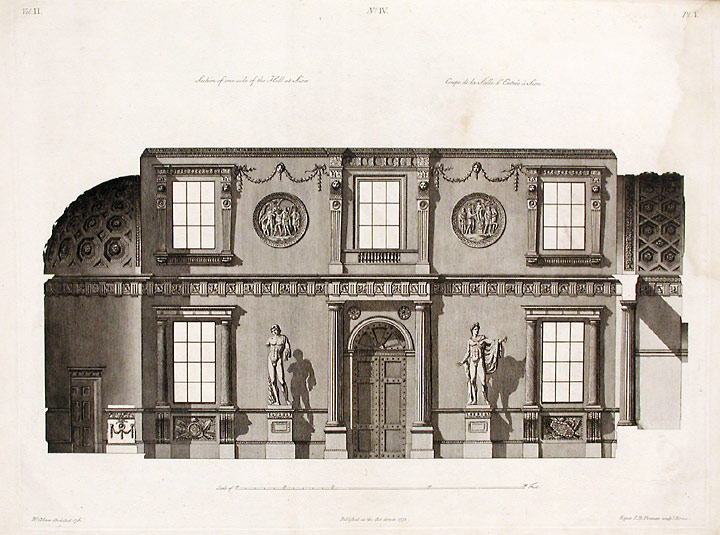
Robert Adam, sección de la antecámara de Syon House

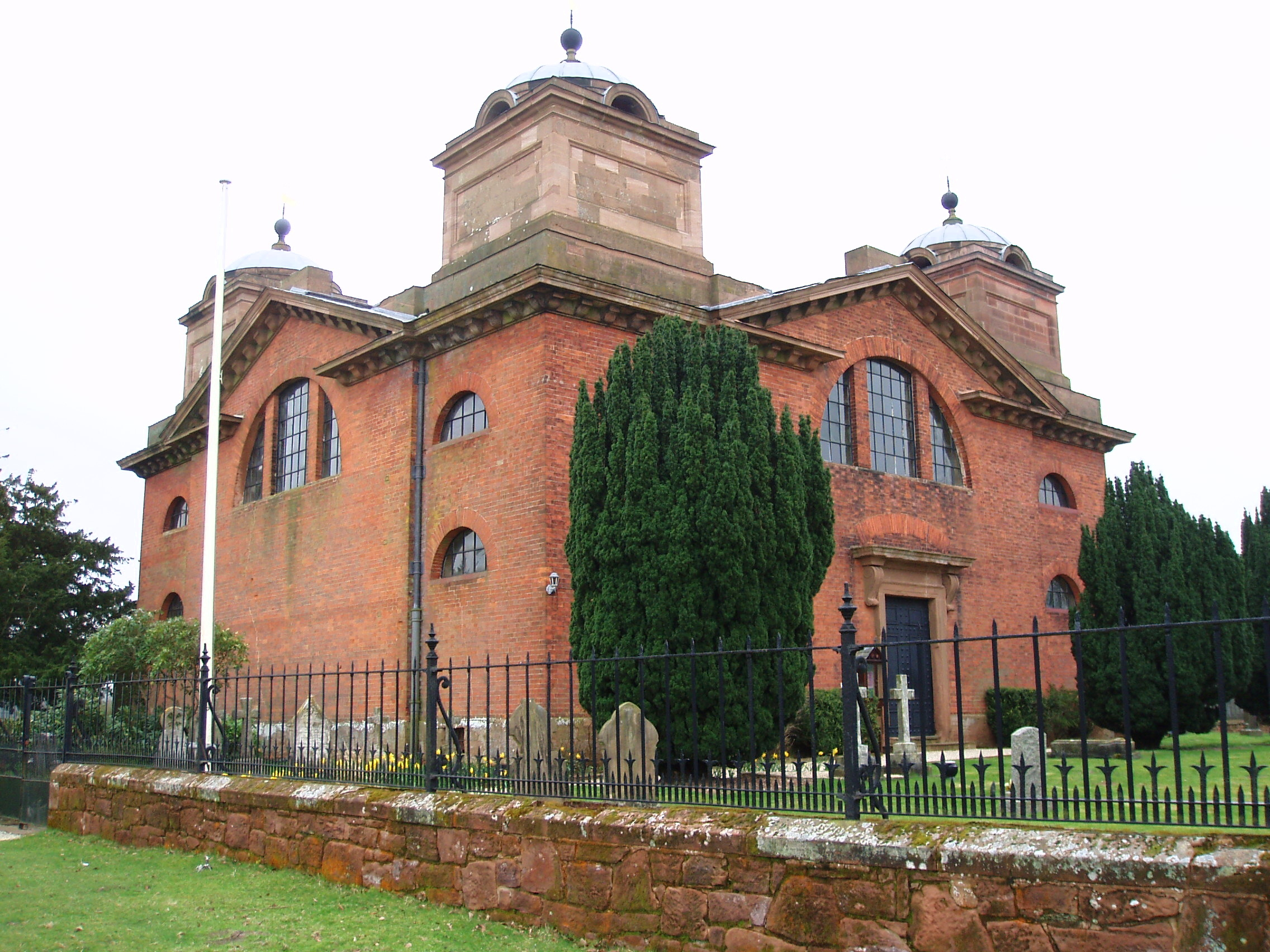
Joseph Bonomi el Viejo, iglesia en el parque de Packington

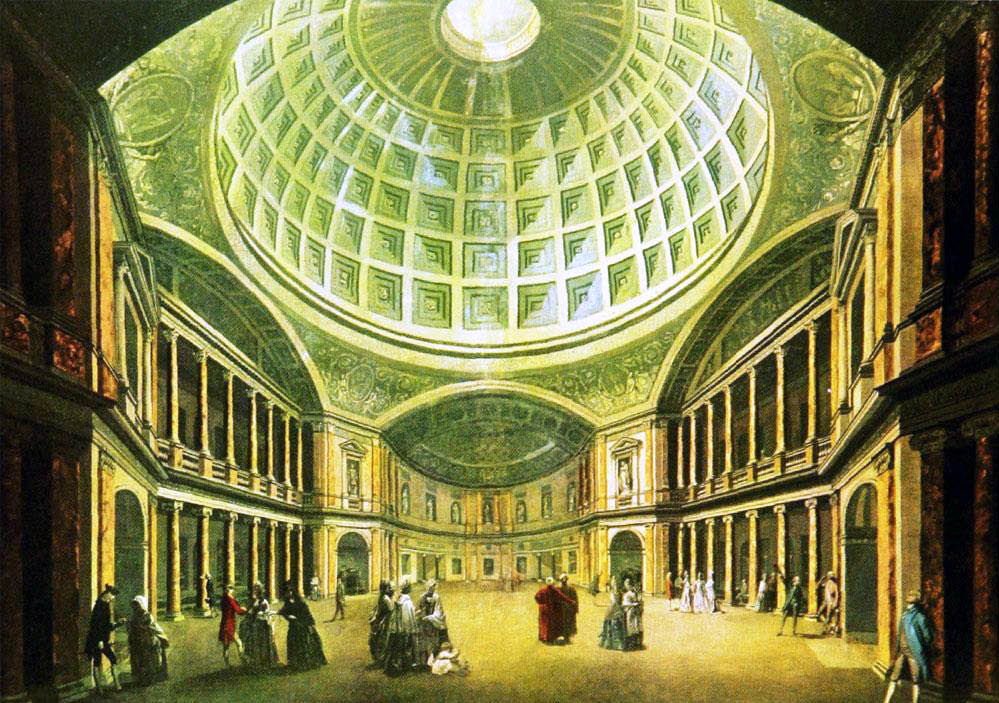
James Wyatt, Panteón en Oxford Street, Londres (destruido)

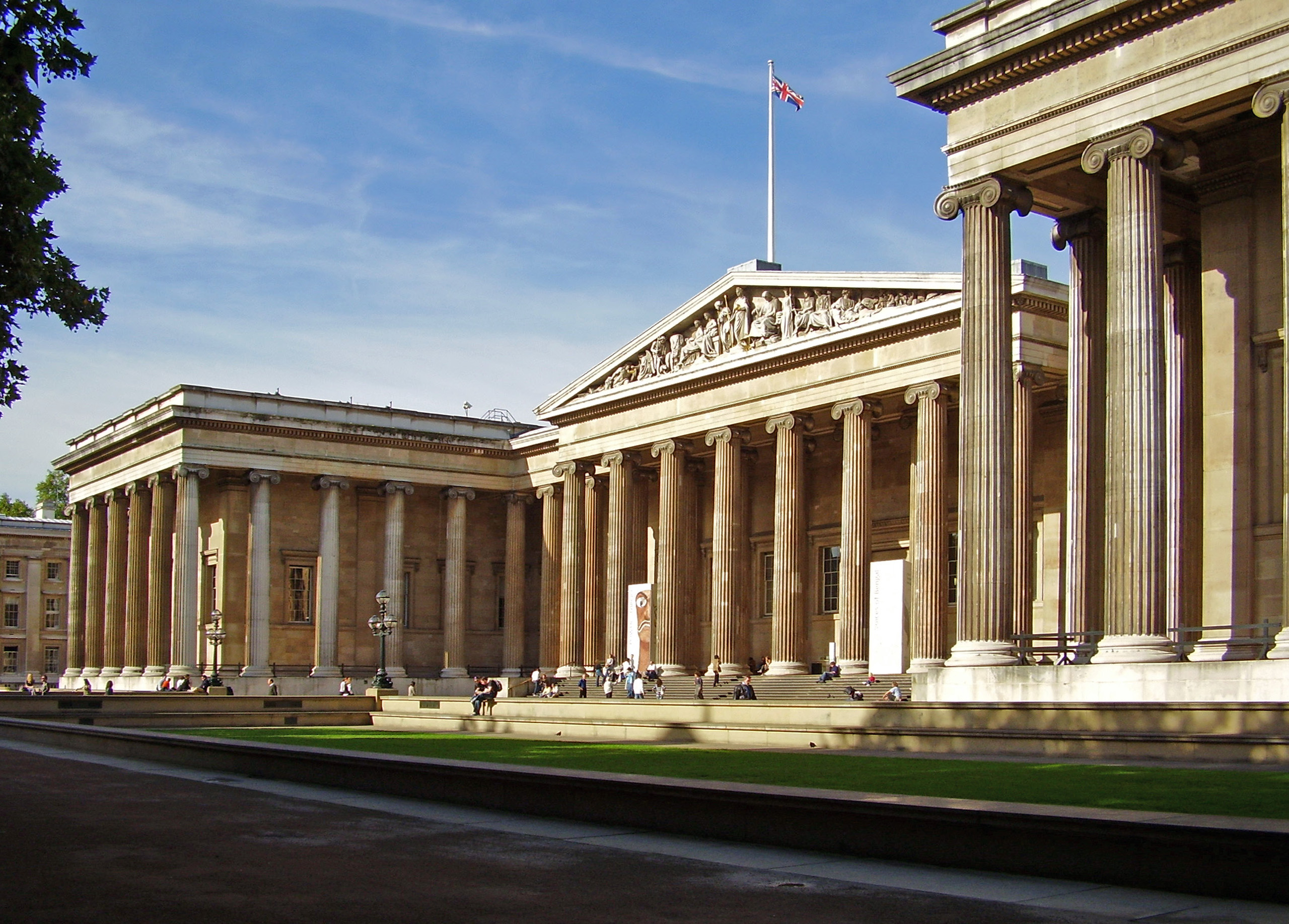
Museo Británico en Londres

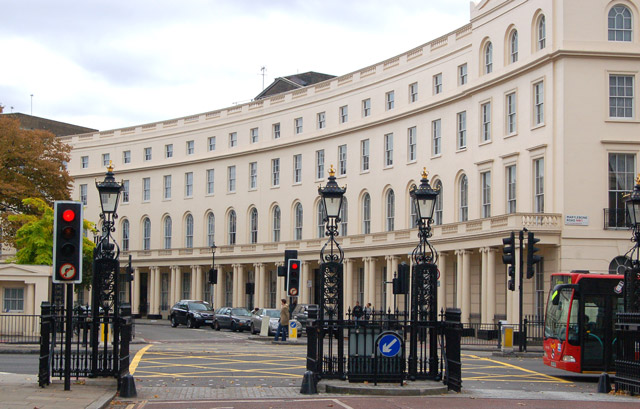
John Nash: Park Crescent, Londres (1806-1821)

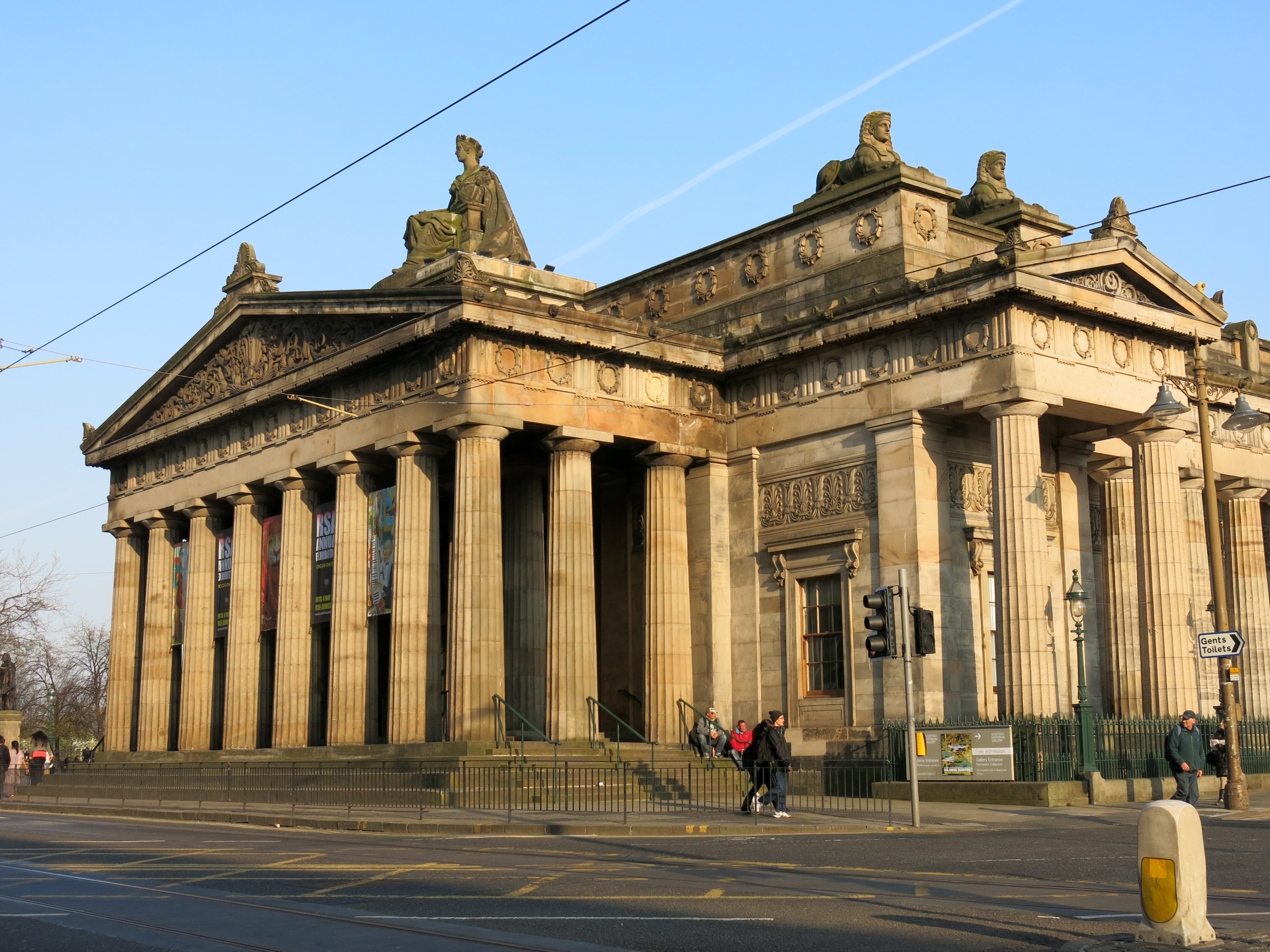
William Henry Playfair: Royal Scottish Academy, Edimburgo (1822-1826)

Inglaterra conoció la arquitectura de Andrea Palladio a principios de siglo XVII, gracias a la labor de difusión de Inigo Jones. Desde entonces, la fortuna de la arquitectura palladiana fue tan grande que dominó la arquitectura inglesa hasta que no fue modificada de una manera más elegante por Robert Adam (1728-1792), cuyos trabajos varían entre el Neoclasicismo pintoresco y un neogótico y en versión clasizante.
En todo el siglo XVIII se vio la construcción de numerosas residencias marcadas únicamente por el "estilo italiano", como la Holkham Hall y la Chiswick House, diseñada por William Kent y Lord Burlington. De la colaboración entre los dos surgió la sala de entrada de Holkham Hall (c. 1734), definida como «uno de los más espectaculares interiores del siglo XVIII». Al modelo de base, derivado de un proyecto no realizado de Palladio, se añadió un ábside una vez más inspirado en las iglesias venecianas del mismo arquitecto italiano; varios detalles, como la bóveda de casetones, se inspiran en las reconstrucciones arqueológicas publicadas en el volumen Edifices antiques de Rome desde 1682. El efecto final es decididamente clásico, para una sala que revela una concepción dramática de inspiración barroca.
El primer espacio interior neoclásico inglés es común situarlo en la sala que James Stuart (1713-1788), un arquitecto arqueólogo al que se ha llamado el ateniense, realizó en la Spencer House en Londres en 1758. Stuart construyó muy poco durante su carrera, pero es más conocido por haber vuelto a descubrir el gusto griego: su templo en el parque de Hagley Hall es el primer ejemplo de neogriego dórico en toda Europa en el que reprodujo el monumento corágico de Lisícrates de Atenas en su monumento a Lisícrates en Staffordshire.
En cambio, en la planificación urbanística son significativas las transformaciones de tendencia clasizantes promovidas en la ciudad balneario de Bath, donde, a partir de la primera mitad del siglo XVIII, John Wood el Viejo hizo una serie de intervenciones inspiradas en modelos del pasado (como el Foro Romano ); el trabajo fue completado por su hijo John Wood el Joven con la adición del Crescent, un cuerpo curvado que se caracteriza por un informe continua y definida por un orden gigante de columnas. Las transformaciones de Bath, influirán, como se verá más adelante, en muchos proyectos urbanos en Inglaterra y los Estados Unidos.
Paralelamente, a partir de 1740, con la afirmación del pittoresco, en arquitectura se difunde la pasión por las ruinas, tanto es así que muchos arquitectos empezaron a idear sus edificios en decadencia, reducidos a la ruina por la acción del tiempo. En esta corriente se inserta el primer proyecto inglés que entra plenamente en el neoclasicismo, el mausoleo del Príncipe de Gales (1751), del escocés William Chambers; sin embargo, el carácter neoclásico de este proyecto se disuelve en la concepción romántica del mausoleo, que fue presentado en la forma que tendría cuando quedase en ruinas.
El pintoresco se originó en el arte de los jardines más que en la arquitectura; el parque inglés derivaba a su vez de los jardines renacentistas italianos, bien laudados por Alexander Pope y el citado William Kent. El primer jardín a la inglesa digno de mención era justo lo que Alexander Pope quería lograr en Twickenham, comenzado en 1719 y que contaba con una zona selvática, una gruta y un pequeño templo con una semicúpula en forma de cáscara. Posteriormente, en el llamado Elysian Field [campo Eliseo] (Buckinghamshire), William Kent diseñó el templo de planta circular de la Virtud Antigua (1734), inspirado en el esquema de Palladio para el Templo de Vesta en Tivoli. El mismo Kent diseñó el jardín de Rousham, en Oxfordshire, análogo al anterior, pero al mismo tiempo más variado y unitario. Entre ambas, la obra de Kent que es el término de comparación del jardín hecho entre 1740 y 1760 en Stourhead, en Wiltshire. El parque, que nace de la fusión de arquitectura, arqueología, poesía, jardinería, topografía y esoterismo, se levantó a poca distancia de Salisbury y Glastonbury, en un valle lacustre, de exuberante vegetación; Aquí se establecieron numerosos santuarios de imitación clásica, como el Panteón de Claudio y Virgilio, terminado en 1754 y adornado en el interior con estatuas de Hércules, Flora y Livia Augusta bajo la apariencia de Ceres, este última procedente de las propias excavaciones arqueológicas de Herculano.
A Robert Adam se le atribuye haber hecho una síntesis entre la tradición inglesa y los gustos europeos. Nacido en Escocia en 1728, visitó Francia e Italia, donde se convirtió en un amigo de personalidades como Piranesi. Y propio de Piranesi es el estilo retórico en el que reproduce sus edificios públicos en el libro The Works in Architecture of Robert and James Adam [Las obras de arquitectura de Robert y James Adam]. Su estilo es una combinación que parte del arte clásico hasta arribar al palladianismo y lo pintoresco. En sus interiores se encuentran muchas referencias a las termas romanos, y también elementos de compromiso entre la arquitectura griega y romana, como la antecámara de la Syon House, donde Adam tomó las decoraciones de la entablatura extraídas del Erecteion, columnas procedentes directamente de Roma y un techo de molde palladiano: en retrospectiva, Adam creó una síntesis no tanto de origen intelectual, sino escenográfica y pintoresca. Otra obra representativa de los hermanos Adam es Osterley Park, con una notable estancia etrusca y un clásico hall de entrada (1775-1780).
A finales del siglo XVIII también se registra la actividad de Joseph Bonomi el Viejo, James Wyatt y Henry Holland. El primero, nacido en Italia, se trasladó a Inglaterra en 1767. Entre sus obras, en las que confluyen precisas reminiscencias arqueológicas, se recuerda la iglesia de Packington Park, en Warwickshire, que muestra afinidad con la arquitectura contemporánea revolucionaria de Ledoux en Francia y de Gilly en Alemania, y es única en la escena inglesa. De formas austeras y sigue siendo, el exterior está hecho de arcilla pura y se aligera por grandes ventanas con un bisel derivación térmica semicircular; el interior parece estar inspirado en el templo de Neptuno de Paestum, con columnas dóricas que sostienen la bóveda de cobertura. Probablemente esta disposición interna influyó a muchos arquitectos, entre ellos a James Wyatt.
Wyatt era rival de Adam y se hizo famoso con el Panteón de Oxford Street, en Londres (1770, ya destruido), un edificio destinado al entretenimiento que era una singular versión neoclásica de la iglesia de Santa Sofía de Estambul. Construyó mucho, aunque se le recuerda por sus contribuciones en el campo neogótico y por las grandes restauraciones de las catedrales inglesas; sin embargo, edificó varias casas de campo en estilo neoclásico, como la de Dodington, en Gloucestershire, en la que hay detalles de los mundos griego y romano.
En estrecha relación con el lenguaje de Wyatt y de Adam está Henry Holland, que en su primer encargo importante, el Brooks’s Club en Londres (1776), diseño, detrás de una fachada palladiana, ambientes con sobrias y medidas decoraciones. Dos años más tarde comenzó a trabajar en una mansión en Herefordshire, que fue seguida por las amplias transformaciones de Carlton House, donde se encuentran influencias francesas, ya que franceses fueron los artesanos que se ocuparon de la decoración y del diseño de muebles.
Hasta en el siglo XIX se produjeron resultados notables: ejemplos importantes son el Museo Británico de Londres, el St George's Hall en Liverpool y obras de John Soane (1753-1837). El Museo Británico es un edificio monumental construido desde los años 1820 y protegido por una elegante columnata jónica: el articulado complejo retoma el tema de los templos clásicos y se concentra en su interior en una gran cúpula de hierro fundido por encima de la sala de lectura.
Un poco más tardía es la Sala de St. George de Liverpool, severa construcción destinada a albergar la vida cívica de la ciudad. Esta suerte de basílica civil, no es más que un conjunto de diferentes volúmenes adyacentes entre sí y unidos por un entablamento que se ejecuta en todas las fachadas del edificio. El complejo fue diseñado por Harvey Lonsdale Elmes, pero a su muerte la obra fue continuada por Charles Robert Cockerell, que añadió el volumen de la sala de conciertos, cuya rica decoración clásica contrasta con la sobriedad del exterior.
John Soane se considera casi el representante exclusivo del Neoclasicismo revolucionario inglés. Influenciado por George Dance (1741-1825) y especialmente por Ledoux, saltó a la fama a finales del siglo XVIII por su trabajo en la construcción del Banco de Inglaterra, en Londres, un vasto complejo caracterizado por las cúpulas rebajadas y por una extrema sencillez estructural. Entre sus creaciones merece destacarse la casa que el arquitecto diseñó para sí mismo en Londres (ahora Museo Soane): el diseño original, que no se ejecutó en su totalidad, se creó de la máxima simplicidad, con grandes arcos abiertos en la fachada y por lo tanto muy cerca la arquitectura revolucionaria de Ledoux. En contraste, el interior, muy congestionado, claustrofóbico, anula el clasicismo del exterior, revelando un lenguaje muy personal, y más afín a la tradición pintoresca: numerosos espejos (más de 90 en una de las estancias más pequeñas) simulan salas más amplias, la iluminación viene de arriba, mientras arcos gotizantes destacan el sofito de las paredes.
Entre la transformaciones urbanísticas hay que señalar Regent's Park y Regent Street en Londres, diseñado por John Nash. El arquitecto, influenciado por la sistematización realizada en Bath hizo una serie de uniones en el tejido urbano de la ciudad, proyectando habitaciones con columnas, dinteles y frontones, de acuerdo con los dictados del neoclasicismo; sin embargo, el siniuoso recorrido abandona la estaticidad vista en las transformaciones de París, ofreciendo vistas en perspectiva siempre nuevas, combinando en sí mismo también el gusto romántico por el descubrimiento continuo y por lo pintoresco.
En cualquier caso, los mejores proyectistas ingleses de la época sufrieron la fascinación del renacimiento gótico, a menudo asociado con una tradición religiosa, arquitectónica e intelectual que surgió en el centro de Oxford, Cambridge y Londres. En cambio, desde mediados del siglo XIX, en Escocia y el norte del país floreció una intensa temporada neoclásica, reconocible por ejemplo en el Ayuntamiento de Leeds (1853), en la Picton Reading Room de Liverpool (1875) o en las iglesias que Alexander Thomson construyó en Glasgow bajo la influencia de Schinkel y Cockerell.

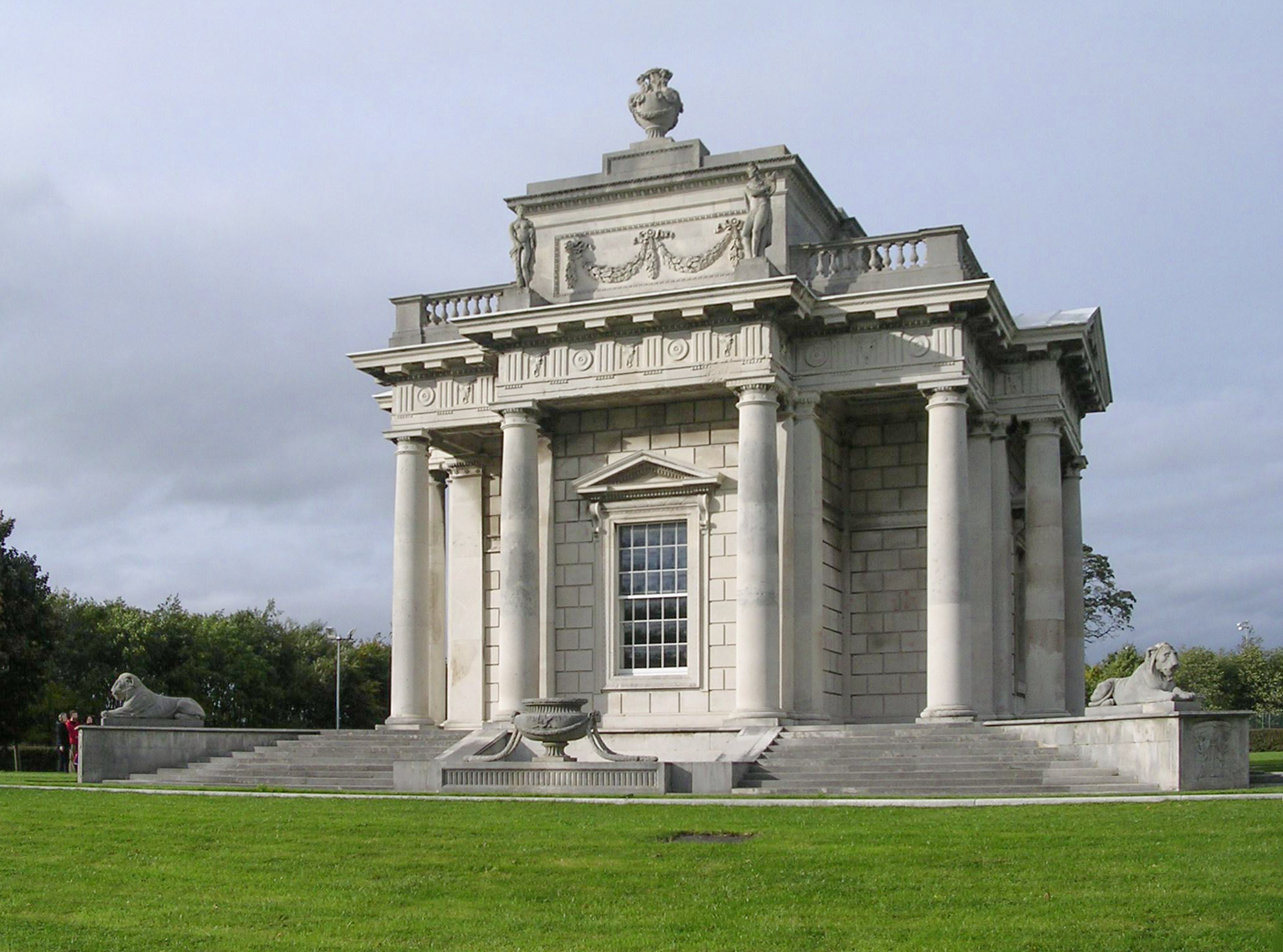
William Chambers: Marino Casino, Dublín (1758-1876)
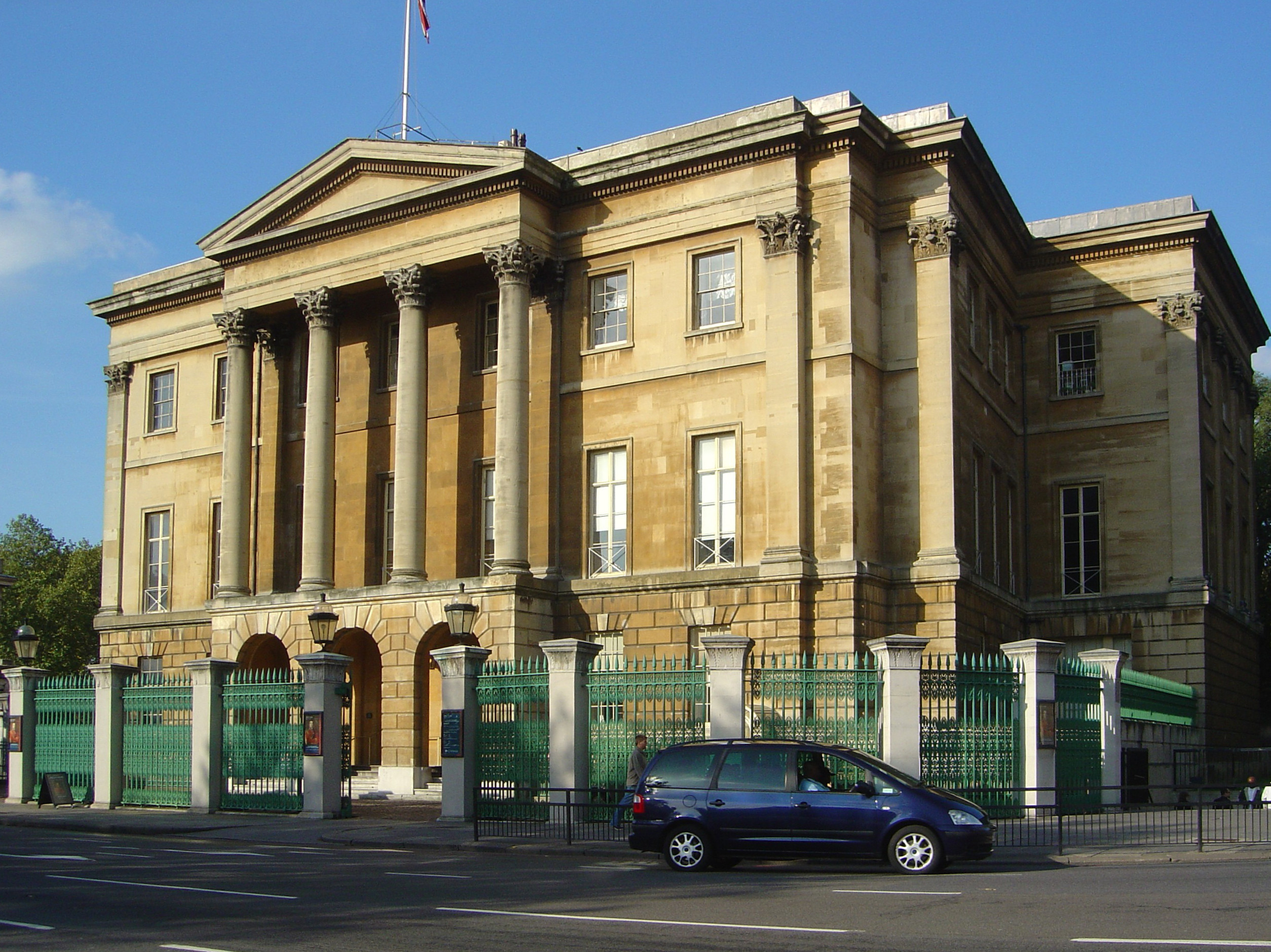
Robert Adam: Apsley House, Londres (1771)
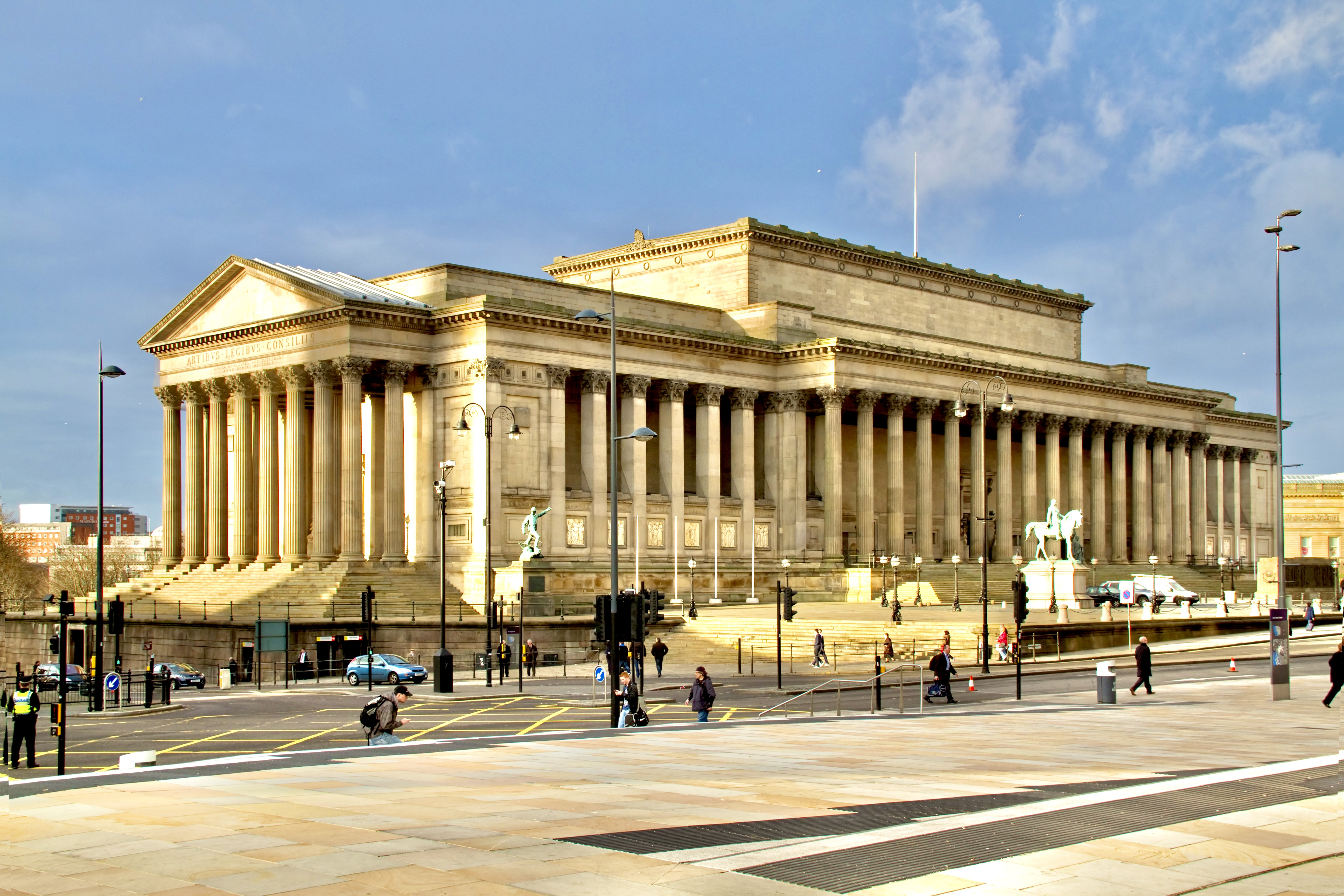
H. Elmes y C.R. Cockerell, St George's Hall, Liverpool
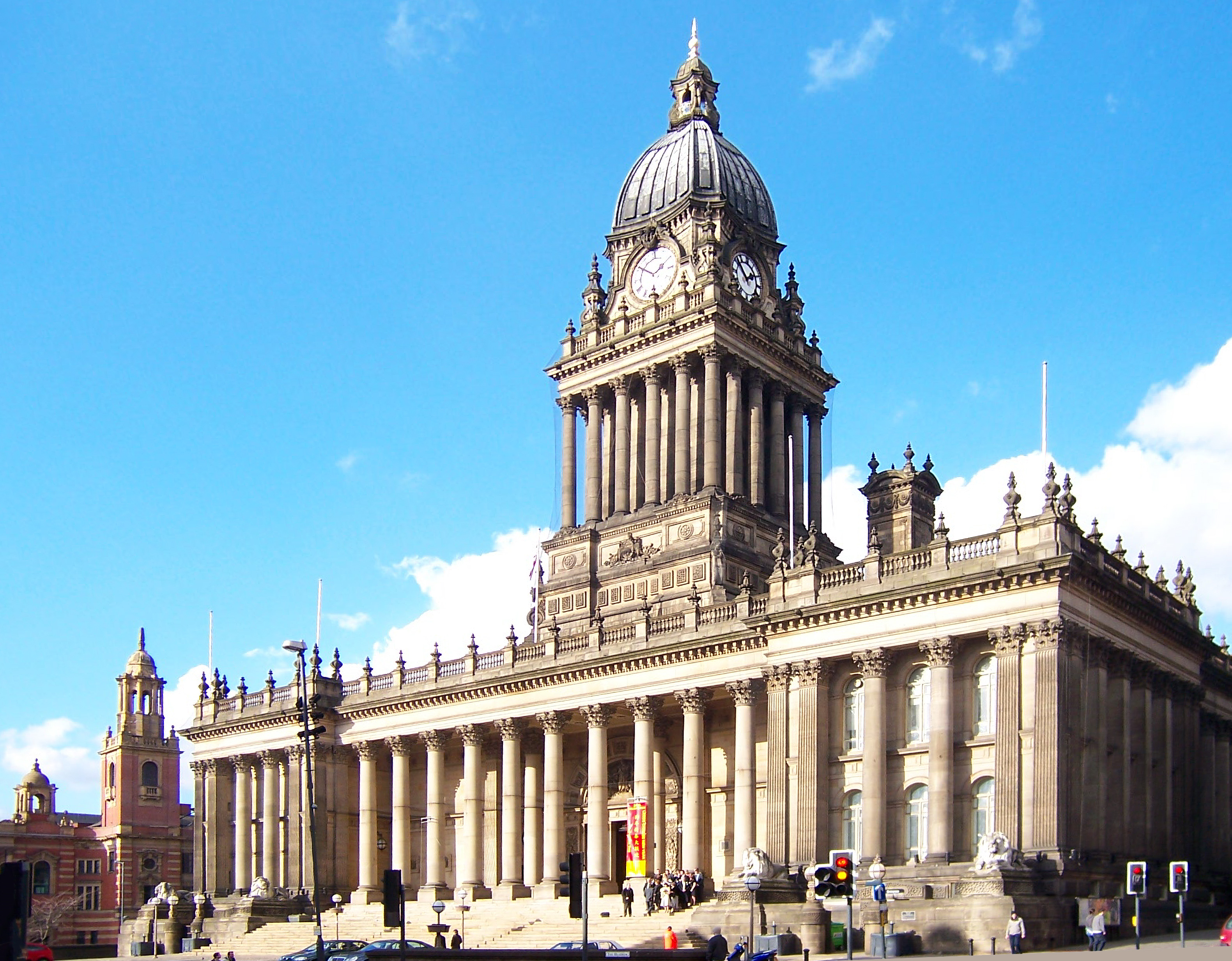
Ayuntamiento de Leeds (1853)
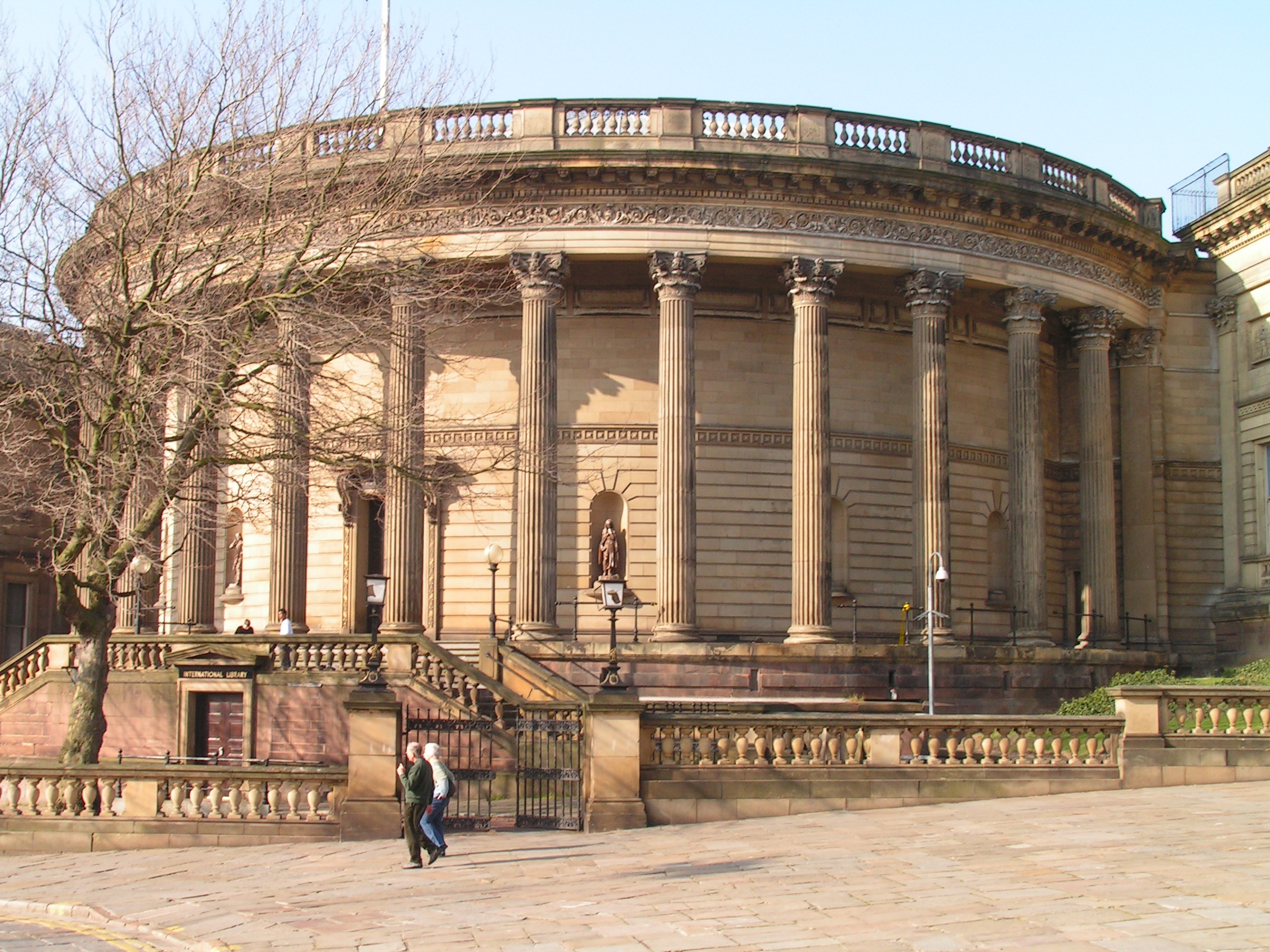
Picton Reading Room (1875), Liverpool

### Italia
La arquitectura neoclásica en Italia se desarrolló a partir de la segunda mitad del siglo xviii, en el contexto de pequeños Estados, a menudo enfrentados entre sí y dominados por potencias extranjeras, que precedió a la institución del reino unitario bajo Víctor Manuel II. Por este motivo, el neoclasicismo no se manifestó de igual manera en todo el territorio; además, la ausencia de una cultura unitaria y la gran pobreza que atenazaba a la península italiana en el siglo xviii no eran circunstancias propicias para una florida producción arquitectónica.
A principios de ese mismo siglo se había manifestado una breve, pero extraordinaria, época tardobarroca: en Roma se realizaron monumentos como la Piazza di Spagna, la Fontana di Trevi y la Piazza Sant'Ignazio, mientras que en Piamonte trabajaron Filippo Juvarra (1678-1736) y Bernardo Antonio Vittone (1704-1770). La actividad se trasladó posteriormente al reino de Nápoles, donde Ferdinando Fuga (1699-1782) y Luigi Vanvitelli habían sido llamados para ampliar, respectivamente, el Real Albergo dei Poveri y el Palacio Real de Caserta. En particular, el palacio real, pese a que su exterior muestra ya indicios de una cierta contención neoclásica, es considerado la última gran realización del barroco italiano. La afirmación del neoclasicismo fue por tanto lenta y difícil, y se valió fundamentalmente de aportaciones extranjeras, en particular francesas. Esa influencia francesa es evidente, por ejemplo, en la fachada del Teatro de San Carlos (1810-1816) de Nápoles, de Antonio Niccolini.
Pero a finales del xviii y principios del xix, todo en el país, desde villas y palacios, pasando por iglesias, edificios institucionales y jardines hasta llegar a los interiores, se basaba en recrear modelos de la Roma clásica, lógicamente, y en menor medida griegos. Fueron muchos los edificios inspirados en el Panteón de Agripa —como la iglesia de la Gran Madre di Dio, en Turín o la gran basílica de San Francisco de Paula (1816-1846) en la piazza del Plebiscito, la iglesia italiana más importante de la época—, bien directamente o a través de «La Rotonda», la obra maestra de Andrea Palladio. Antes del descubrimiento de las ciudades perdidas de Pompeya y Herculano, los edificios se inspiraban directamente en las ruinas y edificios clásicos, pero tras el descubrimiento las nuevas ruinas fueron un modelo arqueológico.
El neoclasicismo, incluida su variante neogriega, produjo muchas obras notables en el país, como el Caffè Pedrocchi (1816) de Padua (de Giuseppe Jappelli), el Tempio Canoviano (1819-1830) en Possagno (atribuido, no sin incertidumbres, a Giannantonio Selva), el Teatro Carlo Felice (1826-1828) de Génova (de Carlo Barabino, pero reconstruido en el siglo xx), el Cisternone de Livorno (1829-1842) de Pasquale Poccianti —con claras referencias a la arquitectura romana y al trabajo de Boullée y Ledoux— y el acondicionamiento de la piazza del Popolo en Roma por Giuseppe Valadier.
Además, son dignas de mención las intervenciones promovidas en  Trieste (Teatro Verdi, iglesia de Sant'Antonio), en Milán (palazzo Belgioioso, Villa Reale, Arco della Pace (1807-1838) de Luigi Cagnola, e Iglesia de San Carlo al Corso (1832-1847) y en Palermo (la ecléctica  Palazzina Cinese, el Gimnasio del Jardín Botánico de Palermo y el tardío Teatro Massimo). Todavía se observa un neoclasicismo tardío en la obra de Alessandro Antonelli en el diseño de los exteriores de la basílica de San Gaudencio en Novara y en la Mole Antonelliana en Turín.
Hubo escaso interés de los estudiosos hacia la arquitectura neoclásica italiana, lo que durante mucho tiempo limitó su examen profundo y sereno. Estudios más recientes han puesto de relieve los rasgos distintivos, las peculiaridades y, en algunos aspectos, el carácter unitario de la producción italiana, en sus variantes regionales o incluso locales, en el contexto del policentrismo que todavía caracterizaba la península entre los siglos xviii y xix.
- Edificios neoclásicos en Italia
- Teatro Carlo Felice en Génova (1826-1828), restaurado tras el incendio de los bombardeos de 1943.
- Templo Canoviano (1819-1830) en Possagno, obra de Giannantonio Selva.
- Iglesia de la Gran Madre di Dio (1818-1831) en Turín, de Ferdinando Bonsignore.
- Arco della Pace (1807-1838) en Milán, de Luigi Cagnola.
- Cisternone (1829-1842) en Livorno, de Pasquale Poccianti.

### Rusia
La arquitectura neoclásica en Rusia se desarrolló durante la segunda mitad del siglo XVIII, especialmente después del ascenso al trono de Catalina II, que se convirtió en emperatriz de Rusia el 28 de julio de 1762. Allí, hasta aproximadamente 1760, se siguen encontrando espacios al gusto rococó del italiano Bartolomeo Rastrelli (véase el palacio de Invierno). Fue Catalina la Grande quien introdujo el neoclásico en la capital, encargando a un arquitecto francés, Jean-Baptiste Vallin de la Mothe (1729-1800), algunos palacios, como la Academia Imperial de las Artes.
En 1779, Giacomo Quarenghi (1744-1812) aceptó la invitación de viajar a San Petersburgo, donde permaneció durante el resto de su vida, convirtiéndose en el arquitecto oficial de Catalina II; entre 1780 y 1785, transformó San Petersburgo en una capital moderna siguiendo el ejemplo de una ciudad clásica. Construyó muchos palacios y puso de moda un original estilo monumental, de inspiración palladiana, reencontrable, por ejemplo, en el a la vez sobrio y austero palazzo inglese del parco di Peterhof (1781-1789, destruido) más que en el más rico Teatro del Hermitage (1782 -1785).
Al mismo tiempo, también estaba activo el escocés Charles Cameron (1743-1812), autor de la Galleria Cameron en el palacio de Catalina en Tsárskoye Seló, donde retomó el estilo del inglés Adam, y el palacio del Gran Duque Pablo en Pávlovsk, construido en 1781 y 1796. En el parque del palacio de Pávlovsk, Cameron erigió el primer templo dórico de toda Rusia.
La moda del neoclásico que comenzó con Catalina la Grande alcanzó su punto culminante con Alejandro I. El palacio de la Bolsa de San Petersburgo, diseñado por el francés Jean-François Thomas de Thomon en 1804 es un ejemplo significativo de la arquitectura neogriega inspirada en el templo de Hera en Paestum. La Bolsa, erigida mientras Andréi Voronijin construía la catedral de Kazán, y a la que luego siguieron el inmenso Almirantazgo (de Andreián Zajárov, 1806-1815, que se hace eco de las proporciones en gran escala de Boullée), la catedral de San Isaac (cuyo dibujo, realizado por el francés August de Montferrand, se basa en el Panteón parisino) y la arquitectura italianizante de Carlo Rossi (por ejemplo, el Palacio del Senado (1829-1834) y el palacio Mijáilovski (1819-1825), hicieron de San Petersburgo, con sus fachadas en estuco coloreado y emergentes detalles en blanco, una de las ciudades más consistentemente neoclásicas de Europa. Junto con Rossi, el arquitecto neoclásico más importante de San Petersburgo fue Vasili Stásov, a quien se deben las extensas casernas y establos incluyendo iglesias con cinco cúpulas y el último juego de la ciudad, el arco de triunfo en la vía a Moscú (1834).
Aunque Moscú fue también afectado por el estilo neoclásico y, aunque con episodios interesantes, nunca alcanzó los resultados de San Petersburgo. El nombre ligado a muchas arquitecturas clasizantes de Moscú es Matvéi Kazakov (1738-1812), que fue responsable del Palacio del Senado en el Kremlin. En lugar de ello, a finales del siglo XVIII, una serie de edificios clasizantes de Moscú son reconducibles al mencionado Giacomo Quarenghi, al cual, a raíz de Kazakov, fue seguido por los arquitectos como Domenico Gilardi (que se remonta al estilo imperial) y Ósip Bové (activo durante la reconstrucción de la ciudad después del desastroso incendio de 1812).
- Edificios neoclásicos en Rusia
- Charles Cameron, Templo de la Amistad (1781-1784) en el parque del palacio Pávlovsk, junto al río Slavyanka
- Giacomo Quarenghi, Instituto Smolny (1806-1808)
- Carlo Rossi, palacio Mijáilovski (1819-1825), San Petersburgo, hoy sede del Museo Estatal Ruso
- August de Montferrand, catedral de San Isaac (1818-1858), San Petersburgo

### España

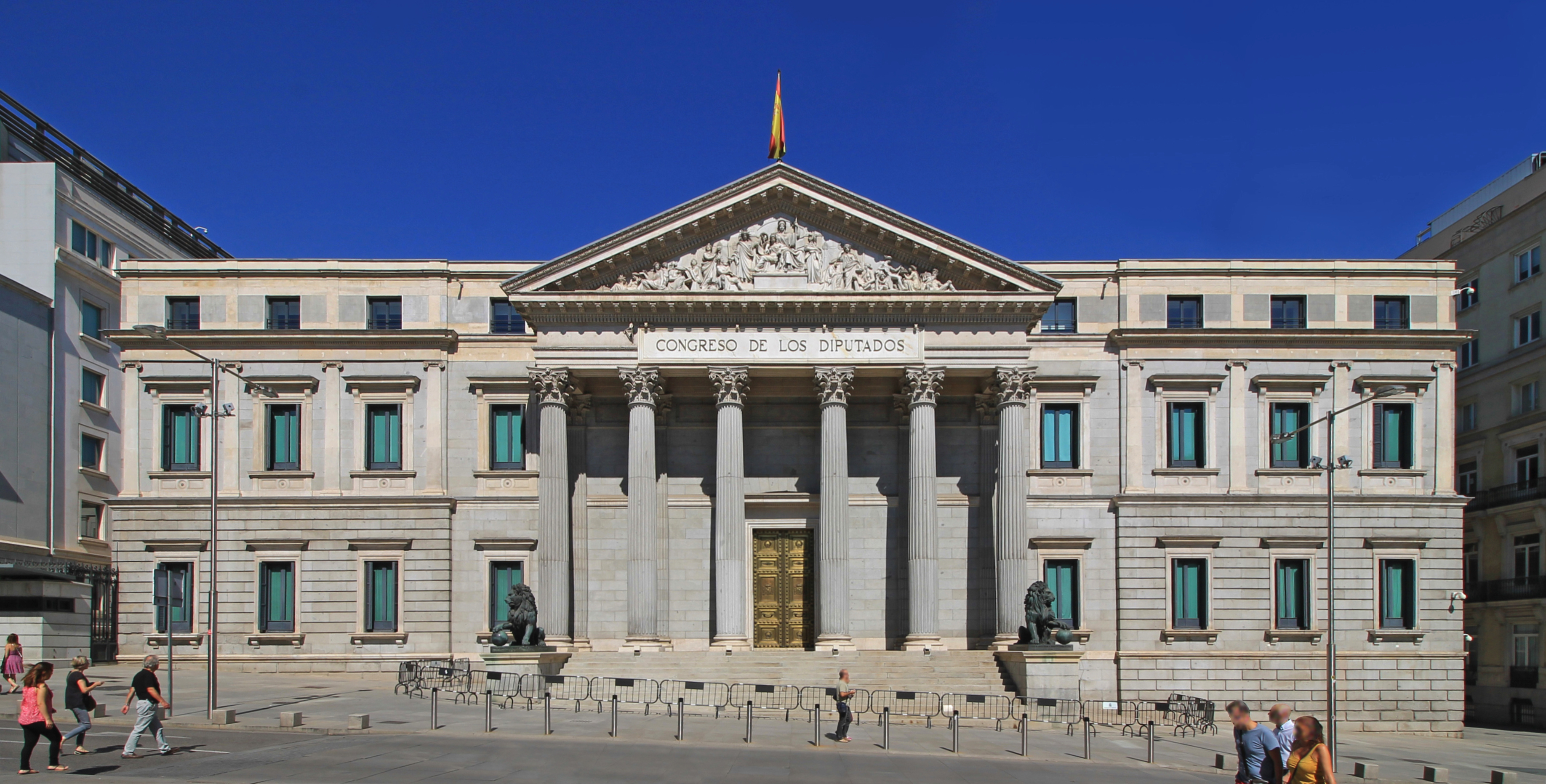
Palacio de las Cortes (Madrid).

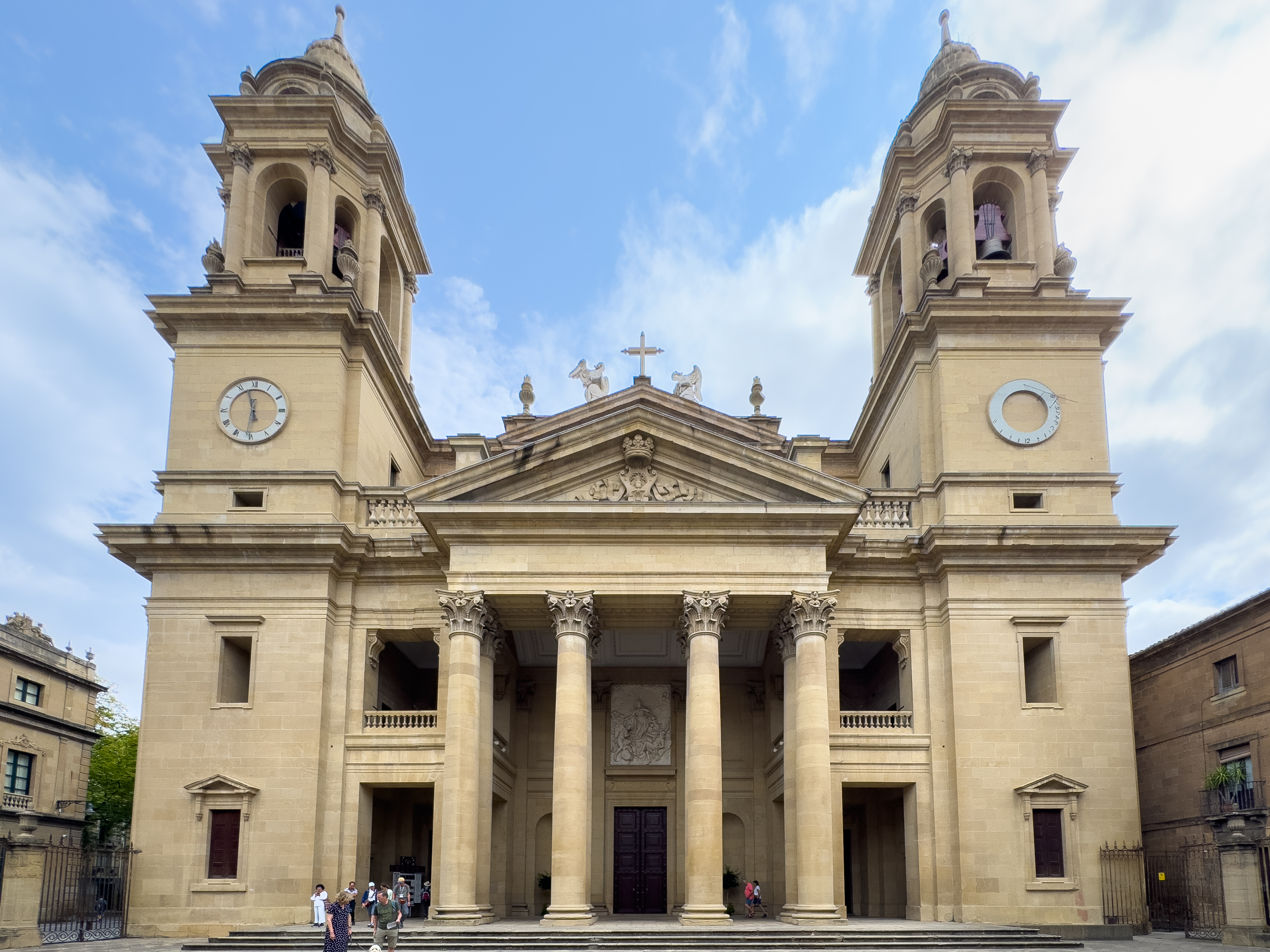
Catedral de Pamplona, Ventura Rodríguez.

En España, el barroco del siglo XVII y la primera mitad del siglo XVIII, en todas sus expresiones, dejaba una sorprendente serie de monumentos religiosos y de palacios, residencias y colegios. El contraste entre la arquitectura churrigueresca y la modalidad académica o neoclásica fue tan rudo, que parecían fenómenos artísticos en dos mundos opuestos. En la segunda mitad del siglo XVIII, se impuso el gusto neoclásico impulsado por la Academia de Bellas Artes de San Fernando. En Madrid se desarrollaron grandes proyectos de modificación urbana, el principal diseñado por Juan de Villanueva en torno al Salón del Prado y sus inmediaciones (el Real Observatorio Astronómico, el antiguo Hospital de San Carlos, el Jardín Botánico, el actual Museo del Prado —para gabinete de ciencias—), y otros importantes, como San Francisco el Grande (Francisco Cabezas, Francesco Sabatini —autor también de la Puerta de Alcalá—). Fuera de Madrid destaca la obra de Ventura Rodríguez (catedral de Pamplona, capilla de Nuestra Señora del Pilar), que también diseñó las fuentes monumentales del Prado madrileño (fuente de Cibeles, fuente de Neptuno).

Edificios de arquitectura neoclásica en España
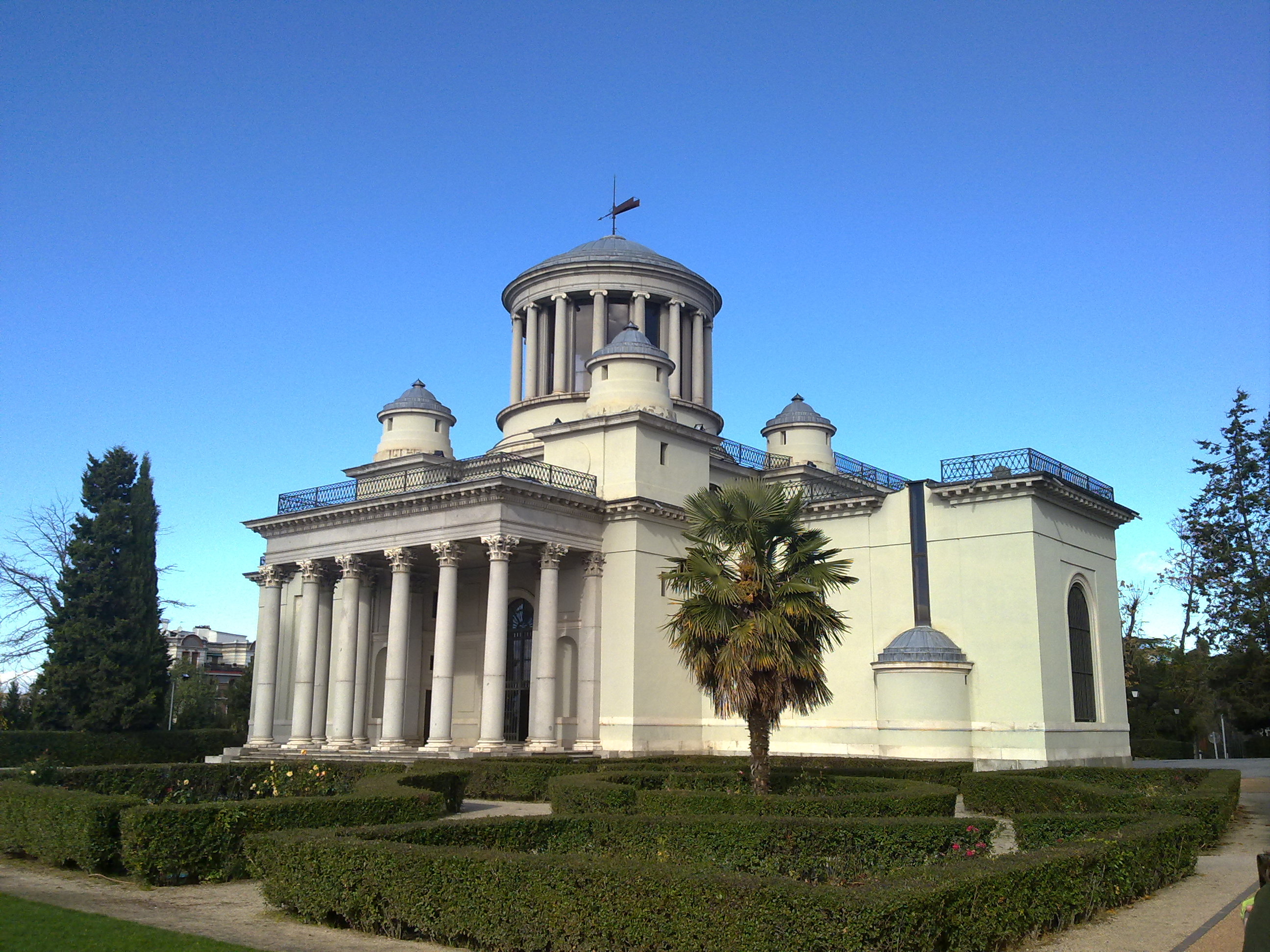
Observatorio Astronómico Nacional (Madrid).
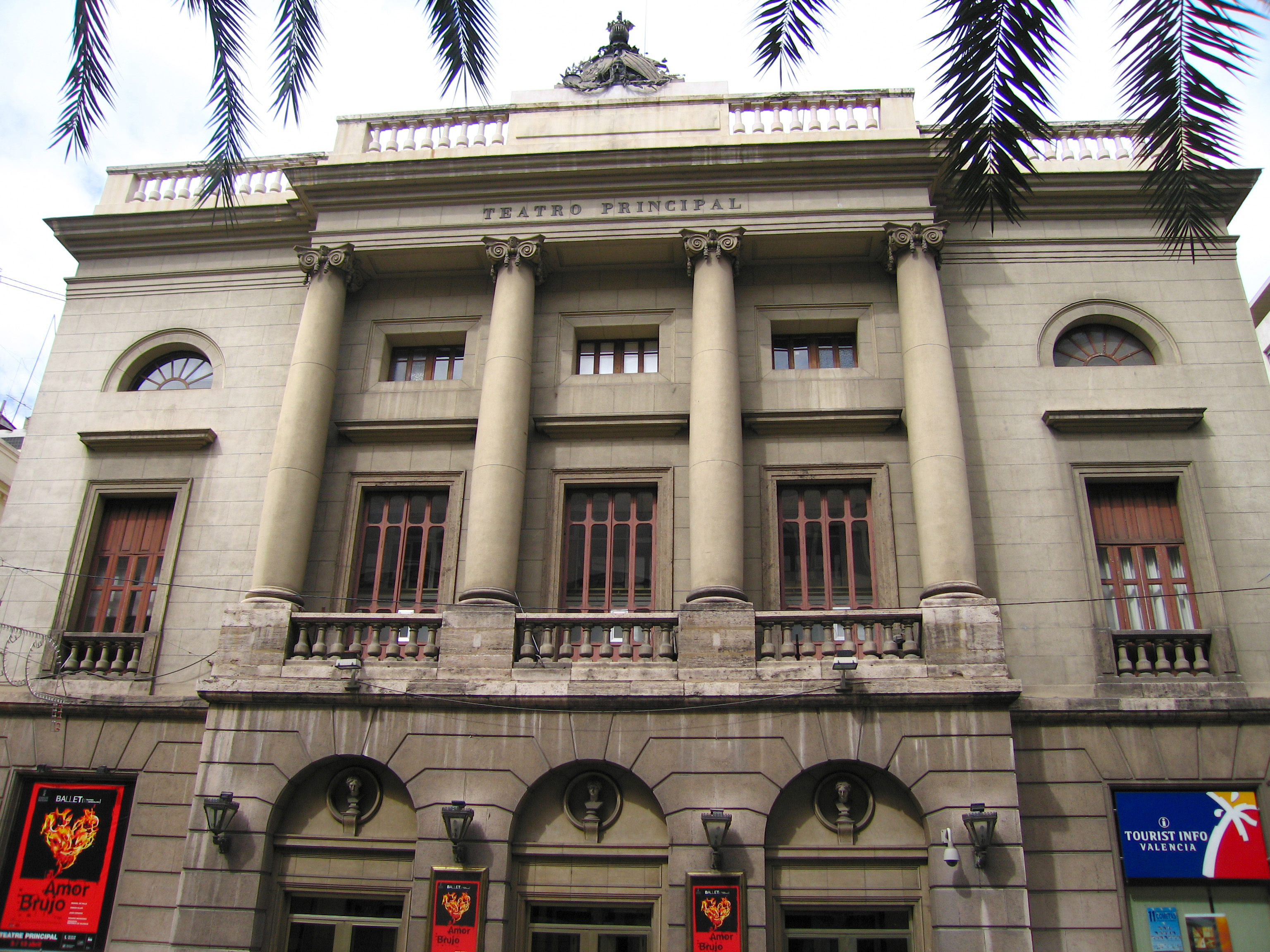
Teatro Principal (Valencia).
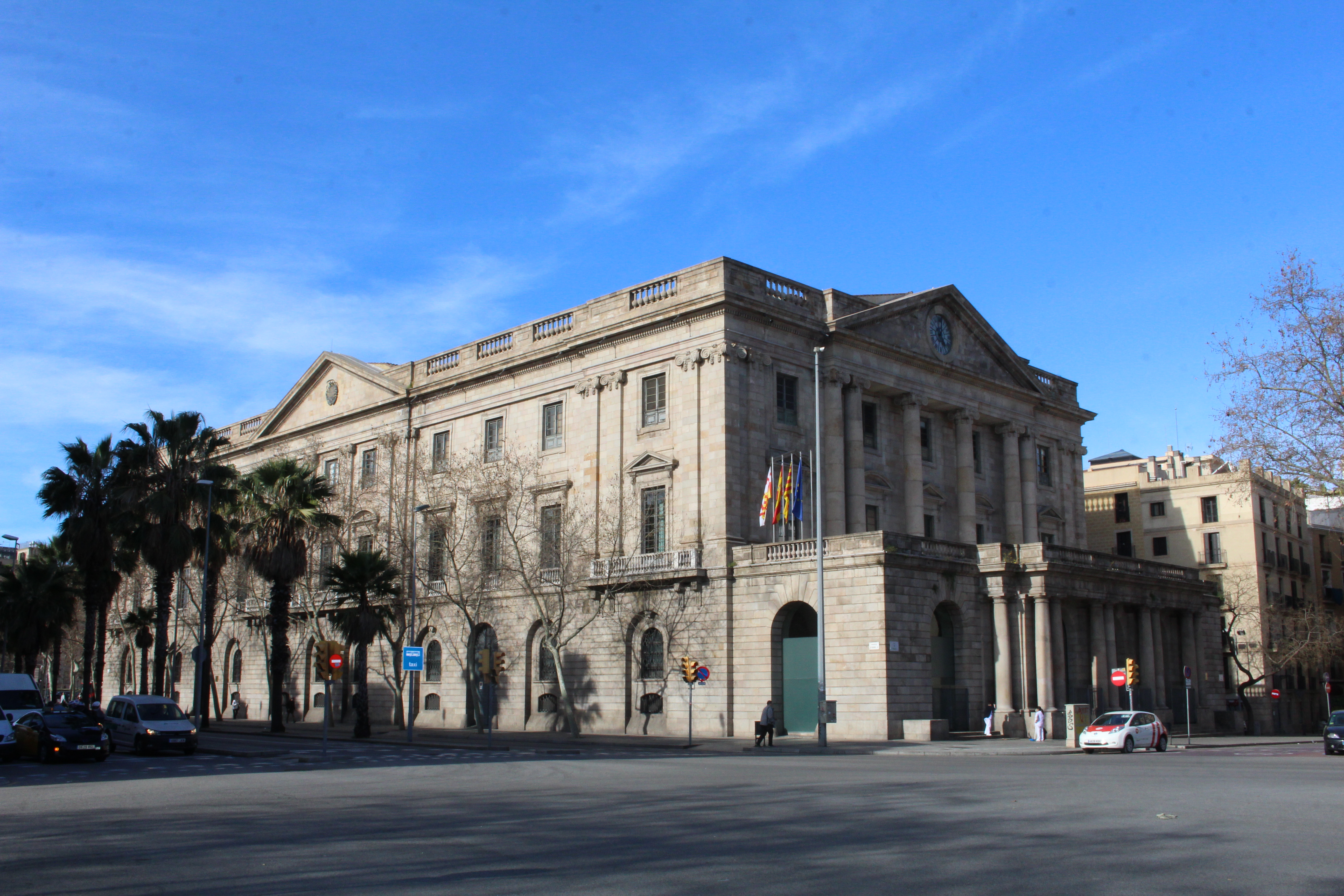
Lonja de Mar (1774-1802) (Barcelona).
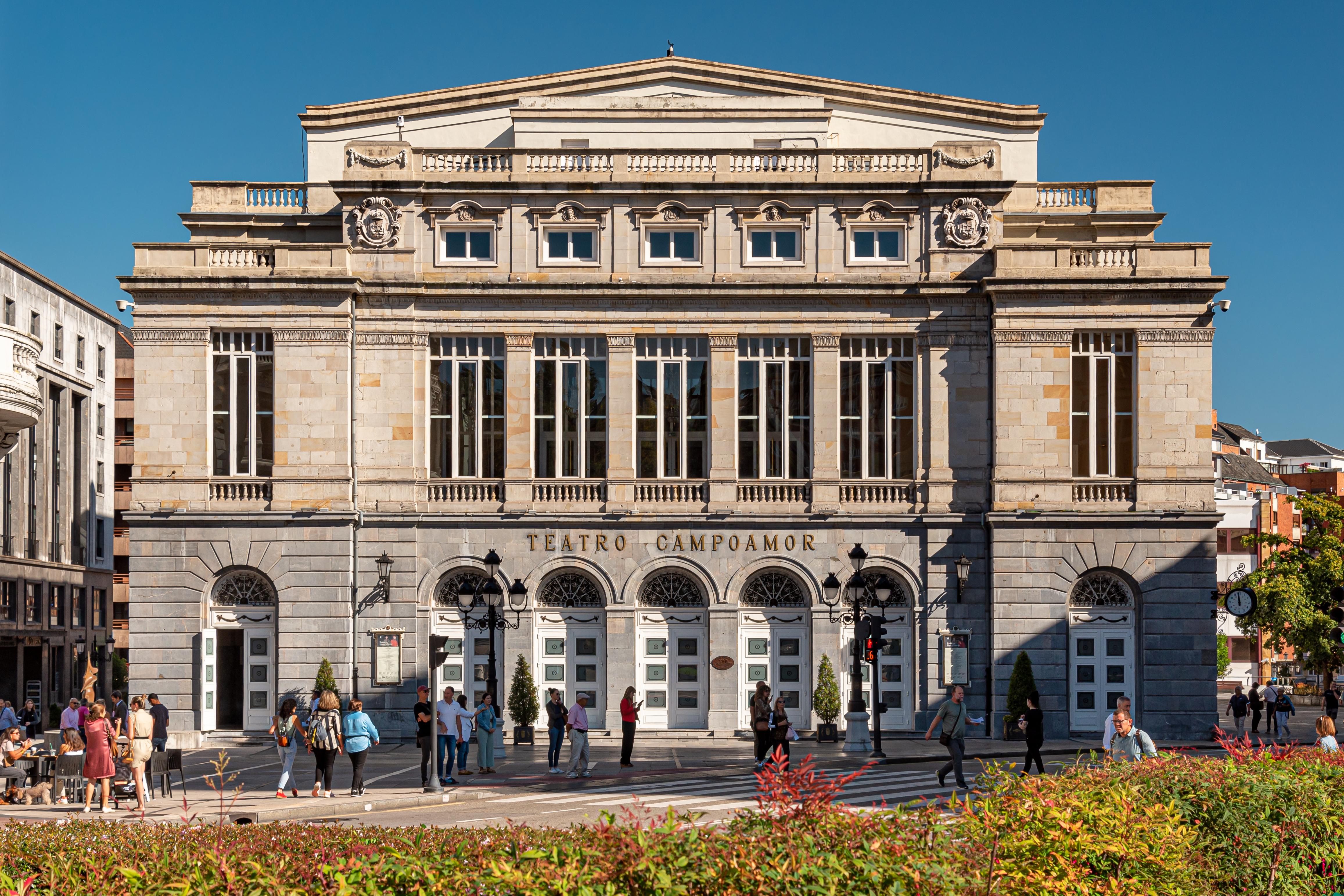
Teatro Campoamor (Oviedo).

### Escandinavia
La arquitectura neoclásica en Escandinavia apareció alrededor de la segunda mitad del siglo XVIII y continuó allí en el siglo XIX, hasta ser sustituida por los estilos neogótico y neorrenacentista a partir de los años 1850. Reúne toda la producción arquitectónica neoclásica en las actuales Dinamarca, Noruega, Suecia y Finlandia. Dinamarca y Noruega fueron un solo reino hasta 1814 (Reino de Dinamarca y Noruega, 1536-1814), cuando Noruega se unió a Suecia (Reinos Unidos de Suecia y Noruega, 1814-1905), mientras que Finlandia fue anexionada primero a Suecia y luego volvió al Imperio ruso en 1809 (Gran Ducado de Finlandia, 1809-1917). 
El neoclasicismo se extendió en Escandinavia bajo la influencia de Francia, las academias de arquitectura se sensibilizaron en efecto de las concepciones francesas, que incluían en particular el neoclasicismo del estilo Luis XVI (que aparecido en realidad desde el final del reinado de Luis XV, después del estilo rocaille) y una arquitectura más severa desarrollada por Ledoux ou par Boullée). También les influyó las obras neoclásicas de origen alemán.
En Dinamarca el neoclasicismo apareció ya en la década de los años 1760. De hecho, el comedor diseñado por Nicolas-Henri Jardin en el palacio de Amalienborg (1755-1757) se recuerda como «la estancia más antigua todavía existente decorada en estilo neoclásico por un arquitecto francés». Discípulo de Jardin fue Caspar Frederik Harsdorff, que, por ejemplo, trabajó en la catedral de Roskilde, donde pintó la capilla de Amalienborg (1755-1757), capilla funeraria de Federico IV. Más tarde, con la aparición del estilo neogriego, la figura más interesante fue Christian Frederik Hansen (1756-1845), que llevó a cabo el diseño de la catedral de Copenhague, con la gran bóveda de cañón sostenida por columnatas dóricas que recuerda al proyecto del interior de una biblioteca de Boullée.
A comienzos del siglo XIX se realiza la planificación de Helsinki, entonces perteneciente al Gran Ducado de Rusia desde 1809. Los principales edificios públicos de la ciudad se deben a Carl Ludvig Engel , que se había comprometido con la plaza del Senado, dominada por la clasizante catedral, por el palacio del Senado (1818-1822) y por la Universidad. El proyecto inicial de la catedral data de 1818, pero las obras, que se iniciaron en 1830, no se completaron hasta 1851. La planta es rigurosamente central, compuesta por una cruz griega con cuatro pórticos exteriores: en el centro de la composición se levanta una imponente cúpula, flanqueada por cuatro cúpulas más pequeñas añadidas más tarde. En lugar de ello, en la Universidad Engel construyó una biblioteca con salas de lectura columnadas, conectadas con imponentes escalinatas dóricas, que presentan similitudes con las del Palacio del Senado: en el primer caso, dos filas de columnas soportan los niveles de llegada de las rampas, mientras que en el segundo, sobre las columnas dóricas descansan la bóveda de crucería de la cobertura.
- Edificio del Senado de Finlandia (1818-1822) en Helsinki, construido según diseño de Carl Ludvig Engel
- Palacio Real de Oslo, construido en 1823-1848 por Hans Linstow
- Catedral luterana de Helsinki (1830-1852) construida según los diseños de Carl Ludwig Engel

### Grecia

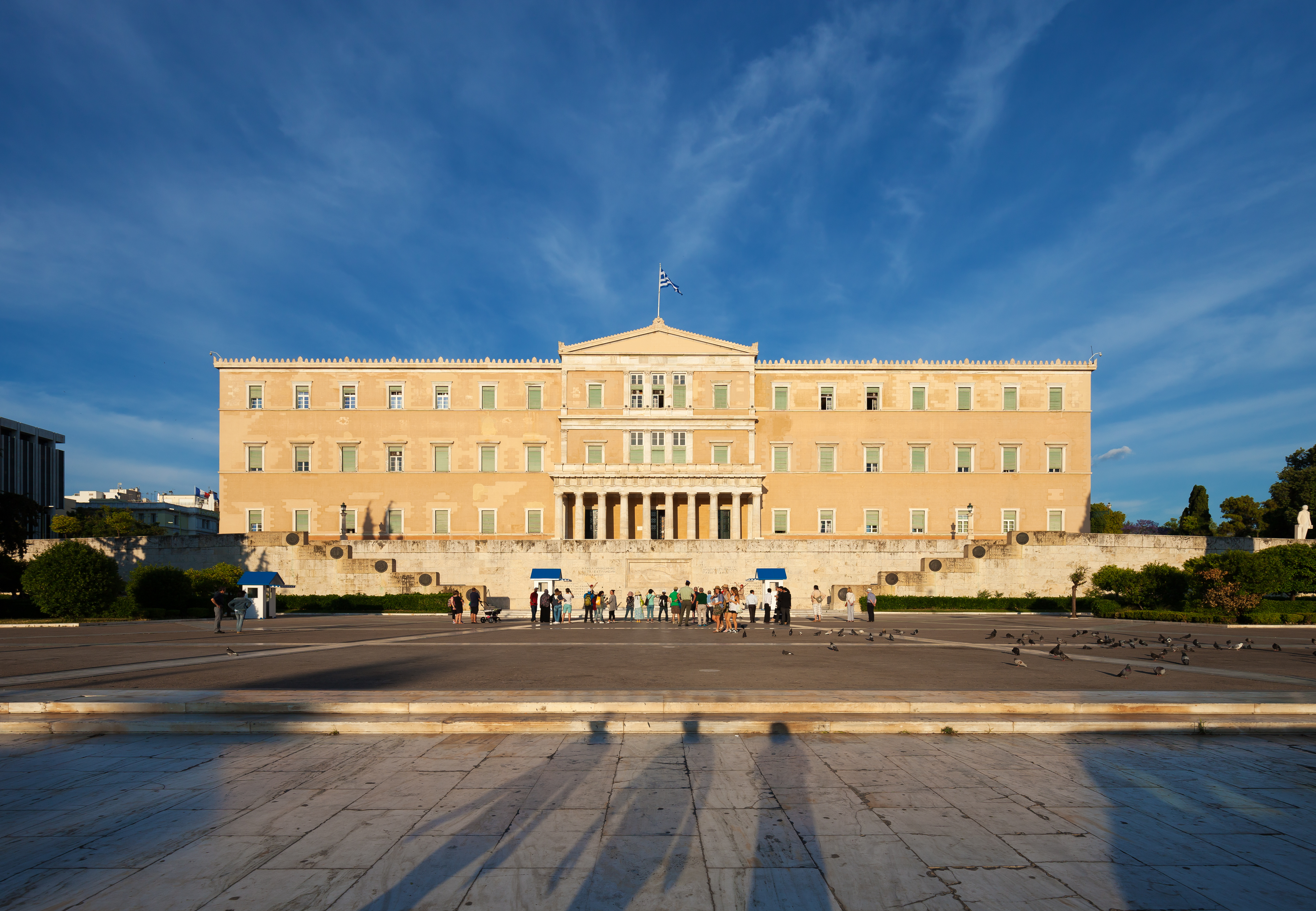
El Antiguo Palacio Real (1836-1843)

La Universidad Nacional y Capodistriana de Atenas (1843), obra de Christian Hansen

Paradójicamente el estilo neoclásico se desarrolló en Grecia algo tardíamente, solo a mediados del siglo XIX, cuando se presentó para la renovación de Atenas. Después de la independencia del Reino de Grecia del Imperio otomano en 1832, la arquitectura de Grecia estuvo influenciada principalmente por la arquitectura neoclásica. Para Atenas, el primer rey, Otón I, encargó a los arquitectos Stamatios Kleanthis y Eduard Schaubert que diseñaran un plan urbano moderno. El Antiguo Palacio Real (1836-1843), obra del arquitecto alemán Friedrich von Gärtner, fue el primer edificio público importante que se construyó en el nuevo estilo para el rey Otón I y su esposa, la reina Amalia, con fondos donados por el padre de Otón, el rey Luis I de Baviera.
Posteriormente, a mediados y finales del siglo XIX, el danés Theophil von Hansen (1813-1891) y el sajón Ernst Ziller (1837-1923) participaron en la construcción de muchos edificios neoclásicos. Hansen, que se había trasladado a Atenas en 1837 donde su hermano mayor Christian Hansen (1803-1883) era arquitecto de la corte desde 1834, diseñó su primer edificio, el Observatorio Nacional de Atenas, y dos de los tres edificios contiguos que forman la llamada «Trilogía Clásica de Atenas», a saber, la Academia de Atenas (1859) y la Biblioteca Nacional de Grecia (1888). El tercer edificio de la trilogía es la Universidad Nacional y Capodistriana de Atenas (1843), que fue diseñada por su hermano Christian. Theophil partió para Viena en 1846, aunque más adelante realizará el Zappeion (1874-1888), el primer edificio construido para los Juegos Olímpicos de Atenas 1896 usado para reuniones y ceremonias. 
A su vez Ziller, que había trabajado para Theophil, viajó por todo el país y realizó importantes observaciones arqueológicas.También diseñó muchos y variados edificios, mansiones privadas en el centro de Atenas que gradualmente se hicieron públicas, generalmente a través de donaciones, como la mansión para el arqueólogo Heinrich Schliemann, el Iliou Melathron (ahora, Museo Numismático de Atenas) (1878-1881) o la Mansión Presidencial de Atenas. Proyectó asimismo el ayuntamiento de Syros y el de Ermoupoli, el Teatro Apolo en Patras, la estación ferroviaria de Olimpia y la iglesia de San Gregorio Palamas en Salónica.
Los rasgos más característicos del estilo neoclásico griego, como en todo el mundo, son la forma simétrica, las altas columnas que se elevan hasta toda la altura del edificio, el frontón triangular y el techo abovedado.

Edificios de Theophil von Hansen (1813-1891) en Atenas
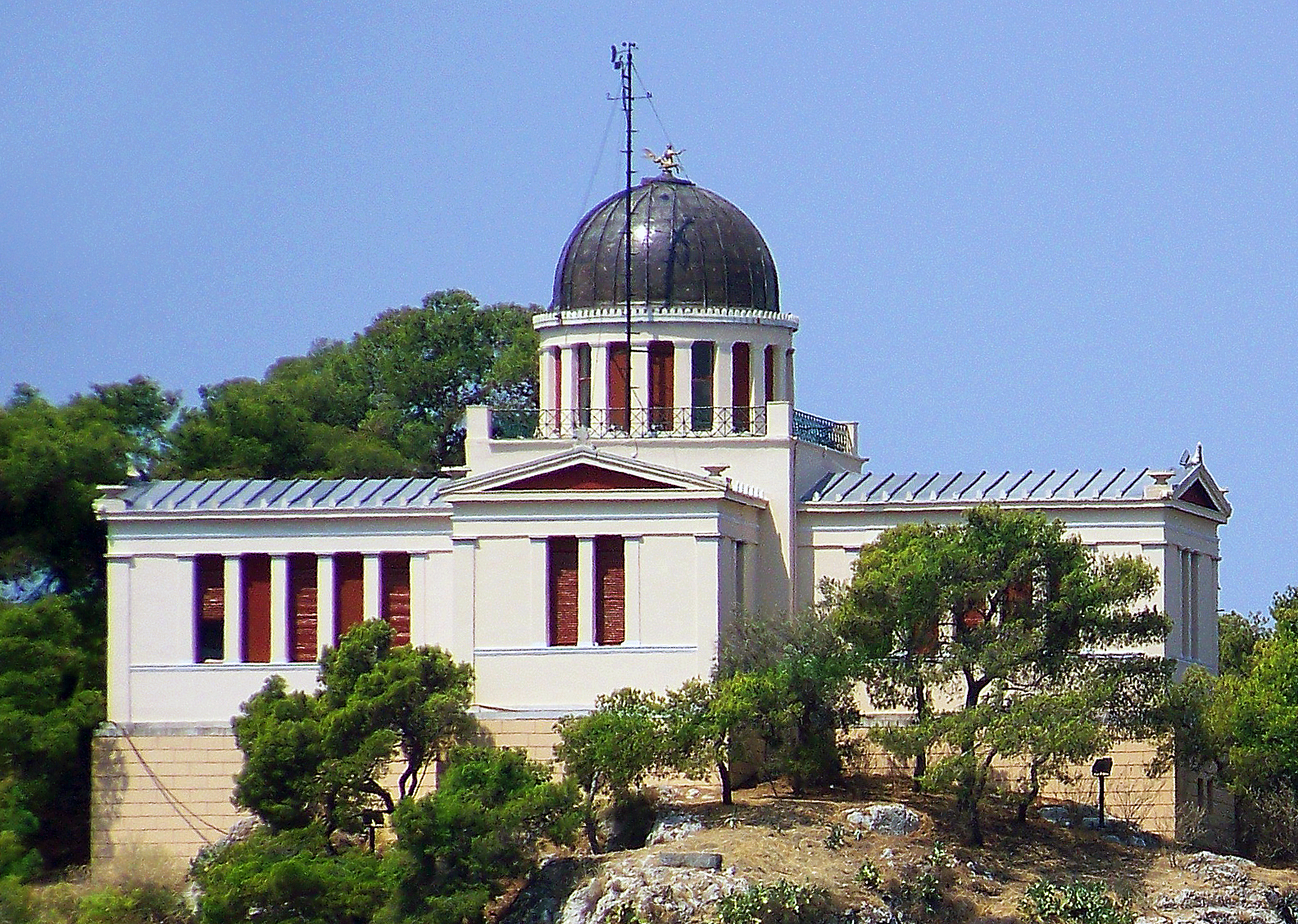
Observatorio Nacional (1843-1846)
El edificio principal de la Academia de Atenas, una de las "Trilogías" de Hansen en el centro de Atenas (1859)
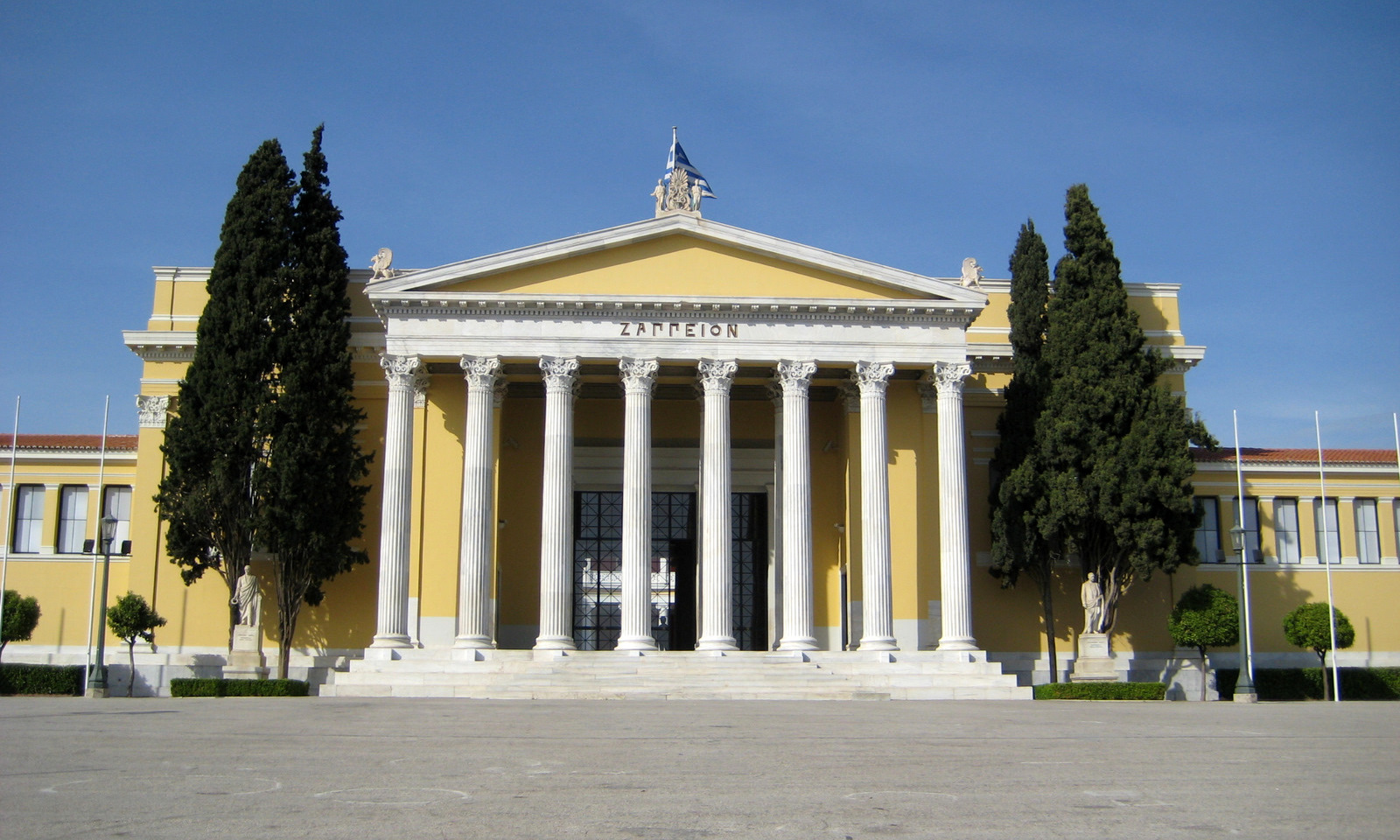
El Zappeion  (1874-1888)
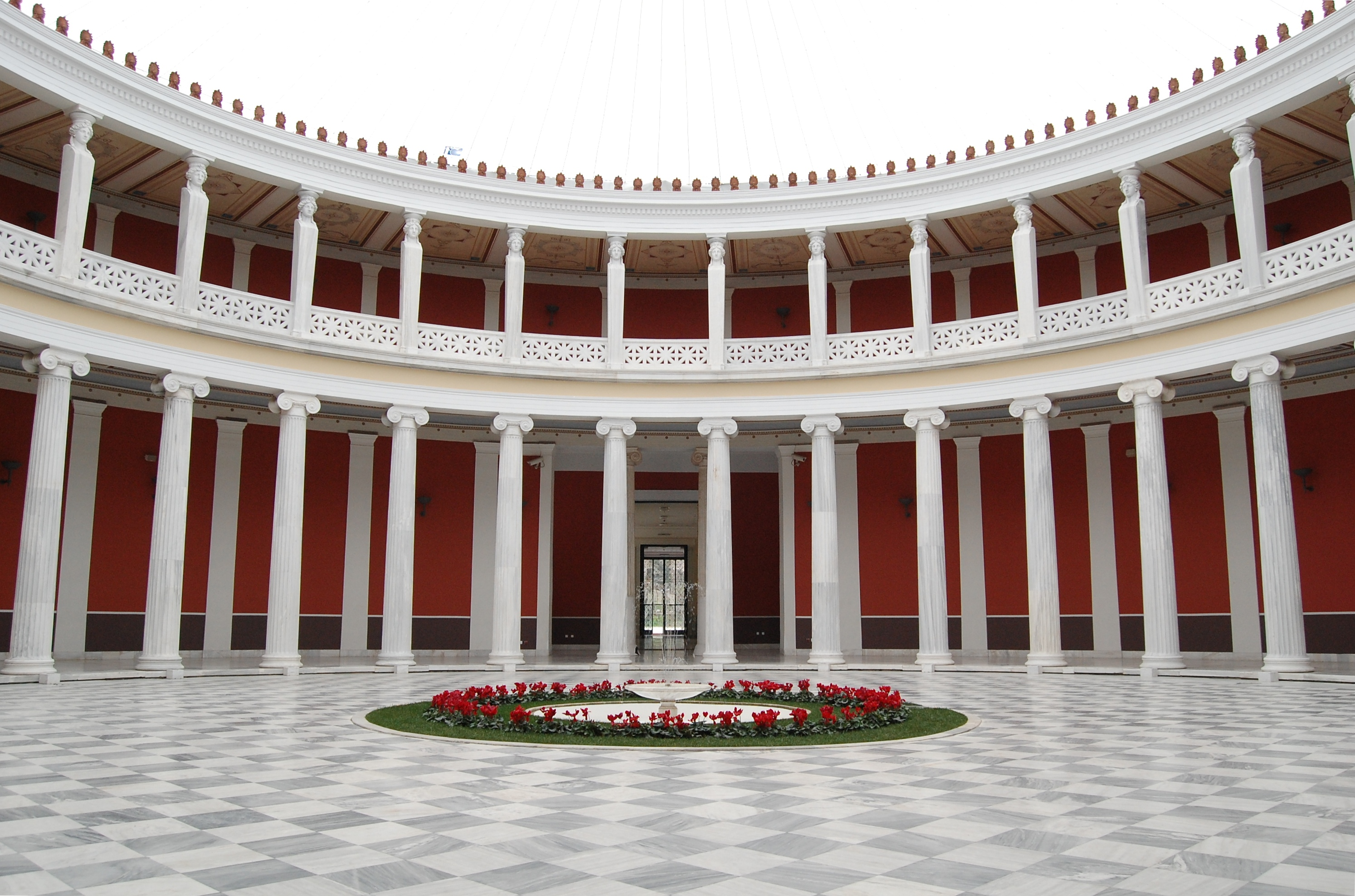
Vista del atrio redondo del Zappeion
La Biblioteca Nacional de Grecia (1888-1903)

Edificios de Ernst Ziller (1837-1923) en Grecia
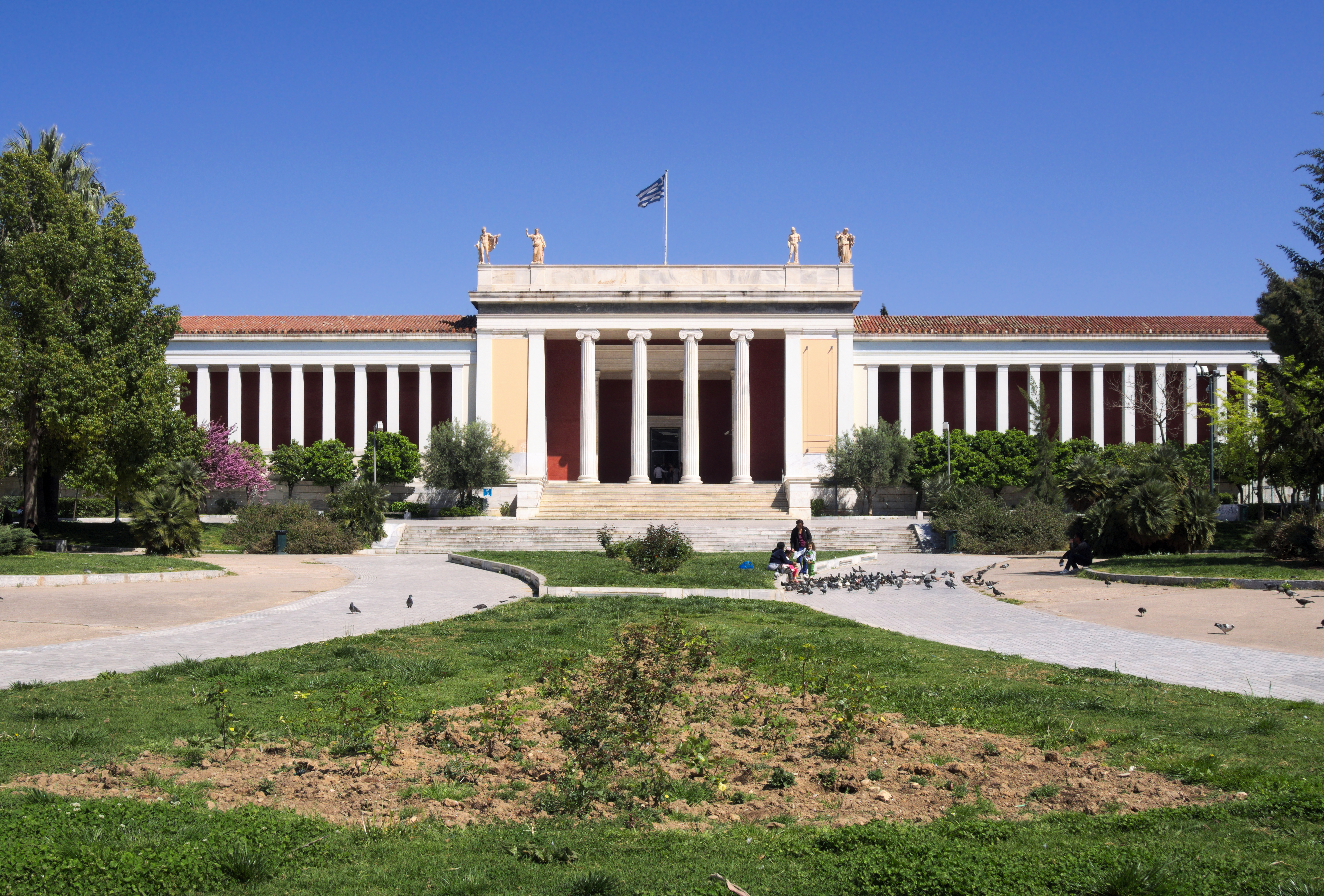
Museo nacional arqueológico de Atenas (1866-1889)
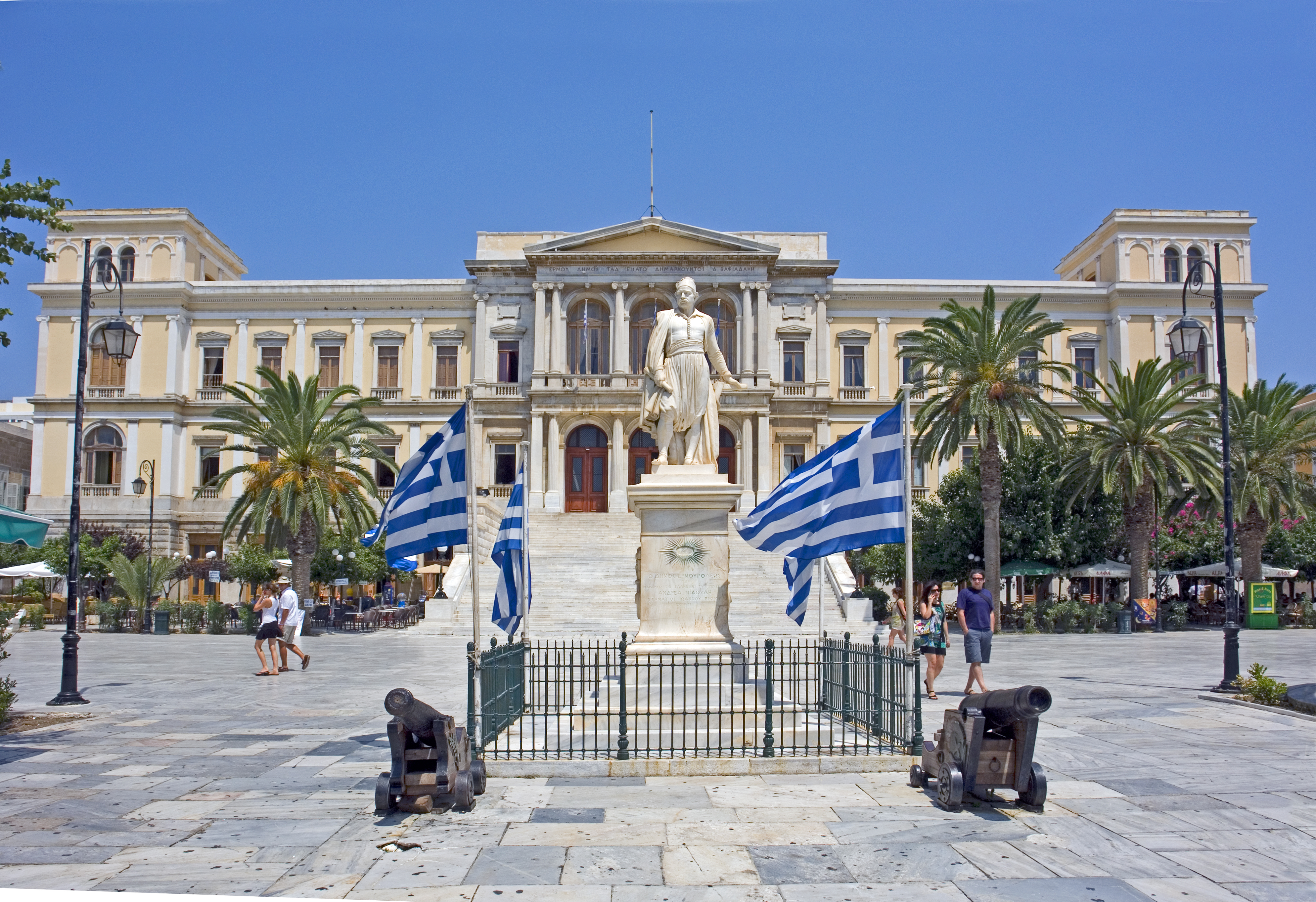
Ayuntamiento de Ermoupoli (1876-1891)
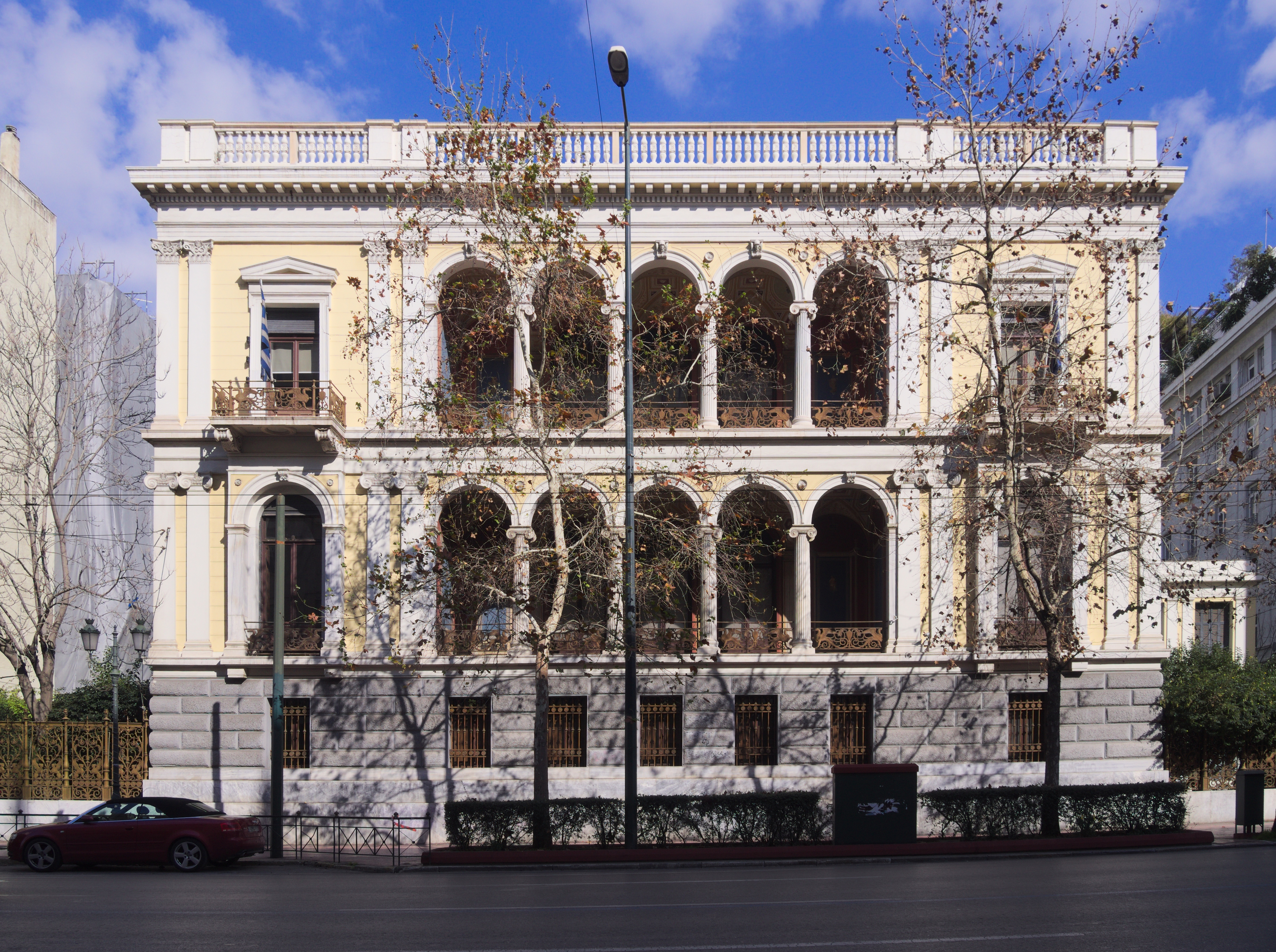
El Museo Numismático de Atenas (1878-1881) o Iliou Melathron construido para  Heinrich Schliemann
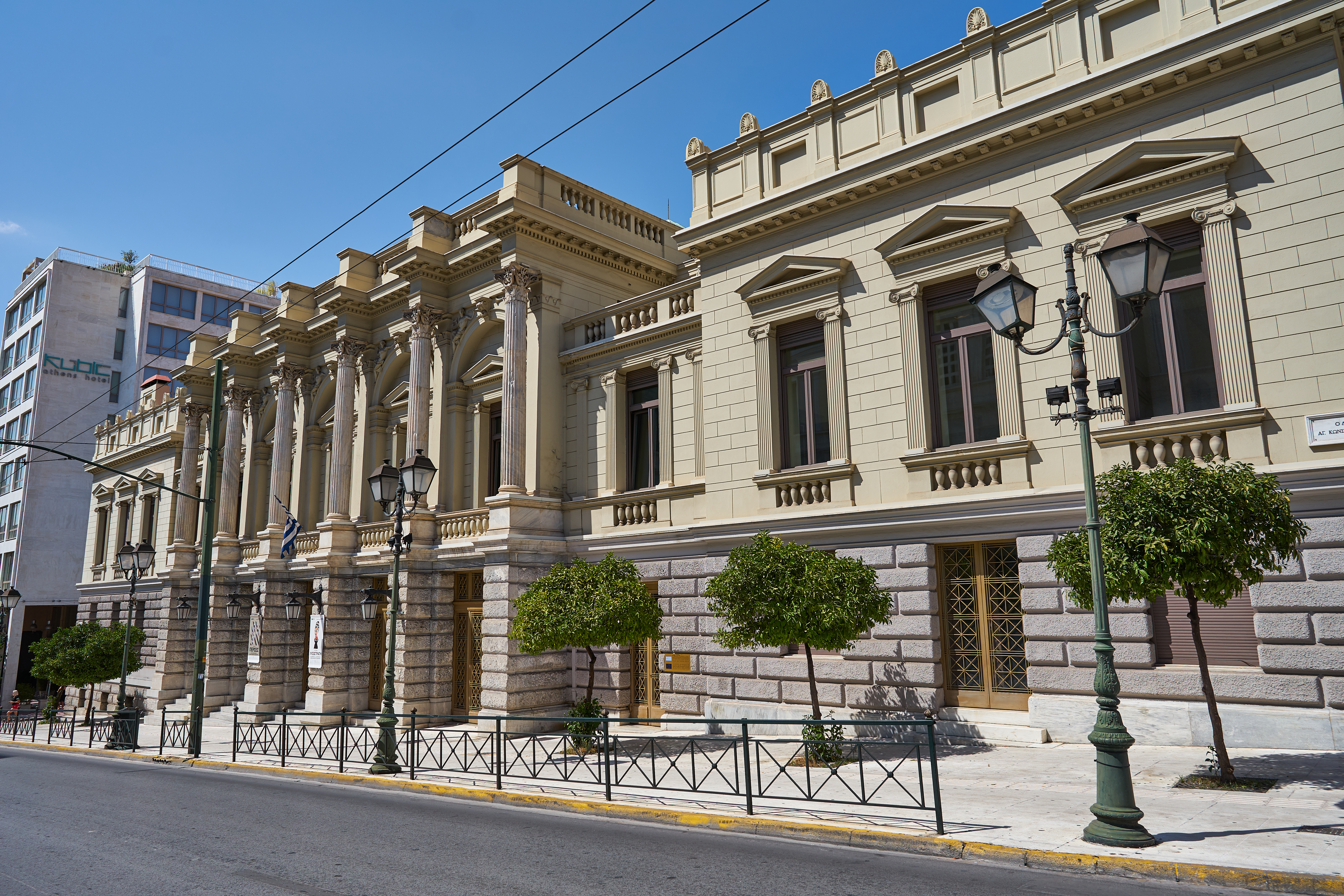
Teatro nacional de Grecia (?-1880)
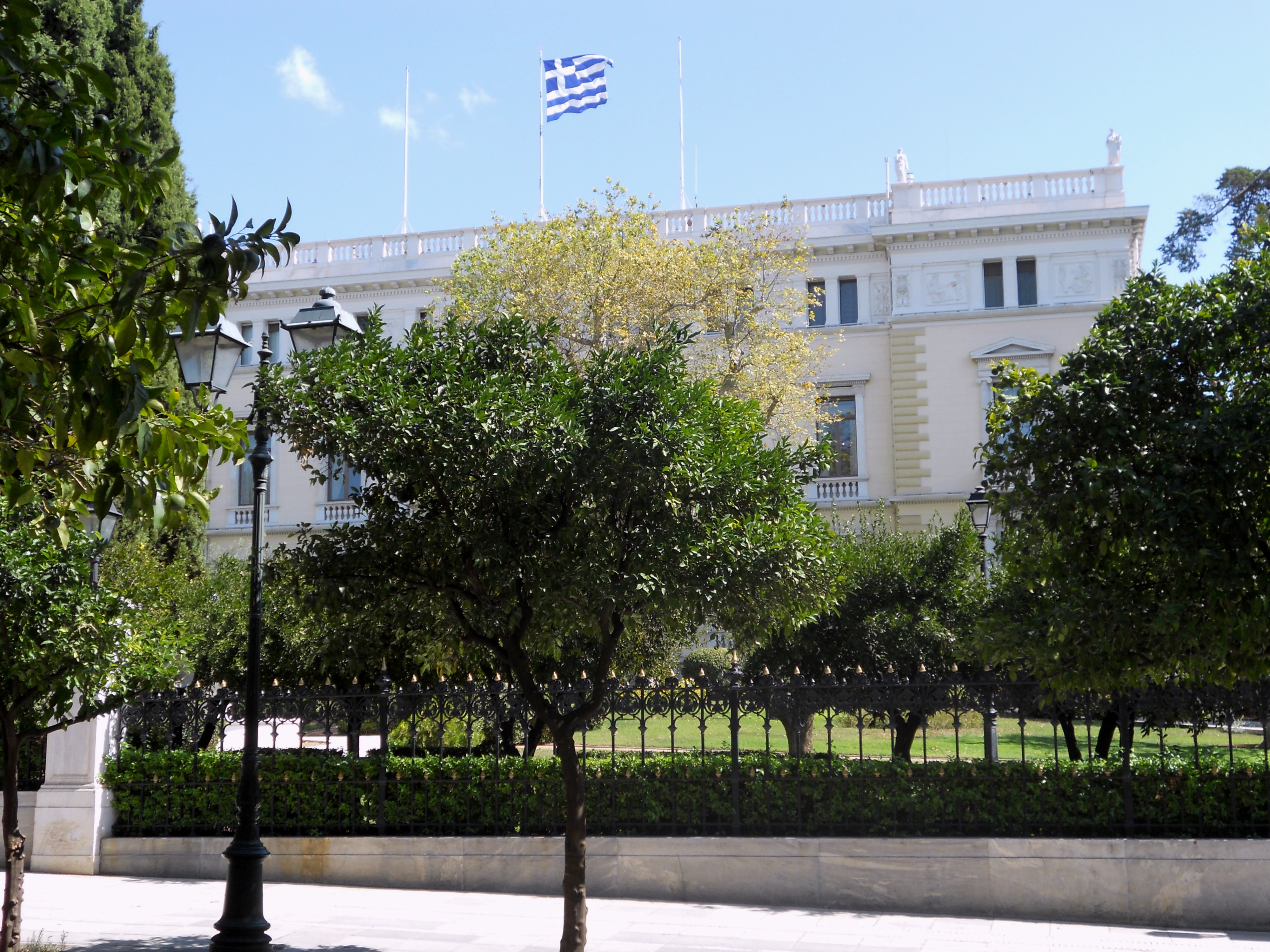
La mansión presidencial (1891-1897) (anteriormente el palacio del Príncipe Heredero) en Atenas construida por Ernst Ziller
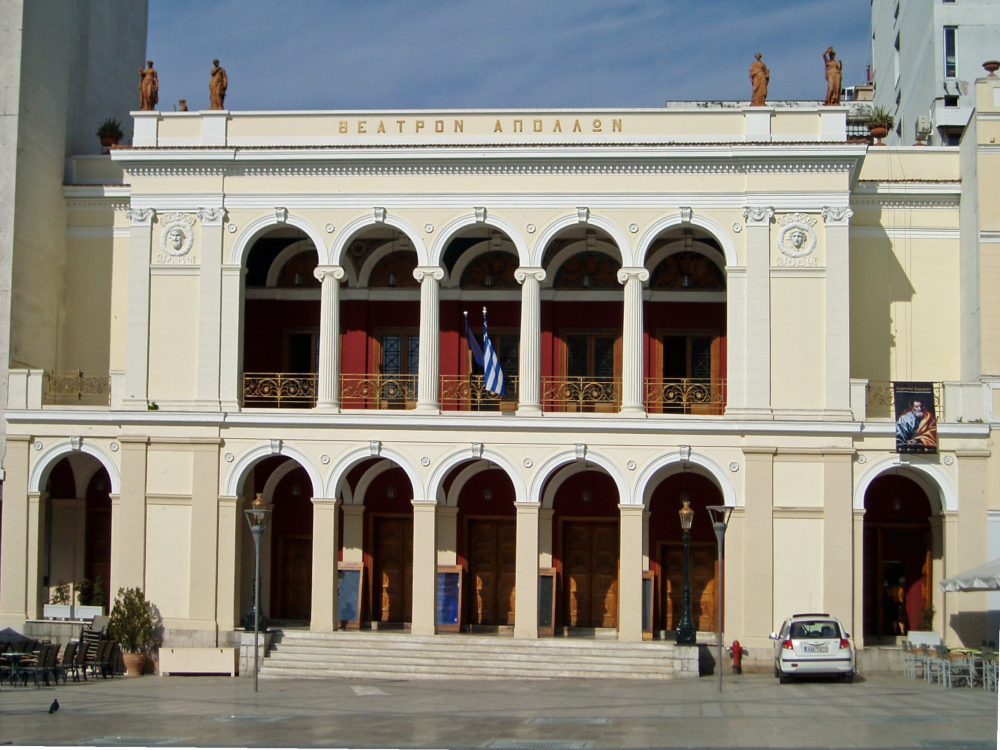
Teatro Apolo en Patras

### Portugal
La arquitectura neoclásica en Portugal, debido a que surgió en una época muy convulsa, se desarrolló siguiendo un camino propio, enfrentando problemas de orden artísticos y económicos que ocasionaron una periodización diferente de la del resto de Europa, donde surgió entre 1750 y 1760. Corresponde al período pombalino cuando Portugal intentaba recuperarse del catastrófico terremoto de 1755 durante el reinado de D. José, inventando la arquitectura pombalina, que condicionó, desde el principio, el desarrollo normal del neoclasicismo en el país. Se asiste muy pronto al desarrollo de la arquitectura preclásica, que se mantuvo hasta finales del siglo XVIII. En el último tercio del siglo surgió el Neoclasicismo, principalmente en Lisboa y Oporto, para, a principios del siglo XIX, casi detenerse el reloj de los programas artísticos. Este hecho se debe a la gran inestabilidad provocada por una sucesión de acontecimientos abrumadores para el país, a saber, la huida de la familia real a Brasil en 1807 (hecho de fundamental importancia para ambos países), las invasiones francesas, el posterior dominio inglés, la revolución liberal en 1820, el regreso de la familia real en 1821, la independencia de Brasil y la pérdida del comercio colonial en 1822. Poco después se produjo la contrarrevolución absolutista, dando lugar a las guerras liberales, que mantuvieron la inestabilidad hasta 1834, impidiendo la normalidad artística. y el desarrollo de la economía hasta casi transcurrido la mitad del siglo. Teniendo en cuenta lo anterior, no sorprende que el estilo se mantuviera, junto al Romanticismo, hasta principios del siglo XX.
En Portugal el estilo comenzó a desarrollarse durante la década de 1770, con la construcción del Picadeiro Real (actual Museu Nacional dos Coches), en Lisboa, y del Hospital de Santo António en Oporto. Aunque a veces se considera que la primera obra construida dentro del nuevo estilo en el país había sido íntegramente importada de Italia, la pequeña y lujosa capilla de São João Batista en la iglesia de São Roque en Lisboa, que había encargada en 1742 por el rey João V a los arquitectos italianos Nicola Salvi y Luigi Vanvitelli. Fue ensamblada en Roma (1742-1747) y desmontada y enviada a Lsiboa en tres barcos, donde se acabó de montar en 1752. En Coimbra también destacan algunas de las obras del ingeniero militar Guilherme Elsden, como el temprano edificio del Museo de la Universidad, construido entre 1773 y 1774.
Un dato muy curioso del neoclasicismo portugués es la clara diferencia entre las dos ciudades principales. Lisboa recibía las influencias italianas debido al gusto dominante en la corte, mientras que la ciudad de Oporto, fruto de la importante comunidad británica, desarrolló edificios con una fuerte influencia inglesa, a veces casi palladiana. Sin embargo, el fuerte carácter funcionalista es una de las características comunes entre los dos polos. Posteriormente, debido a que los estudiantes de arte completaron sus estudios en Roma, el norte se convirtió al clasicismo romano en detrimento del paladianismo. Oporto había abordado varias ampliaciones con regulaciones sobre la ocupación. El estilo neoclásico se aplicó en importantes proyectos llevados a cabo por ingleses residentes en la ciudad, presente en particular en el Hospital de Santo António (1770-1824), diseñado por el arquitecto inglés John Carr (1769), en la definición espacial de la Praça da Ribeira, junto al río Duero (1765), en el edificio de la Feitoria Inglesa (1785-1790), estos dos últimos del cónsul John Whitehead, o en el Palacio de la Bolsa (1842-1848) principal obra de Joaquim da Costa Lime. Uno de los mayores exponentes del neoclasicismo norteño fue el ingeniero Carlos Amarante (1748-1815), autor de varios edificios tardo-barrocos y neoclásicos, como la iglesia de la Trinidad en Oporto (?-1841).
- El neoclasicismo en Oporto
- Hospital de Santo António (1770-1824), Oporto
- Feitoria Inglesa (1785-1790), Oporto
- Palacio de la Bolsa de Oporto (1842-1848)
- Iglesia de la Trinidad, Oporto

Básicamente se puede considerar que el edificio neoclásico portugués es sencillo, muy funcional, sometiendo todo a un carácter utilitario, con fachadas simétricas articuladas en tres cuerpos, sugiriendo o estando poco avanzado el central, con el usos de pilastras, pocas columnas, balcones o balaustradas, arcadas en la planta baja funcionando como basamento, aparejos (rusticados, con almohadillado o no), balaustres, con escasa o ninguna decoración escultórica, de esencia arquitectónica (quizás consecuencia de tiempos difíciles, pero también, sin duda, como reflejo de la sencillez muy práctica pombalina). Sin embargo, esta afirmación es demasiado reduccionista porque al estudiar los edificios individualmente aparecen  gran diversidad de soluciones. 
Los ejemplos son numerosos,desde edificios más sencillos pero muy llamativos, como la Feitoria Inglesa (1785-1790) de Oporto o los baños de São Paulo en Lisboa, hasta obras importantes como el Teatro Nacional de São Carlos, el Teatro Nacional D. Maria II, el Palacio Nacional de Ajuda y el Palácio de São Bento (hoy Asamblea de la República), en Lisboa, o el Hospital de Santo António y Palacio de la Bolsa (1842-1848) en Oporto. También hay diversos ejemplos, como iglesias, palacios o edificios públicos repartidos por todo el país.
José da Costa e Silva (1714-1819), formado en Bolonia, representaría el apogeo nacional de este estilo. Diseñó, entre muchos otros edificios, el Teatro Nacional de São Carlos (1792-1793) y el Palacio Nacional de Ajuda (1795-1861) (éste junto con el italiano Francisco Xavier Fabri), que nunca llegó a acabarse.
- El neoclasicismo en Portugal
- Vista de la capilla de São João Batista
- Museo de la Universidad (1773-1774), Coimbra
- Teatro Nacional de São Carlos (1792-1793), en Lisboa
- Palacio Nacional de Ajuda (1795-1861), el nuevo palacio real en Lisboa
- Iglesia de Santa Cruz del Hospital de São Marcos en Braga

### Otras naciones europeas

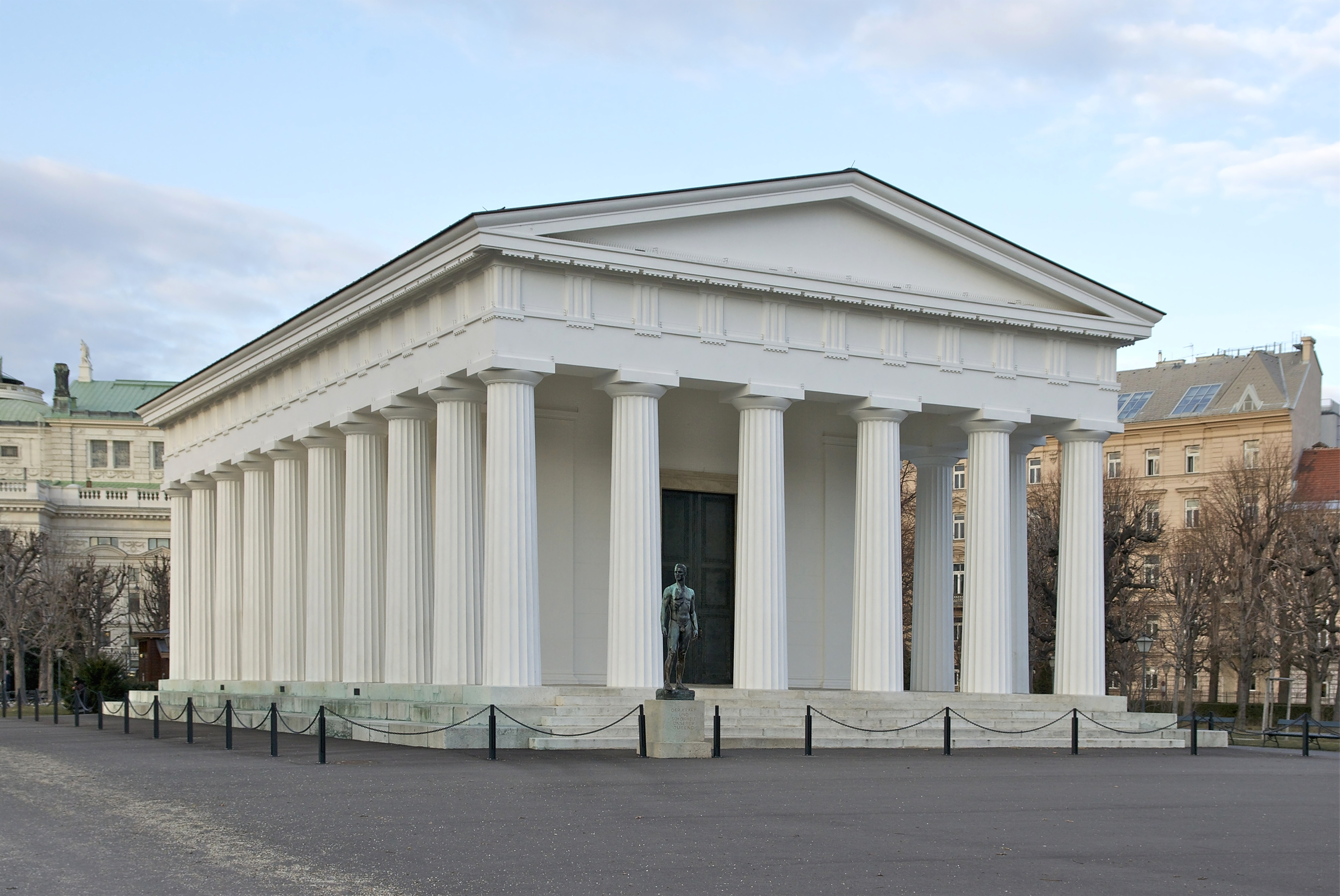
Pietro Nobile, Theseustempel, Viena

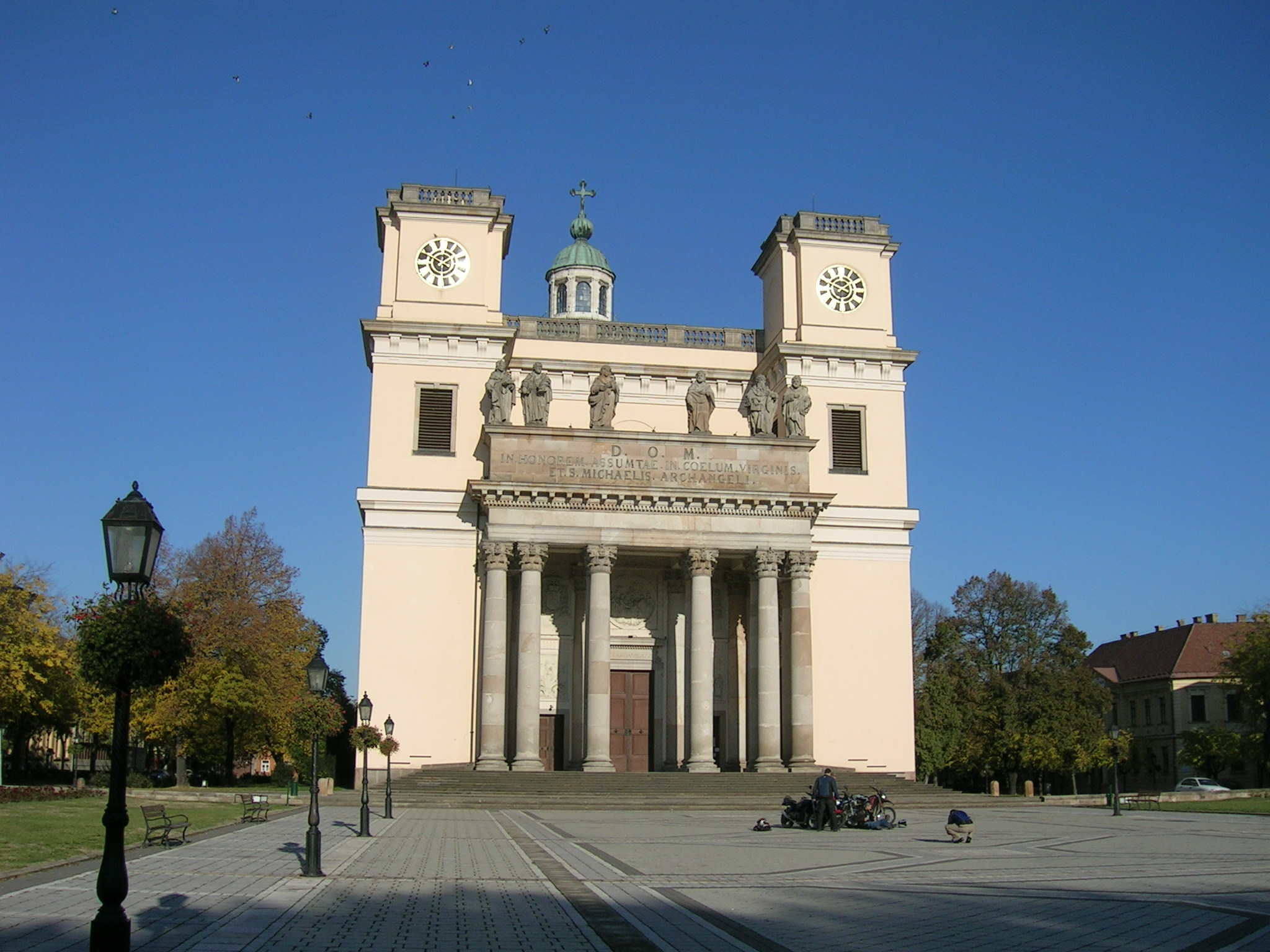
Catedral de Vác

La propagación del revival clásico fue casi uniforme en toda Europa, aunque con algunas excepciones: España, por ejemplo, no aportó ninguna contribución significativa al Neoclasicismo.
En Viena algunas influencias neoclásicas se registran desde las primeras décadas del siglo XVIII, en la Karlskirche de Johann Bernhard Fischer von Erlach, una obra maestra del rococó austríaco: el edificio está de hecho protegido por un pórtico hexastilo, al cual se apoya en dos columnas coclides inspiradas en la columna Trajana de Roma. Un clasicismo más riguroso se hace sentir en el siglo XIX, con el Theseustempel y el Burgtor, dos complejo neogriegos del ya mencionado Pietro Nobile.
En Polonia, hacia el final del siglo XVIII, se difunde una arquitectura derivada de los modelos revolucionarios de Ledoux, pero un monumento de principios del primer Neoclasicismo se encuentra en la catedral de Vilnius (ahora en Lituania, que en la época estaba unida a Polonia en la Confederación polaco-lituana). En el siguiente siglo Antonio Corazzi fue protagonista de la construcción de varios palacios en Varsovia, mientras que la nobleza polaca encargaba a Karl Friedrich Schinkel algunas residencias en la campiña.
En Praga el Neoclasicismo fue recibida con retraso respecto al resto de Europa, en Hungría la ruptura con el lenguaje barroco ya sucedió en los años 1770: la catedral de Vac, con su pórtico coronado por un ático masivo, data de 1763-1777. En el siglo XIX este estilo culmina en la catedral de Esztergom (de planta central, con una cúpula) y en el neogriego Museo Nacional húngaro en Budapest (este último obra de Mihály Pollack).

## Neoclasicismo en América

### Iberoamérica

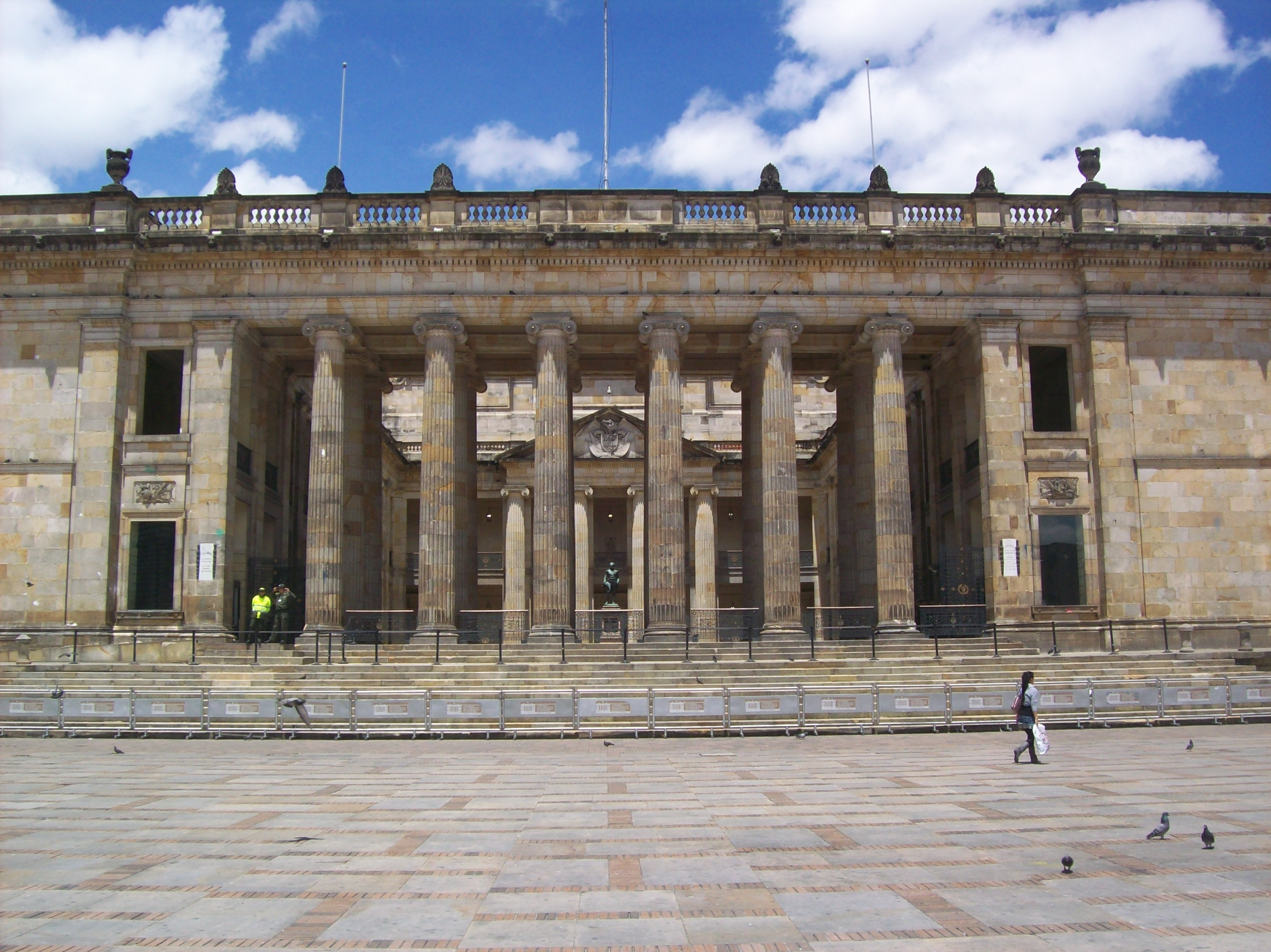
Capitolio Nacional de Colombia en Bogotá

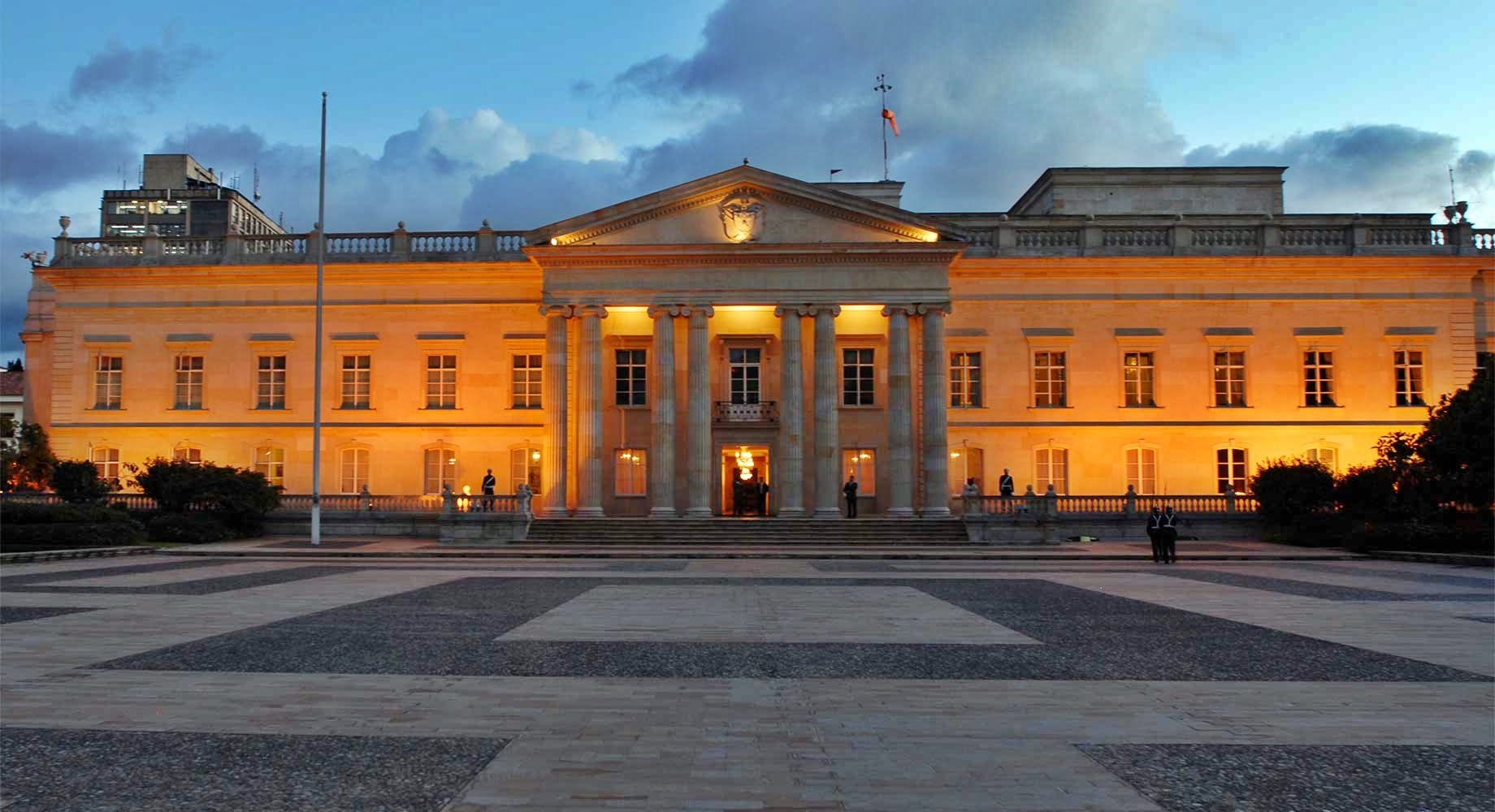
Casa de Nariño en Bogotá

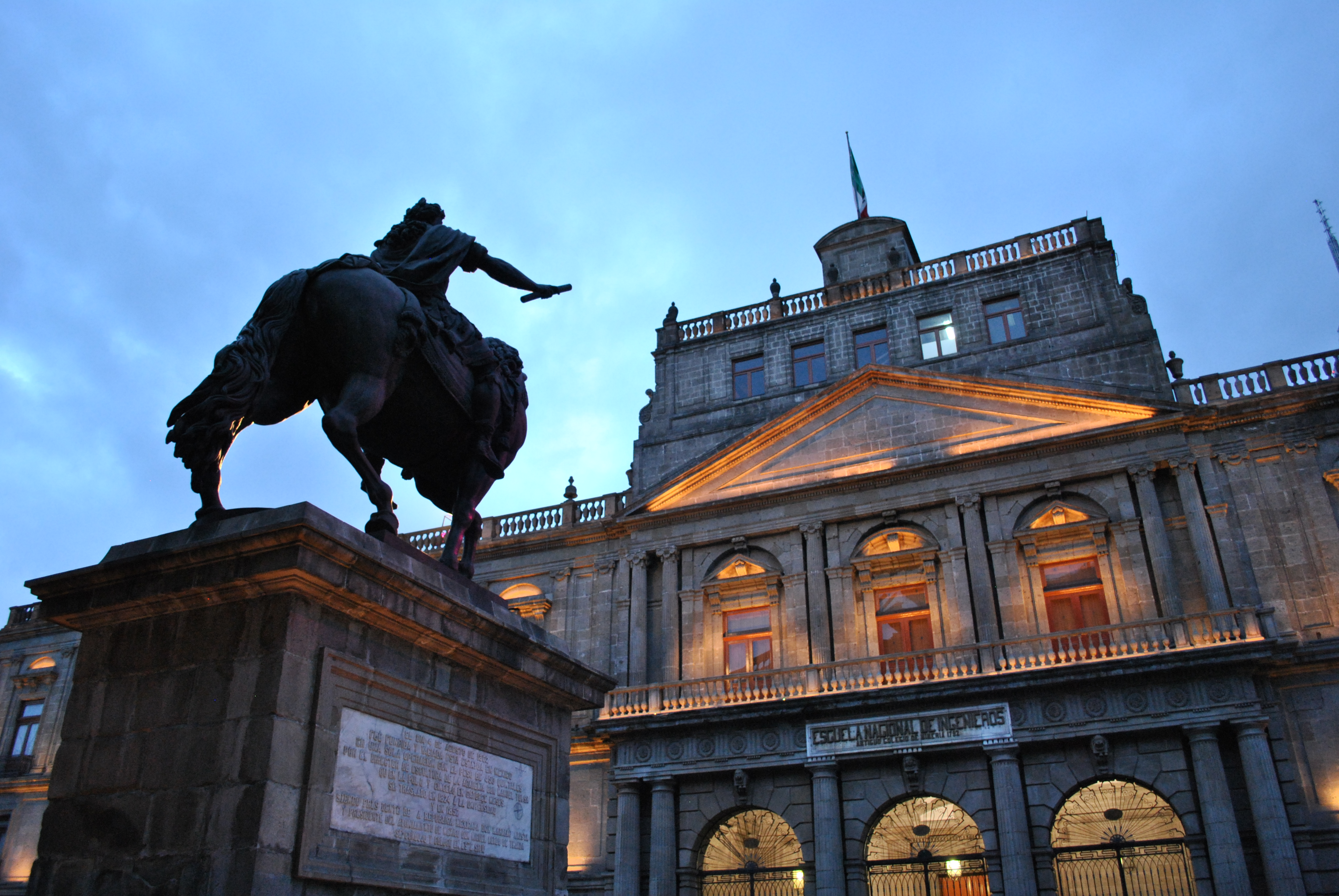
Palacio de Minería en la Ciudad de México

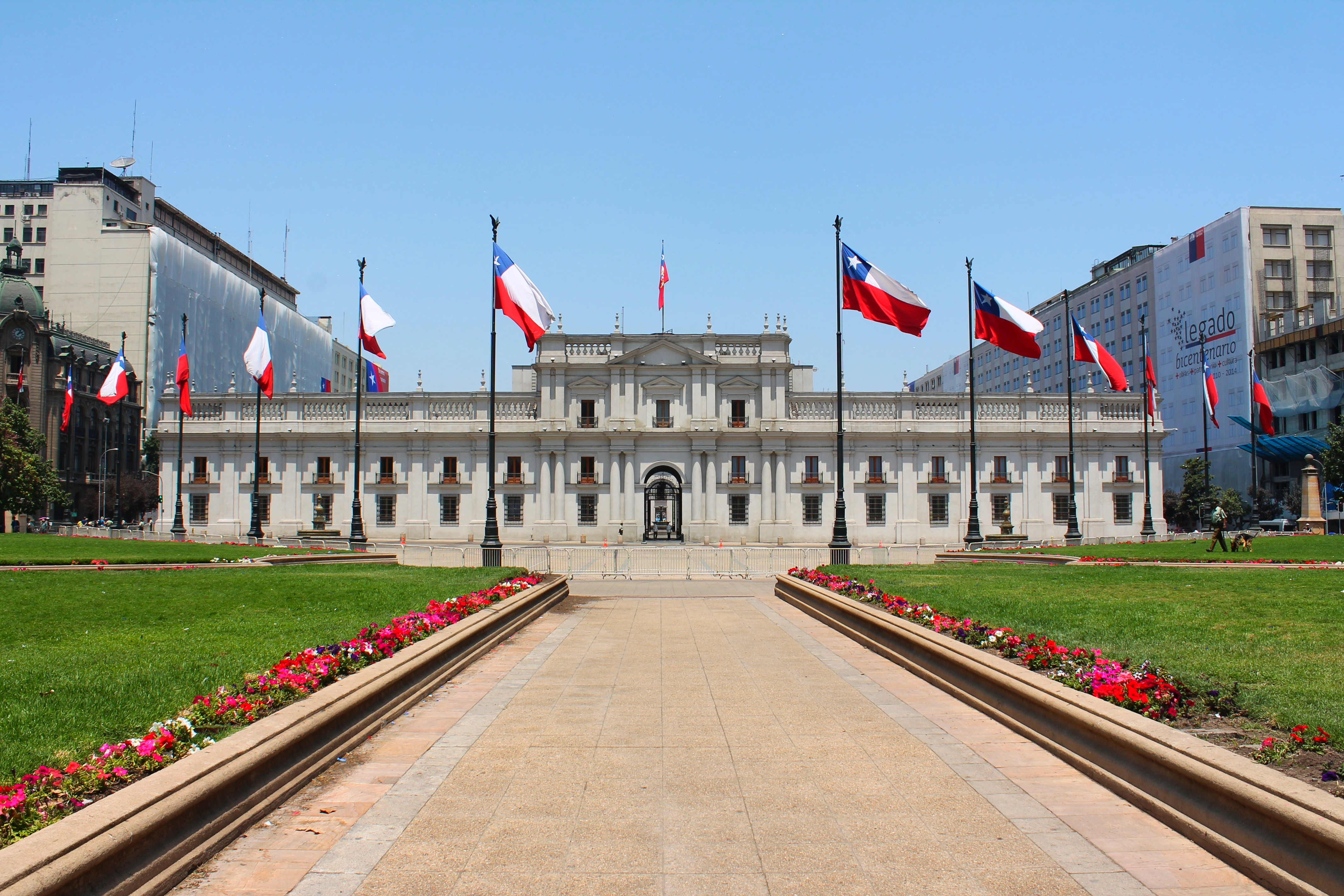
Palacio de la Moneda en Santiago, Chile

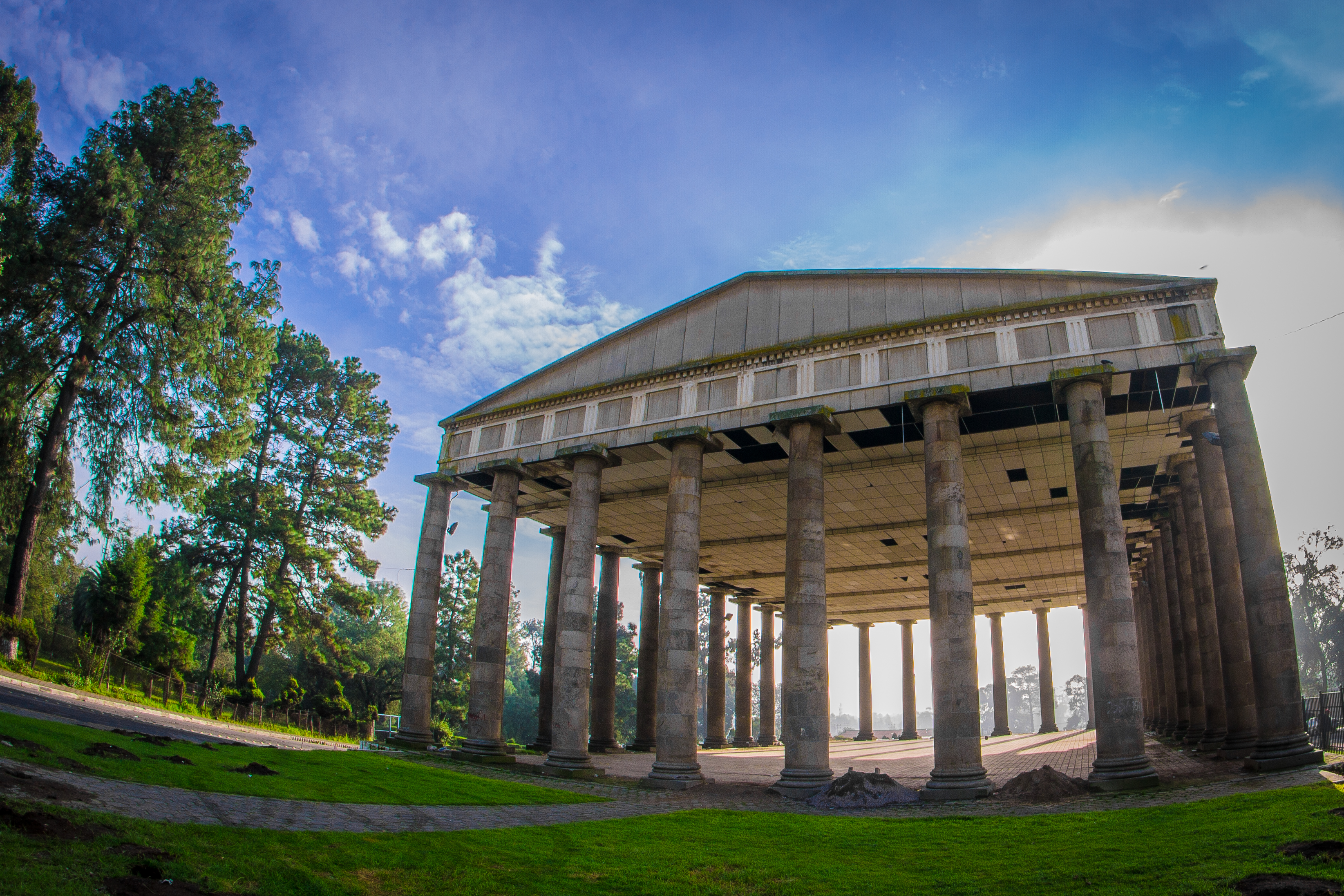
Templo de Minerva en Quetzaltenango, Guatemala

A los imperios americanos de España y Portugal llegó el estilo neoclásico a través de proyectos diseñados en Europa o bien realizados localmente por arquitectos europeos o criollos formados en las academias de las metrópolis.
También hay ejemplos de la adaptación al lenguaje arquitectónico local, que durante los siglos anteriores había realizado una síntesis o sincretismo de los elementos europeos y precolombinos en el denominado barroco colonial. Un ejemplo de ello es la Catedral de Tulancingo, México (1788, José Damián Ortiz de Castro).
A criterios más clásicos pertenecen, en Chile, el Palacio de La Moneda (1784-1805) y la Catedral Metropolitana de Santiago (1748-1800), ambas obras del arquitecto italiano Joaquín Toesca.
En México, el Palacio de Minería (1797-1813, Manuel Tolsá) y el Hospicio Cabañas de Guadalajara (1804-1810, del mismo arquitecto).
En Ecuador, el Palacio de Gobierno de Quito (también llamado de Carondelet, 1790 o 1801, Antonio García).
En los albores de la independencia de Hispanoamérica, se desarrollaron programas constructivos en las nuevas repúblicas. El neoclasicismo fue introducido en la Nueva Granada por Marcelino Pérez de Arroyo y Valencia. Posteriormente, en Colombia se construyó el Capitolio Nacional de Colombia en Bogotá (1847, Thomas Reed, formado en la Academia de Berlín), la Catedral Basílica Metropolitana de Bogotá y Primada de Colombia en Bogotá (1807-1823), (1941-1946 Reformas) bajo los planos de Fray Domingo de Petrés; y en Perú la Catedral de Arequipa (1844, Lucas Poblete).
Brasil, que se convirtió en la sede de la corte de la monarquía portuguesa, independizándose de su metrópoli como Imperio del Brasil, también utilizó los recursos de la arquitectura para la glorificación del poder político, y se optó por recurrir a arquitectos formados en la Real Academia de París. A esta época pertenece la portada de la Academia de Bellas Artes de Río de Janeiro o Academia Imperial (1822) y el Palacio Imperial de Petrópolis (década de 1840).
Argentina, es otro de los países que busca despojarse de su pasado colonial, pero en el contexto de reorganización del país luego de la independencia en 1810, se busca un aspecto de poder que transmita la presencia del Estado inspirando respeto y devoción, incluyendo por supuesto la arquitectura. Sin embargo, no se concibe una imagen propia, sino que se introduce el canon clásico, no en forma de réplica de edificios de la Antigüedad, pero si con una predominancia clásica y mucha influencia de clasicismo francés; que va a perdurar hasta el siglo XX.
En lo cultural, se puede verificar un apresuramiento por importar modelos culturales europeos, para reemplazar la tradición colonial. Se trataba de negar todo lo que pudiera recordar la etapa de la subordinación a España. Es lógico que con esta base ideológica la imagen que ofrecían las ciudades resultaran negativas y se necesitara transformarlas.

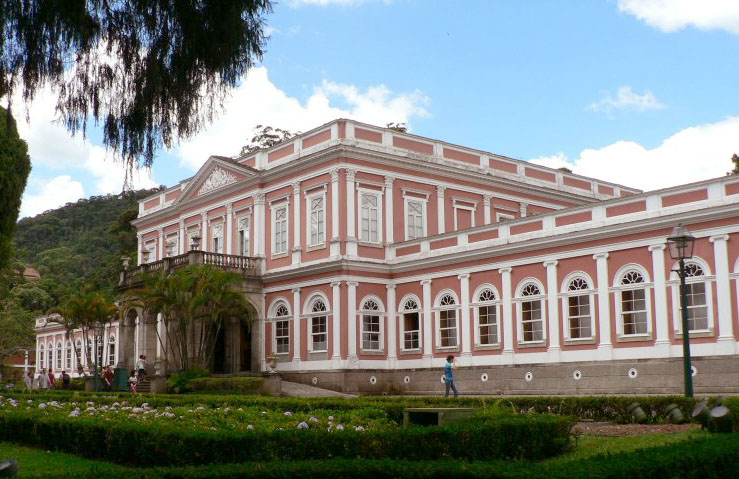
Palacio Imperial de Petrópolis en Brasil
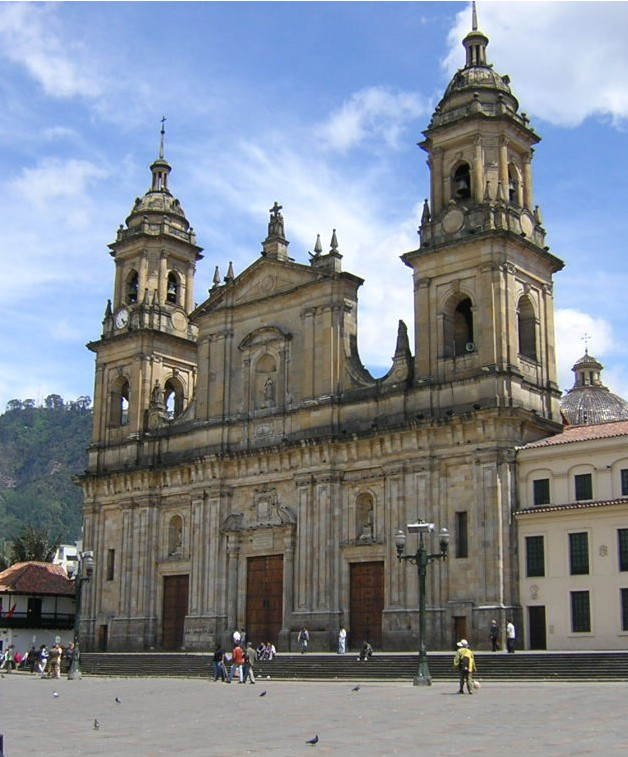
Catedral Primada de Colombia en Bogotá
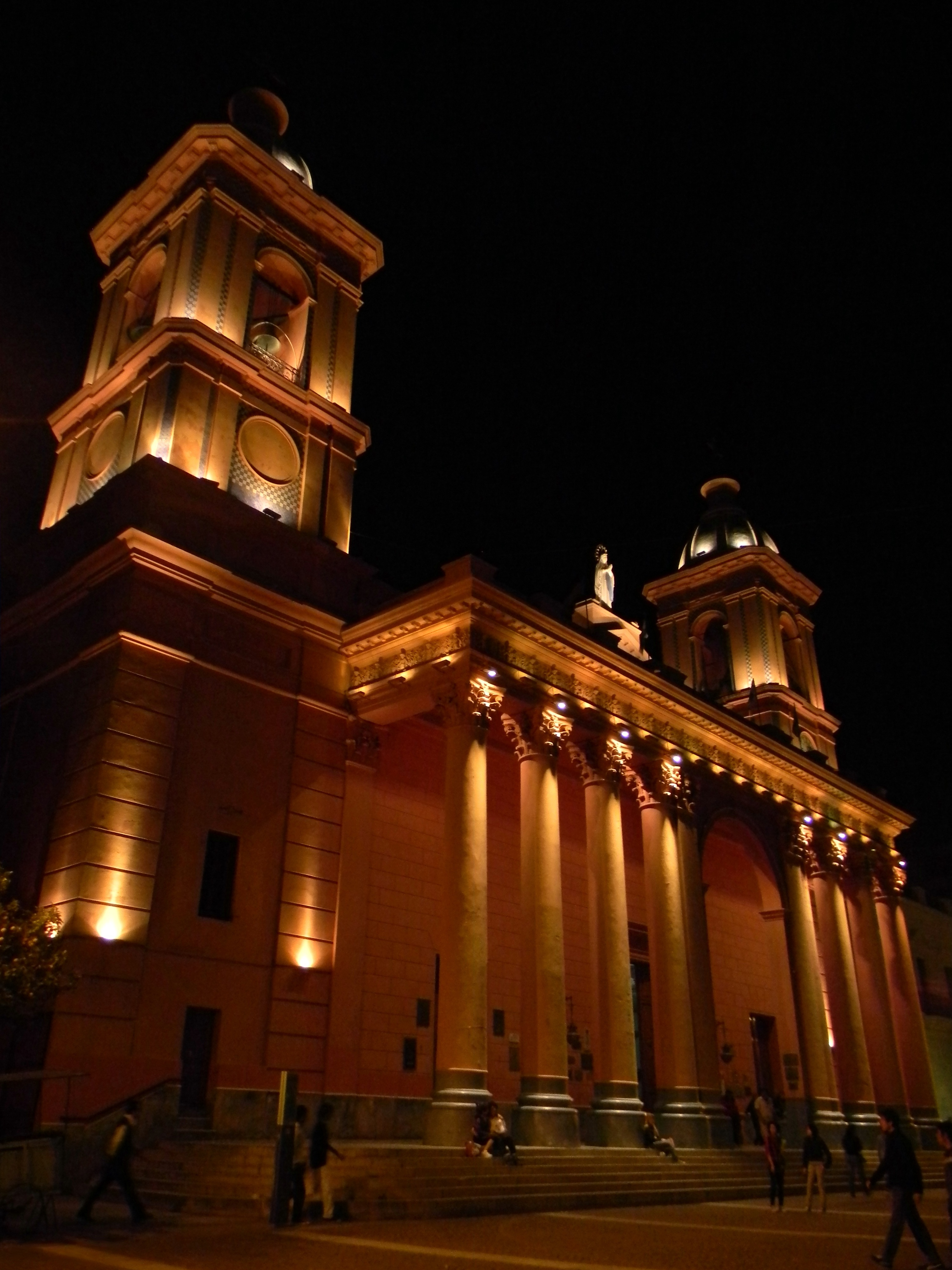
Catedral neoclásica de Catamarca, Argentina
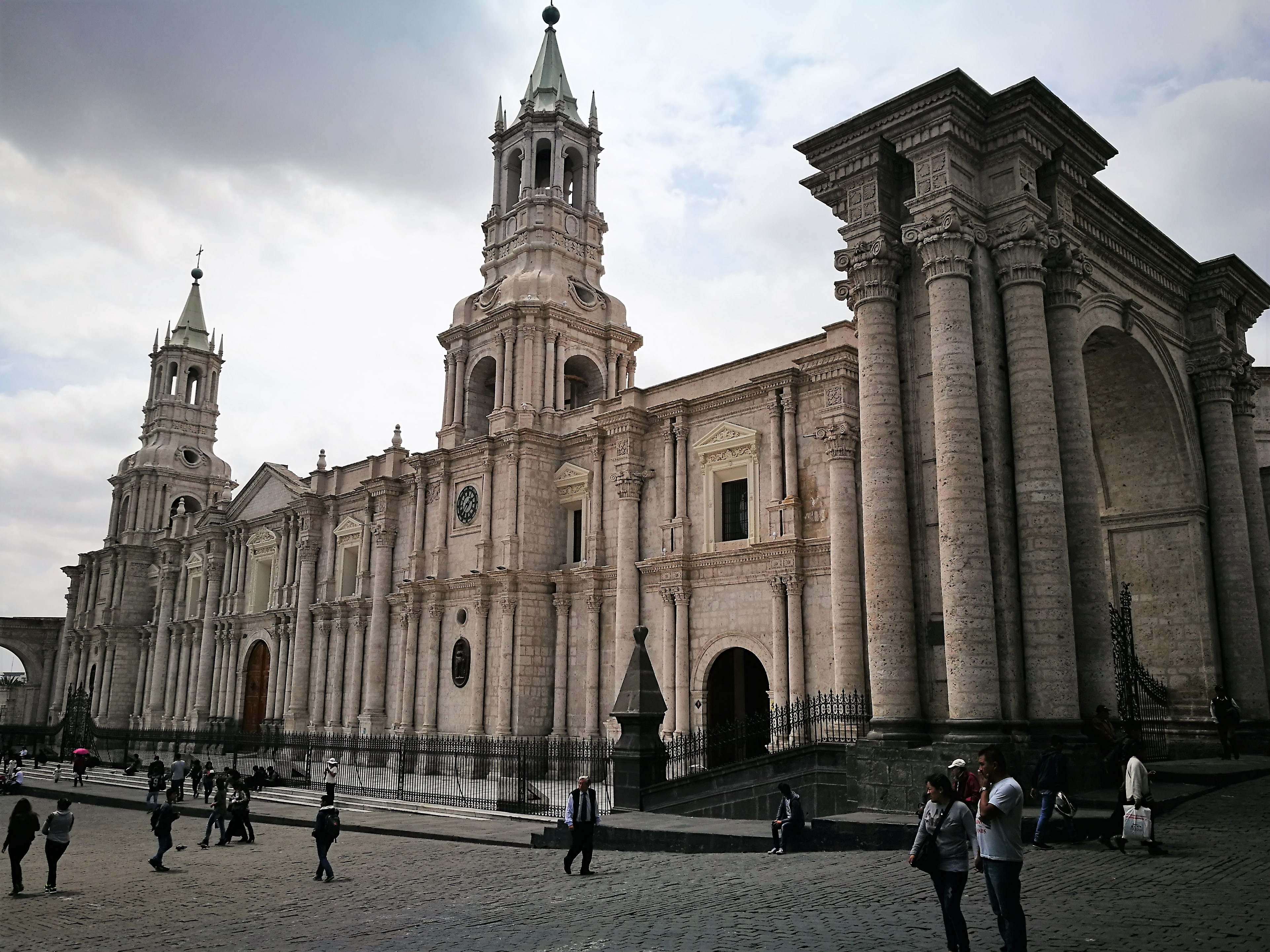
Catedral de Arequipa, Perú
Catedral Metropolitana de Santiago, Chile
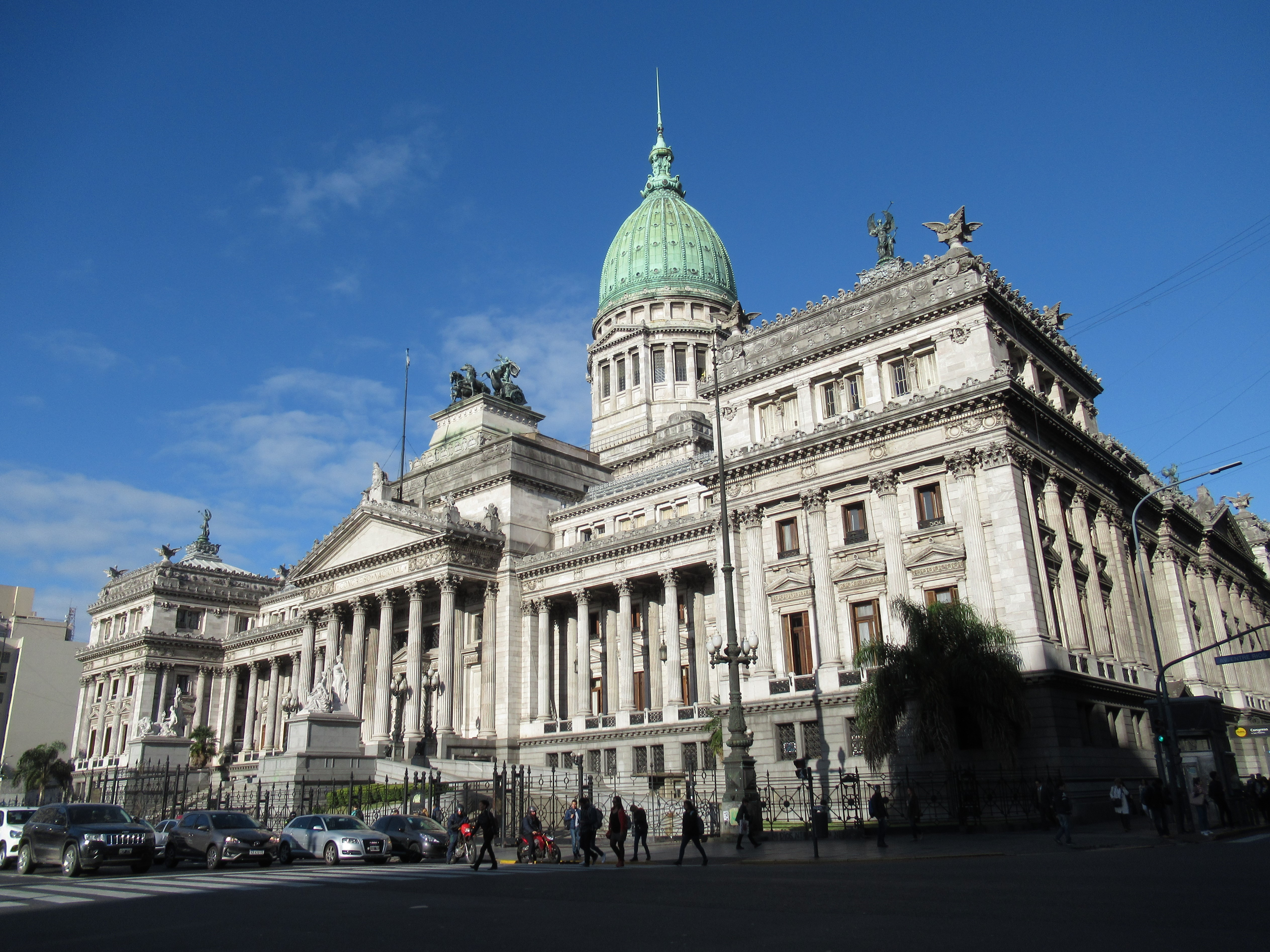
Congreso de la Nación Argentina.

### Estados Unidos

#### SiglosXVIIIyXIX

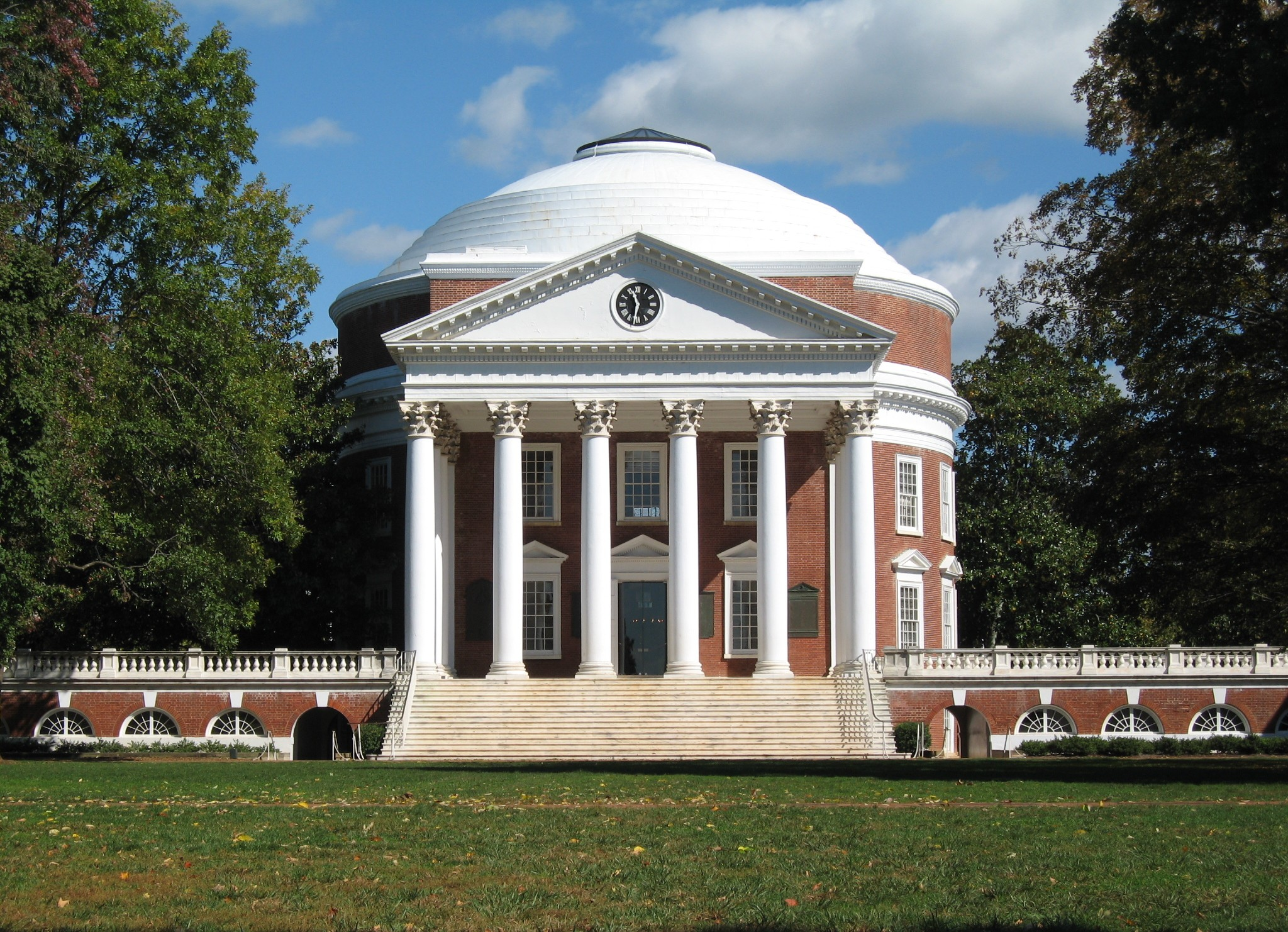
Thomas Jefferson, Rotonda de la Universidad de Virginia, Charlottesville (1817)

Los orígenes del Neoclasicismo estadounidense derivan de la intensa difusión que había del palladianismo en el diseño de villas rurales.; también desde finales del siglo XVIII se vio el éxito del revival griego. Los arquitectos más interesantes de la época eran Thomas Jefferson e Benjamin Latrobe. El primero, a partir de 1771, comenzó a trabajar en su casa en Monticello, en Virginia, obra particularmente innovadora en comparación con construcciones inglesas contemporáneas. Inspirado por la Maison Carrée de Nimes, entre 1785 y 1789, ejecutó el poco original proyecto para el capitolio del estado de Virginia. Su trabajo más famoso sigue siendo el campus de la Universidad de Virginia, cuyos dibujos definitivos se remontan a 1817: el elemento dominante del nuevo complejo es sin duda la Rotonda, que albergará la biblioteca y que con un porticado vagamente palladiano, combina un cuerpo circular, inspirado en el Panteón. Otra de las características del edificio, reconstruido como resultado de un grave incendio que se desarrolló a finales del siglo XIX, son las salas que se abren al interior, de forma elíptica.
Fue el propio Benjamin Latrobe quien sugirió a Jefferson la solución de la Rotonda. El primer trabajo principal de Latrobe son la penitenciaría de Richmond y el Banco de Pensilvania, ya desaparecida. A principios del siglo XIX recibió el encargo para completar el Capitolio de Washington, el gran palacio en que habían colaborado muchos arquitectos de la época y con un resultado muy cuestionable. Más tarde, bajo el ala reconstruida del Senado, insertó la Cámara del Tribunal Supremo, en la que el gusto por la geometría y los detalles sugieren una estrecha afinidad con los modelos del francés Ledoux y del inglés Soane. Entre 1809 y 1818 realizó la catedral de Baltimore, sometida enseguida a modificaciones y ampliaciones, pero que permanecerá como su construcción más feliz.
El estilo clásico se consolidó después con las obras de Robert Mills y William Strickland, estudiantes del propio Latrobe. Del primero se recuerdan algunas iglesias de planta central en Filadelfia y Richmond, la enorme columna de Washington en Baltimore y varios edificios en la capital federal del país, caracterizados por severos pórticos. Del segundo, después de la fama alcanzada por el diseño del segundo banco de los Estados Unidos, se tiene el proyecto por la original Bolsa de Filadelfia y el Capitolio de Nashville (1845-1849), dotados con linternas inspiradas en el monumento corágico de Lisícrates.

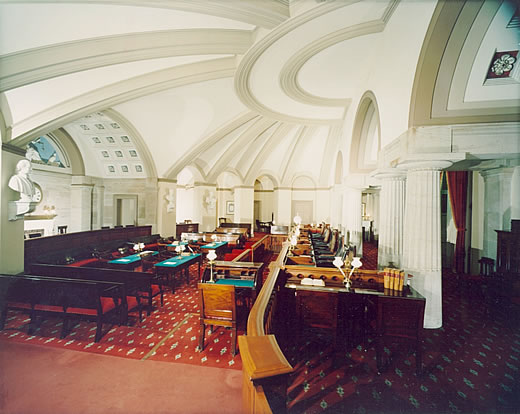
El interior de la Corte Suprema de los Estados Unidos en Washington D. C., diseñada por Benjamin Latrobe
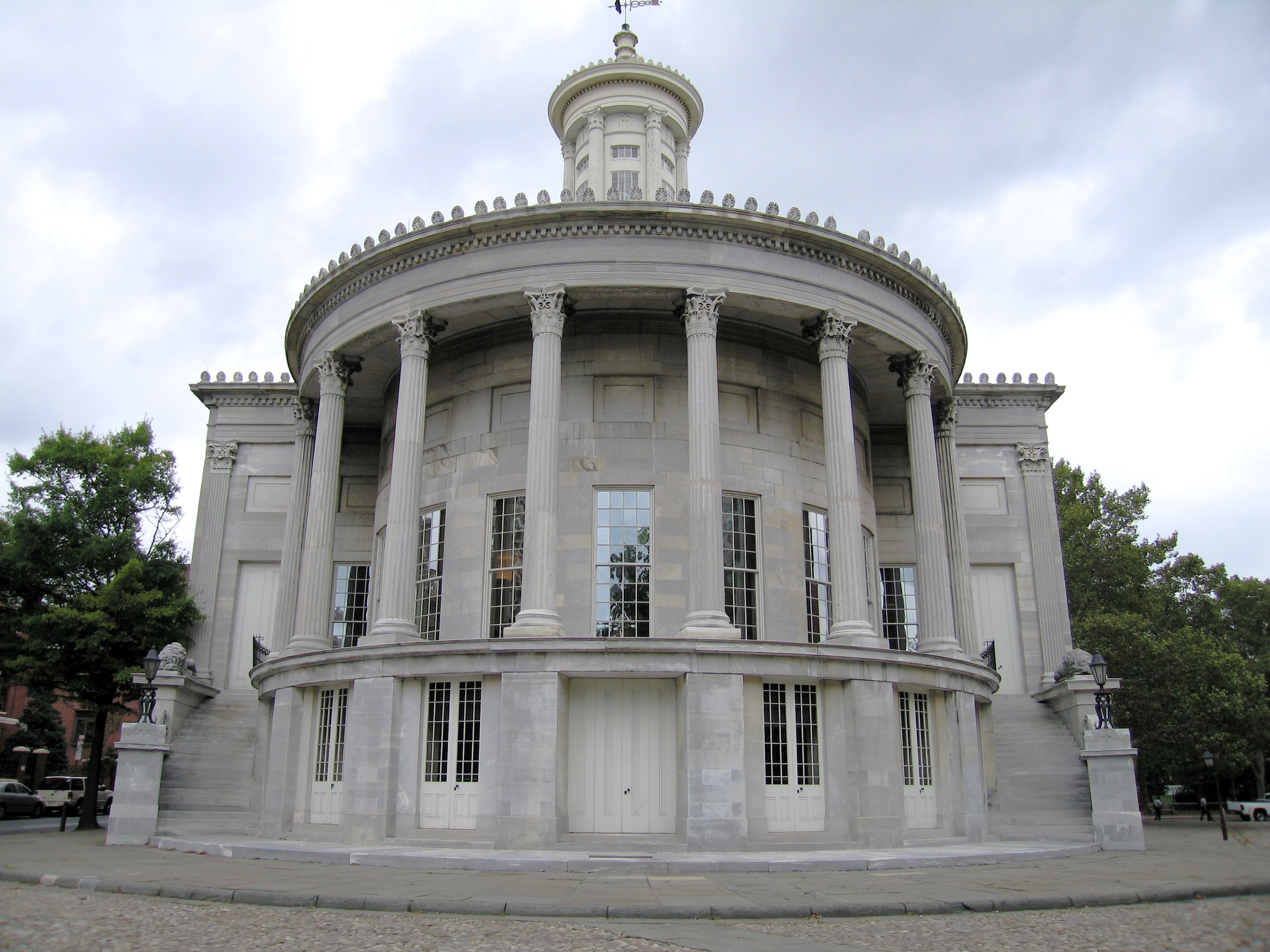
La Bolsa de Filadelfia diseñada por William Strickland
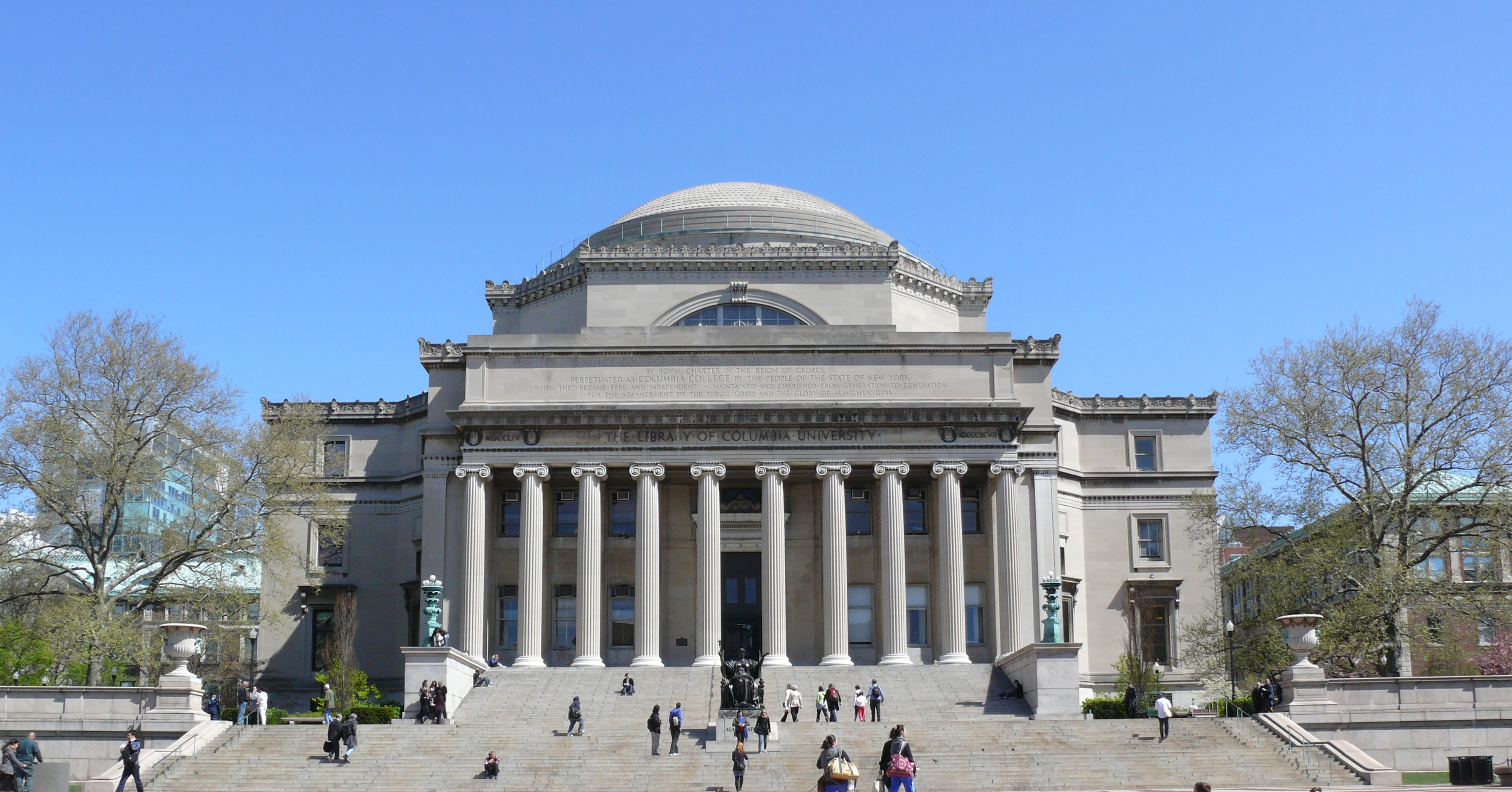
Biblioteca de la Universidad de Columbia en Nueva York, diseñada por Charles Follen McKim entre otros

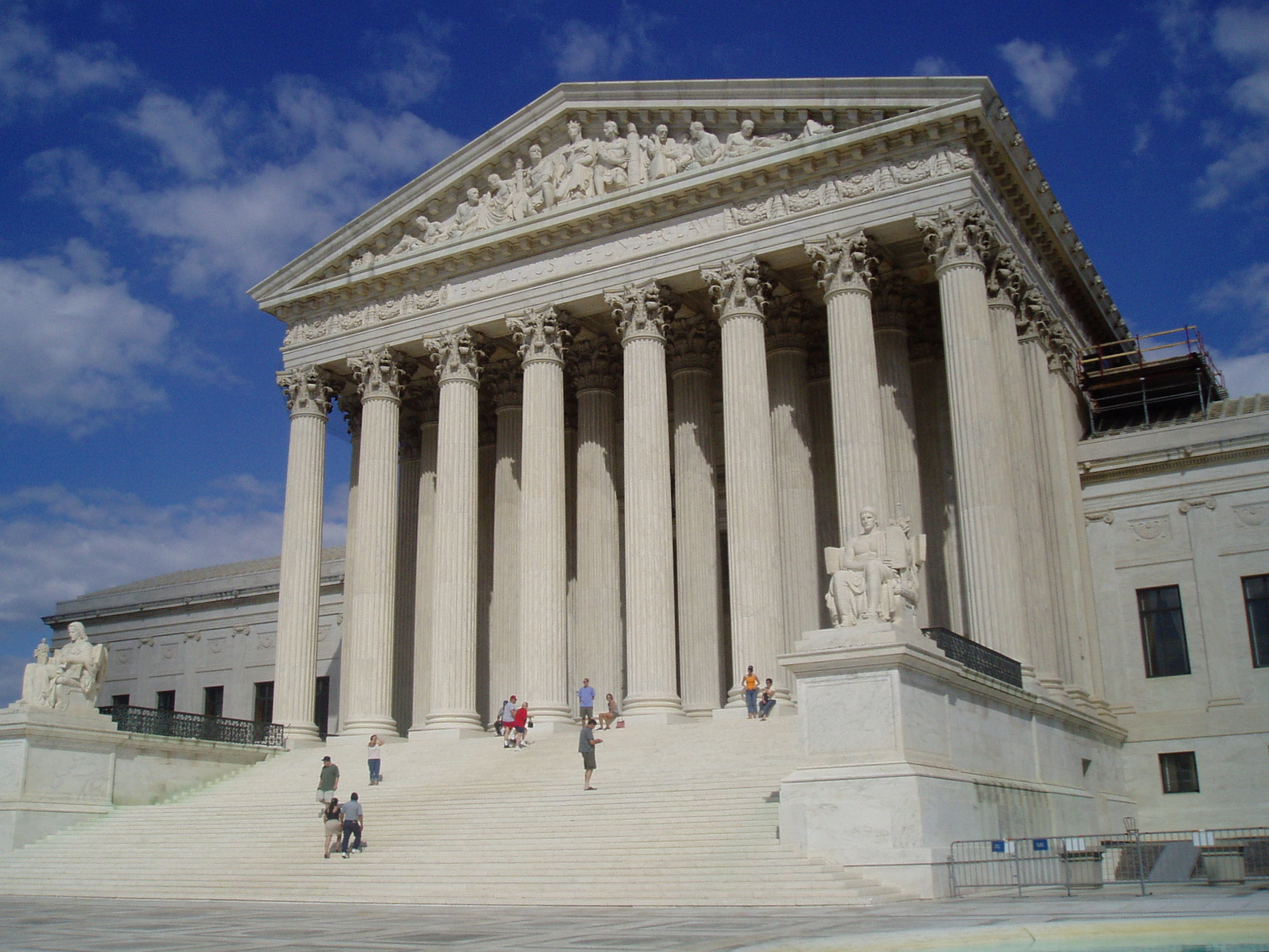
Palacio de la Corte Suprema de Estados Unidos, Washington

La primera mitad del siglo XIX finaliza con la construcción de algunos edificios clasiceantes: el Capitolio de New Haven, obra de Ithiel Town, el capitolio de Ohio en Columbus (1838) y el Girard College en Filadelfia, de Thomas Walter.
El neoclasicismo se impone en la escena americana sustancialmente hasta la segunda mitad del siglo XIX. Los últimos trabajos notables son algunos proyectos académicos de los asociados Charles Follen McKim, William Rutherford Mead y Stanford White, como la Biblioteca de la Universidad de Columbia en Nueva York, de 1893, imponente edificio que refleja el esplendor de la arquitectura civil romana siguiendo el modelo del neoclasicismo francés.

#### SigloXX
Hacia finales del siglo XIX, el clasicismo puro se convierte en el eje teórico y cultural para la construcción de ciudades enteras como Washington : en la ciudad, concebida como un damero", se dispusieron fríos edificios clasizantes. En Nueva York fueron concebidas enteras porciones de nueva urbanización, que involucró a las áreas dispuestas a lo largo de Wall Street. En este espíritu urbanístico se dispusieron importantes edificios en el viejo estilo. De hecho, en el siglo XX el neoclasicismo se convirtió en el estilo preferido para los edificios gubernamentales: se trata de edificios hechos en clave antimoderna, que reflejan en el gigantismo la intención de destacar el papel y el prestigio internacional de la nación.
Son numerosos los ejemplos, los más célebres concentradas principalmente en el área de Washington. Por ejemplo, el Lincoln Memorial (terminado en 1922) de Washington es uno de los edificios que tratan de imprimir a la ciudad una impronta destinada a recalcar la similitud con la Roma imperial. Diseñado como un monumento en memoria del presidente estadounidense Abraham Lincoln, conocido por su lucha contra la esclavitud, el monumento fue concebido a nivel ideal en 1867, pero el inicio de los trabajos fue en las primeras décadas del siglo XX. En el interior del edificio, diseñado por Henry Bacon, se colocaron esculturas y estatuas ideadas según el modelo de las famosas "copias romanas" (estatuas hechas en la época romana que siguen los bronces perdidos de la antigua Grecia), como en el caso de la gran estatua de Lincoln, situada en el centro del mismo monumento.

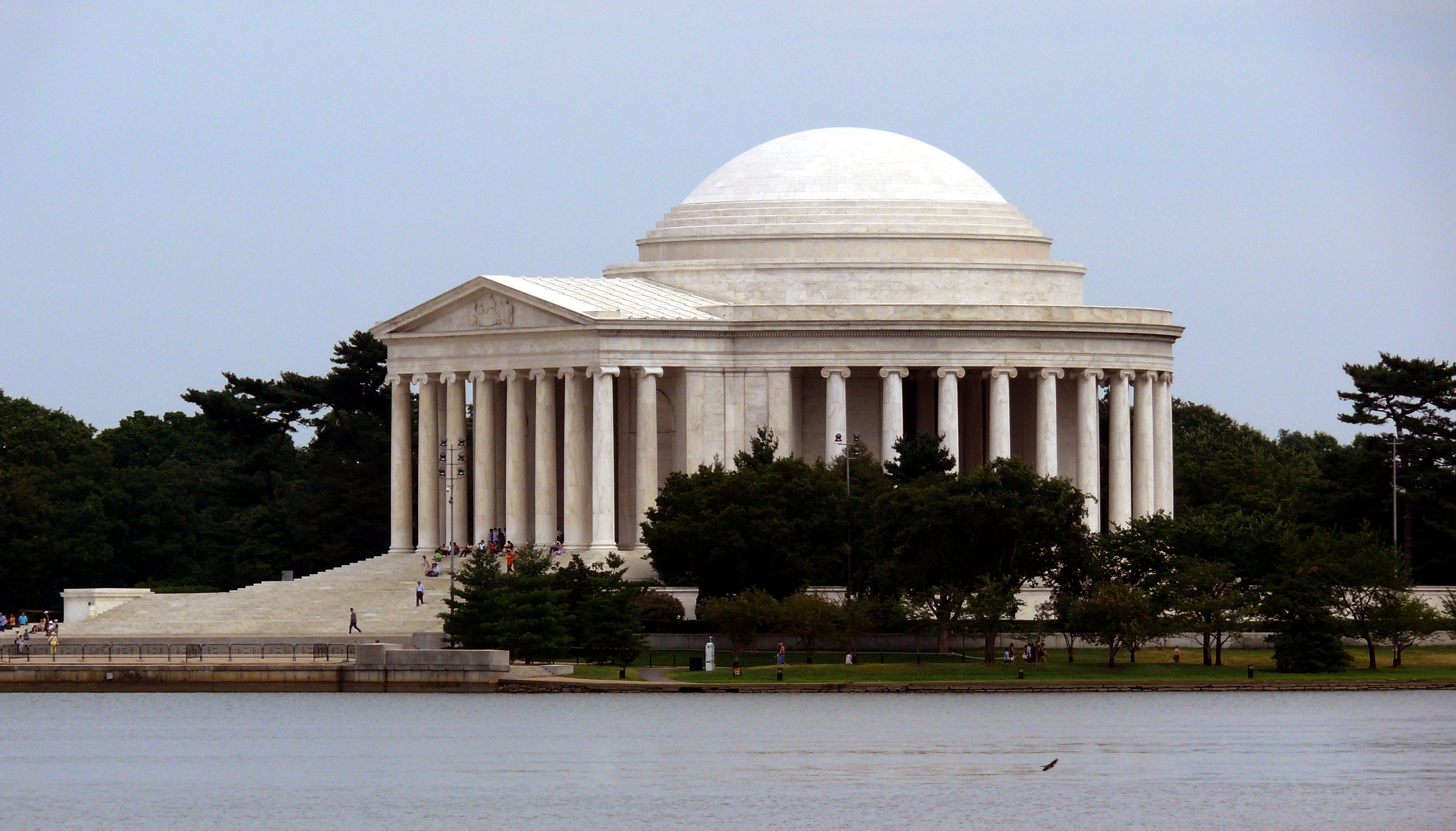
John Russell Pope, Jefferson Memorial, Washington

También en la capital estadounidense, en los años 1930 se levantó el majestuoso Palacio de la Corte Suprema, terminado en 1935. El edificio, cuya fachada frontal muestra una pronao de estilo corinto, fue proyectado por Cass Gilbert, que era entonces ya conocido por toda la crítica de arte internacional por su Woolworth Building en Nueva York, en el momento uno de los rascacielos más altos en el mundo.
El último edificio de este género es el Jefferson Memorial, inaugurado en Washington solo en 1943. Diseñado en 1939 por John Russell Pope, fue construido a imitación de las villas palladianas y de los templos romanos y griegos. El edificio se desarrolla a lo largo de una rotonda de columnas jónicas que culmina en un gran pronao con vistas al río Potomac. El monumento retoma el modelo de la Rotonda del arquitecto y presidente Thomas Jefferson, al que se dedica el memorial, que había hecho para la Universidad de Virginia. Se trata de un revival muy alejado de las nuevas tendencias de la arquitectura del siglo XX, que desde hacía tiempo ya había abierto nuevas puertas, en una ruptura total con el pasado y sus imposiciones estilísticas (ver por ejemplo la Casa de la cascada, que Frank Lloyd Wright había completado en 1939).

## Neoclasicismo en Asia

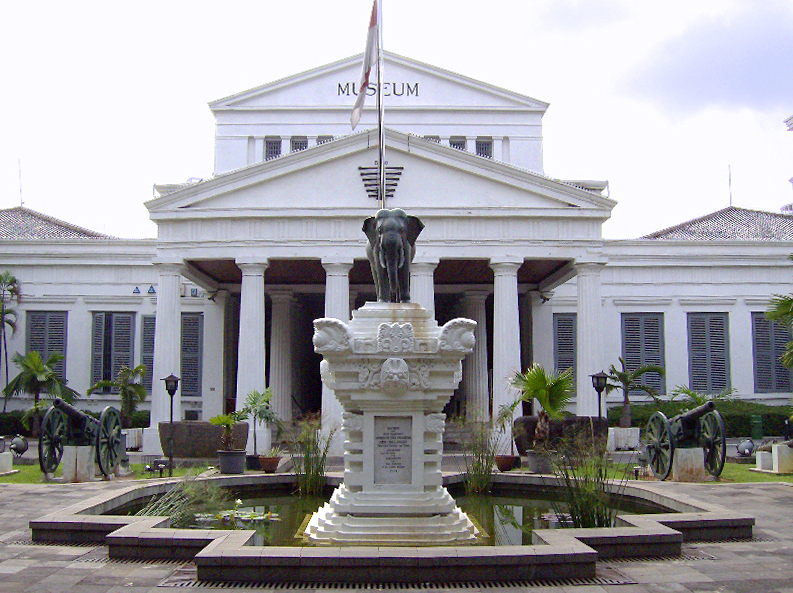
Museo Nacional de Indonesia, en Yakarta (c. 1862-1868).

La arquitectura neoclásica fue llevada a Asia por las naciones europeas que gobernaban territorios en este continente. Un ejemplo es el Museo Nacional de Indonesia, en Yakarta, construido en la década de 1860 por los neerlandeses.